# Alteckendorf
Vous lisez un « bon article » labellisé en 2016.
Alteckendorf (prononcé /altɛkəndɔrf/  en français et Àltackedorf [ˌɒlˈd̥aɡ̊əd̥oʁf] en alsacien) est une commune française du département du Bas-Rhin en région Grand Est.
Village rural d'Alsace, Alteckendorf est situé à 25,3 km au nord-ouest de Strasbourg, dans le terroir de l'Arrière-Kochersberg. Au niveau intercommunal, la municipalité est intégrée dans le pays de la Zorn qui regroupe 27 localités autour de Hochfelden. En 2014, la population légale est de 874 habitants, appelés les Alteckendorfois.
Le village est issu en 1777 de l'union des communautés villageoises d'Altdorf et Eckendorf. Au cours du XIXe siècle, les deux villages, en s'étendant, se sont rejoints par la même rue principale. Eckendorf est attesté dans les textes d'archives dès le VIIIe siècle, des abbayes et monastères du Saint-Empire romain germanique y ayant des possessions agricoles. Les deux localités sont successivement la propriété des seigneurs de Lichtenberg (1332), des comtes de Hanau-Lichtenberg (1490) et des landgraves de Hesse-Darmstadt (1736). Durant la guerre de Trente Ans, les villageois ont souffert des multiples passages de troupes ainsi que des famines et des épidémies qui en ont découlé (1622, 1633-1634, 1635-1636). La population sort du conflit exsangue et décimée. La paix retrouvée, des migrants suisses, Bernois pour la plupart, participent au redressement de la communauté. Les deux villages deviennent français en 1680 sous Louis XIV dans le cadre de la politique des Réunions. Comme le reste de l'Alsace, Alteckendorf redevient allemande durant la période du Reichsland (1871-1918) puis lors de l'occupation nazie (1940-1945).
Après une période d'exode vers les Amériques aux XVIIIe et XIXe siècles et de déclin démographique durant la première moitié du XXe siècle, Alteckendorf a retrouvé son dynamisme depuis la fin des années soixante grâce à la périurbanisation de l'aire strasbourgeoise. Depuis l'introduction de la Réforme protestante en 1545, la vie cultuelle est marquée par le luthéranisme et, depuis le milieu du XIXe siècle, par l'évangélisme. La paroisse luthérienne dispose de deux lieux de cultes, d'aspect austère et dépouillé, reconstruits au XVIIIe siècle. L'intérieur de l'église d'Altdorf comporte des décors polychromes d'art populaire (balustrade et autel). Le patrimoine immobilier privé est, entre autres, constitué par des constructions à pan de bois (maisons à colombages).

## Géographie

Représentations cartographiques de la commune
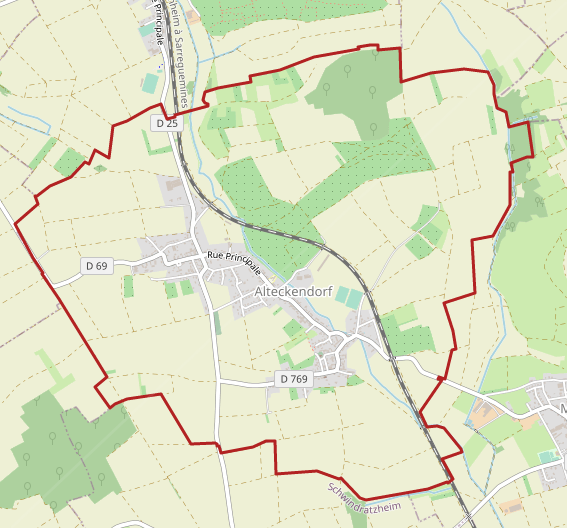
Carte OpenStreetMap.
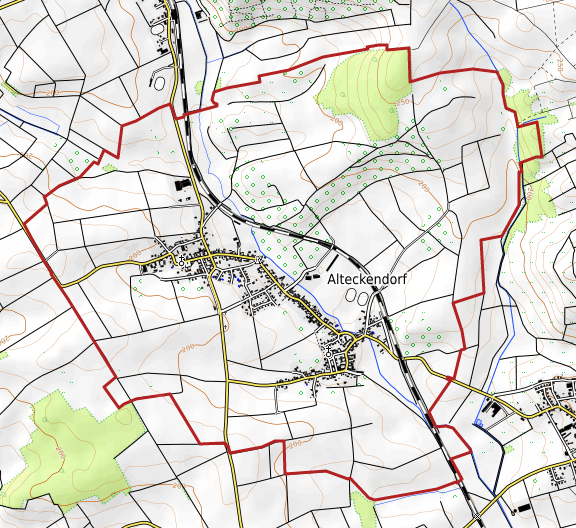
Carte topographique.

### Localisation
La commune d'Alteckendorf se trouve au cœur de la partie septentrionale du département du Bas-Rhin. À vol d'oiseau, elle se situe à 25,3 km au nord-ouest de Strasbourg, chef-lieu de département, à 18,3 km au nord-est de Saverne, chef-lieu d'arrondissement, à 14,4 km de Haguenau et à 10,1 km de Brumath.
Hochfelden, chef-lieu de la communauté de communes du Pays de la Zorn est à une distance de 4,0 km et Bouxwiller, chef-lieu du canton à 9,5 km.

### Communes limitrophes
| Les communes limitrophes sont Ettendorf, Bossendorf, Grassendorf, Huttendorf, Lixhausen, Minversheim et Schwindratzheim. Les limites communales de Alteckendorf et celles de ses communes adjacentes. | \| \| Ettendorf \| Grassendorf, Huttendorf \| \| Lixhausen \| Alteckendorf \| Minversheim \| \| Bossendorf \| Schwindratzheim \| \| |                         |
| | Ettendorf | Grassendorf, Huttendorf |
| Lixhausen | Alteckendorf | Minversheim             |
| Bossendorf | Schwindratzheim |                         |

### Géologie et relief
| \| Alteckendorf • \| Carte du relief de l'Alsace. |
| Alteckendorf •                                    |

Le territoire communal d'Alteckendorf, comme l'ensemble de la plaine d'Alsace, fait partie du fossé rhénan (ou vallée du Rhin). Il s'agit d'une zone de basses altitudes orientée nord-sud et qui va de Bâle en Suisse à Francfort-sur-le-Main en Allemagne. Dans sa partie méridionale, le fossé rhénan est bordé par le massif des Vosges à l'ouest et le massif de la Forêt-Noire à l'est. Il y a 65 Ma, ces deux massifs n'en formaient qu'un seul — le Massif hercynien — d'une altitude de 3 000 mètres. À la suite de la formation des Alpes, deux lignes de cassures sud-nord parallèles se sont formées dans ce massif unique. La zone comprise entre ces deux fractures s'est progressivement effondrée et a été envahie par une mer peu profonde durant l'Éocène supérieur (vers - 35 Ma) et durant l'Oligocène inférieur (Rupélien, vers - 30 Ma), la comblant en partie de dépôts marins. Plus tard, il y a un million d'années seulement, le Rhin s'est insinué dans ce fossé d'effondrement et y a apporté des alluvions fluviatiles.
Alteckendorf est située plus précisément dans la zone des collines sous-vosgiennes et lœssiques de l'Arrière-Kochersberg dans le secteur du champ de fracture de Saverne. Par collines sous-vosgiennes, on désigne des coteaux de 200  à   400 mètres d'altitude et qui viennent en transition entre la plaine rhénane à l'est et le massif vosgien à l'ouest,.
Le village est situé à 177 mètres d'altitude, en bordure du ruisseau Landgraben et se trouve entouré par les collines du Koppenberg (256 mètres), de l’Englischberg (288 mètres) et du Schyrberg (250 mètres).
La superficie de la commune est de 572 hectares ; son altitude varie de 167  à   265 mètres.

### Hydrographie
La commune est dans le bassin versant du Rhin au sein du bassin Rhin-Meuse. Elle est drainée par le ruisseau le Minversheimerbach et le ruisseau le Schweingraben,.
Le Landgraben « le fossé du pays » prend sa source au nord, sur le territoire de Buswiller. Il s'écoule vers le sud pour traverser Ettendorf, puis longe Alteckendorf et Minversheim. À Mommenheim, ce modeste cours d'eau prend le nom de Minversheimerbach « le ruisseau de Minversheim » où ses eaux se jettent dans la rivière Zorn, un sous-affluent du Rhin.
Le Schweinbachgraben ou Schweingraben « le ruisseau aux cochons » est un cours d'eau qui marque en partie la frontière orientale du territoire communal d'Alteckendorf. Ce ruisseau prend sa source au nord du village sur le territoire de Grassendorf. Il s'écoule vers le sud pour rejoindre le Landgraben au sud-ouest de Minversheim.

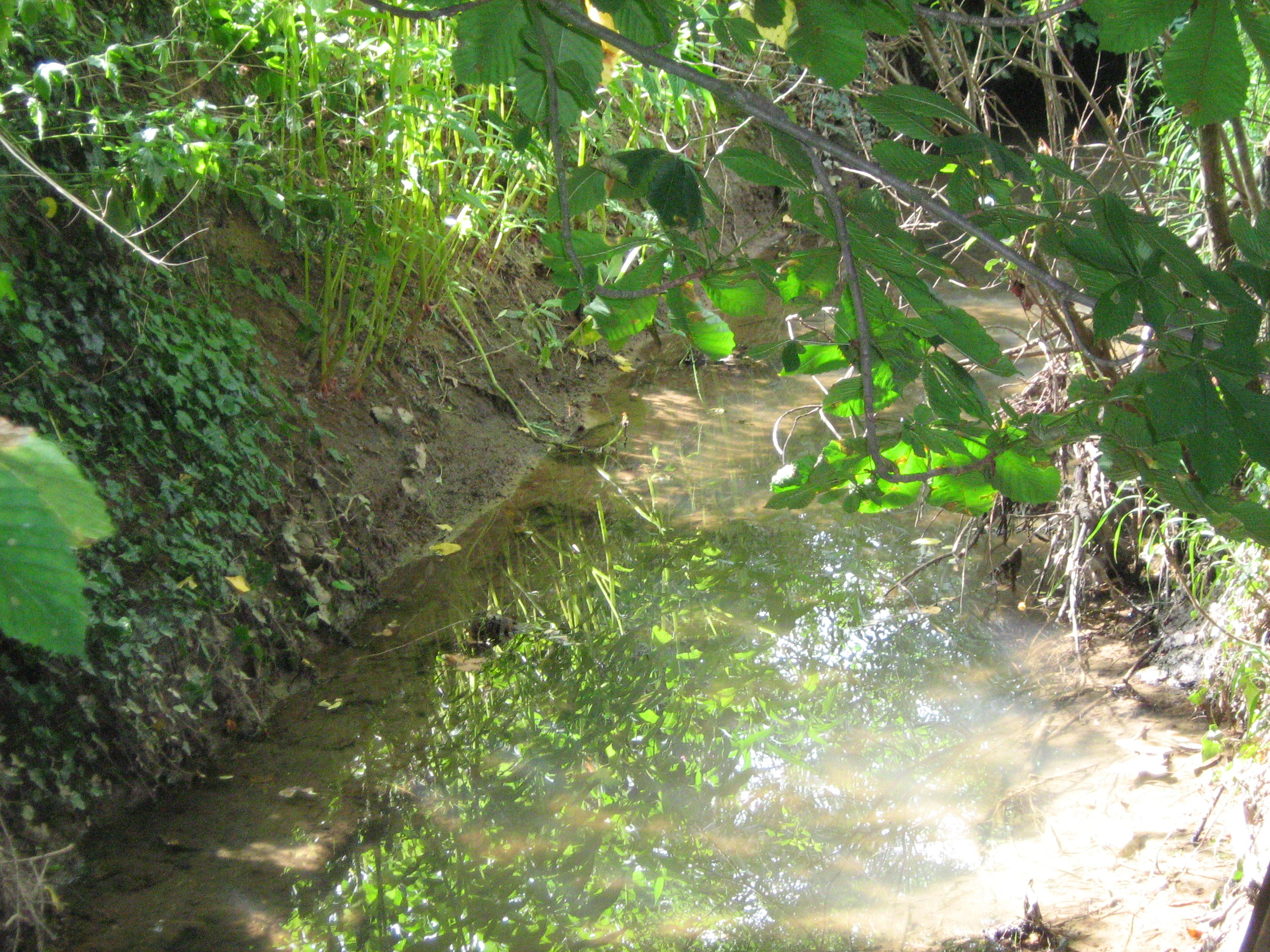
Ruisseau du Landgraben à son niveau d'étiage - juillet 2015.
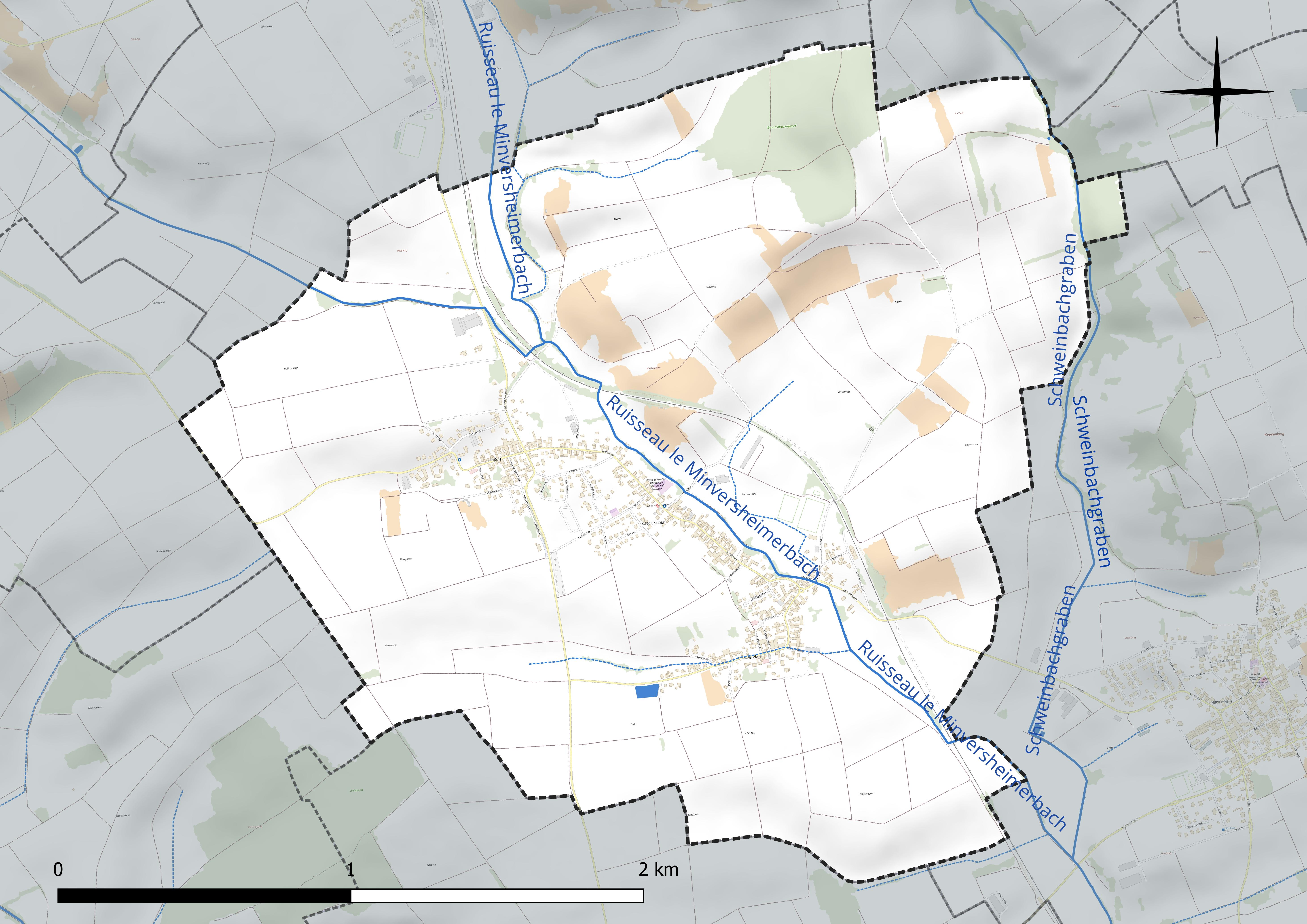
Réseau hydrographique d'Alteckendorf.

### Climat
Les données météorologiques du tableau ci-dessous sont celles de la station Météo-France de l'aéroport de Strasbourg-Entzheim, située à 28,6 km au sud-est d'Alteckendorf.

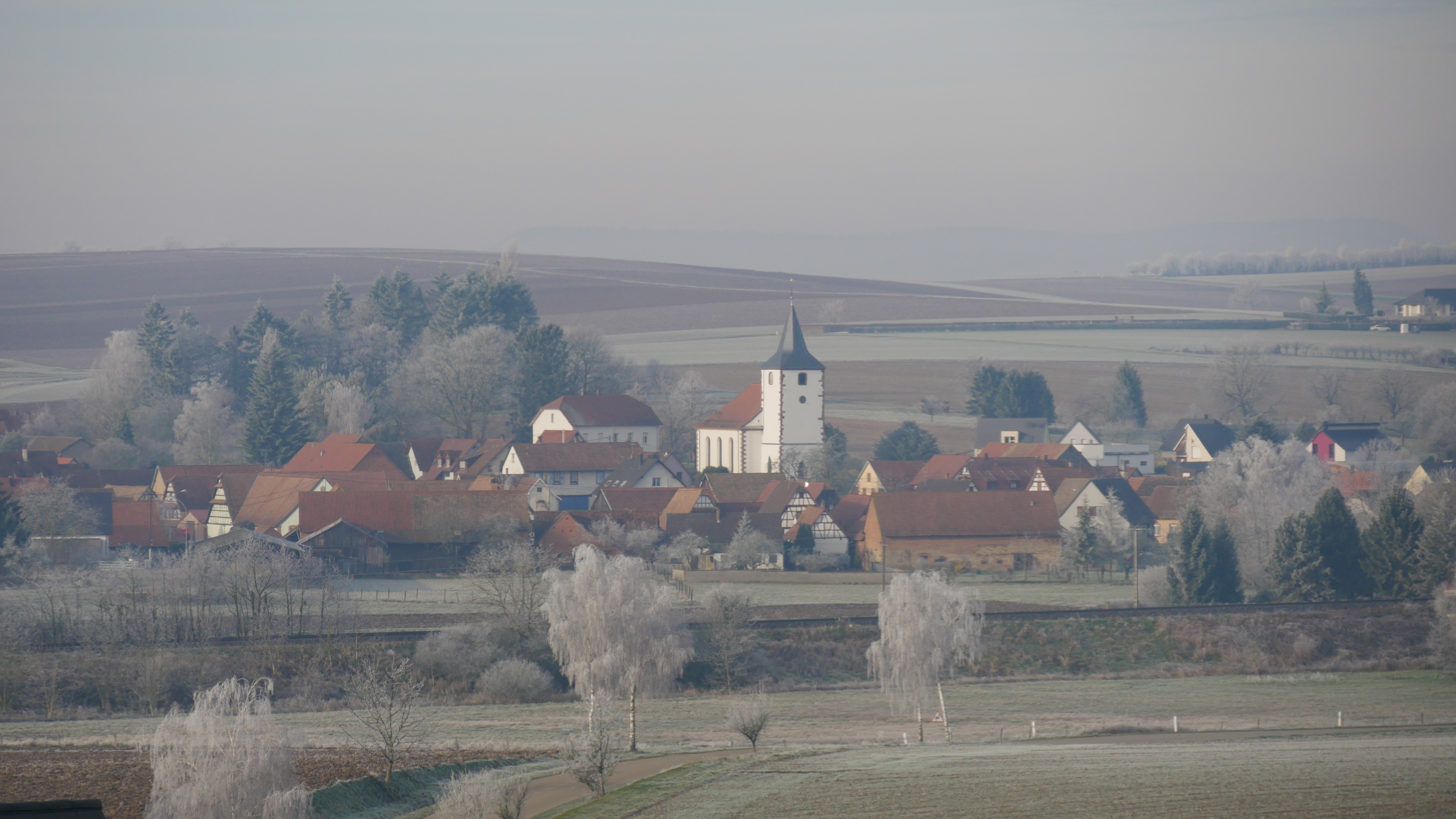
Vue d'Alteckendorf depuis Minversheim.

| Mois                               | Jan. | Fév. | Mars | Avr  | Mai  | Juin | Juil. | Août | Sept. | Oct. | Nov. | Déc. |
| ---------------------------------- | ---- | ---- | ---- | ---- | ---- | ---- | ----- | ---- | ----- | ---- | ---- | ---- |
| Températures moyennes (°C)         | 1,6  | 2,8  | 6,7  | 9,7  | 14,3 | 17,3 | 19,5  | 19,3 | 15,5  | 10,6 | 5,3  | 2,8  |
| Précipitations (mm)                | 30,0 | 35,0 | 36,1 | 42,5 | 78,2 | 76,7 | 66,2  | 57,9 | 62,1  | 52,5 | 49,8 | 44,5 |
| Sources des données : Météo France |      |      |      |      |      |      |       |      |       |      |      |      |

Le climat qui règne à Alteckendorf est de type océanique dégradé avec une assez grande amplitude de température. Ainsi, les hivers connaissent des précipitations neigeuses assez fréquentes tandis que certaines journées d'étés peuvent être chaudes et étouffantes. Situé entre deux massifs montagneux que sont les Vosges et la Forêt-Noire, le village est peu exposé aux vents. De même, les précipitations sont relativement peu abondantes et irrégulières comparées aux autres régions françaises grâce à la protection naturelle contre les vents d'ouest dominants que constituent les Vosges (effet de fœhn). La localité est souvent sujette à de violents orages au printemps et en été. Les plus dévastateurs se sont produits les 18 et 30 mai 2008, des inondations et des coulées de boue ayant envahi des habitations.

### Paysages naturels

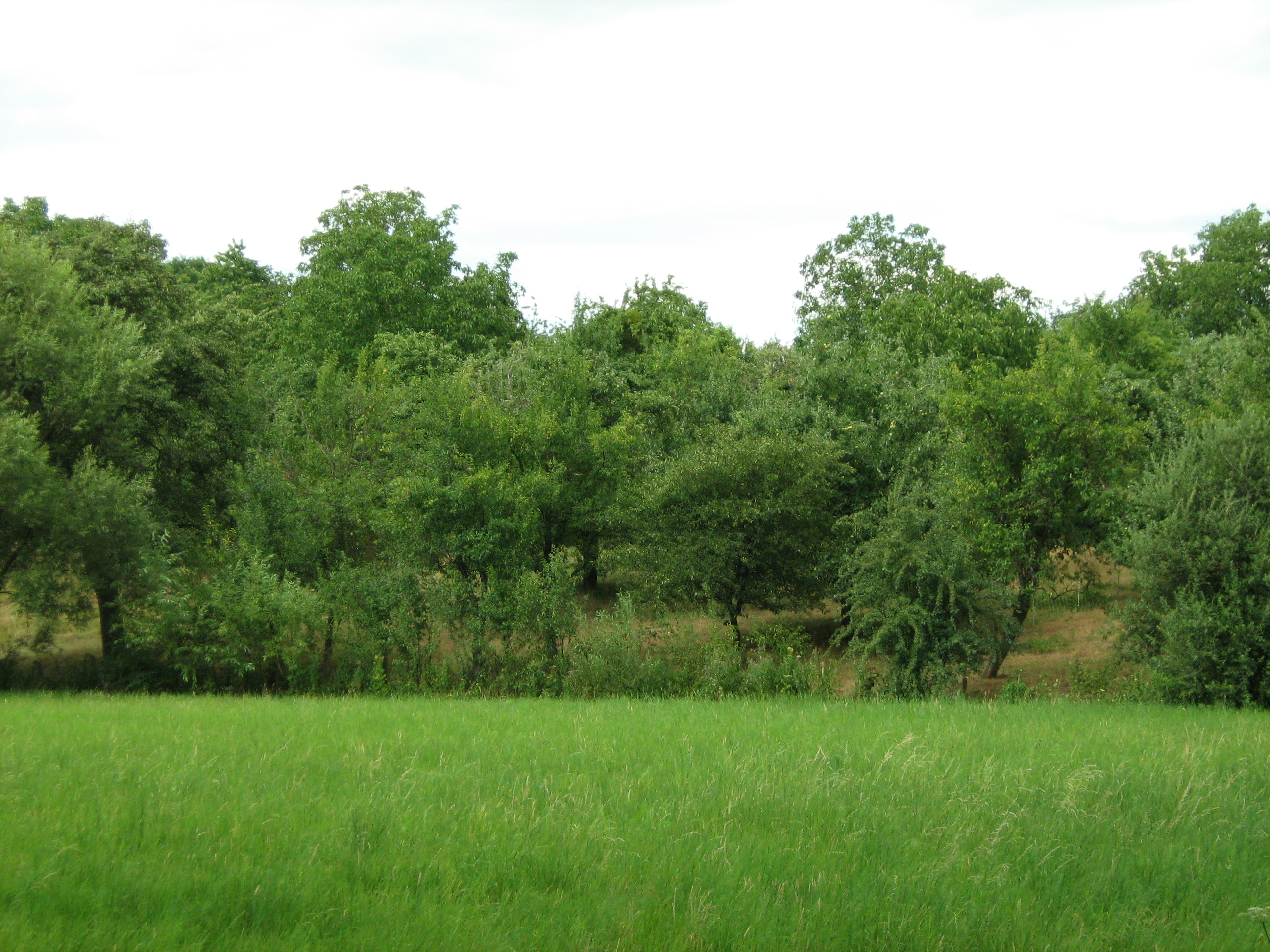
Vue sur la ZNIEFF des Prés-vergers - lieu-dit Grossmattgärten - Alteckendorf.

La répartition des paysages naturels sur le territoire alteckendorfois est directement liée à la géologie et au relief de la commune. Le biotope de l'Arrière-Kochersberg où se trouve le village est une zone de contact qui concilie les caractéristiques de plusieurs sous-régions naturelles de la plaine d'Alsace ; fragments de la plaine lœssique, coteaux calcaires et bassins argileux. Là où le lœss laisse apparaître le soubassement marneux, les champs fertiles (environ 300 hectares) font place aux prés (160 hectares et à la forêt (25 hectares) tandis que sur les coteaux calcaires sont aménagés des vergers (39 hectares). Auparavant sur ces coteaux poussait la vigne, 43 hectares en 1760 pour moins de 7 hectares en 1990. La crise du phylloxéra, la qualité gustative médiocre et le manque de rentabilité sont les causes majeures de la quasi-disparition du vignoble local.
Une partie du territoire est classée en zone naturelle d'intérêt écologique, faunistique et floristique (ZNIEFF) de type 1. Ayant pour objectif un inventaire des espèces animales ou végétales, une ZNIEFF ne s'accompagne d'aucune mesure de protection réglementaire. La ZNIEFF des Prés-vergers à Altdorf et Ettendorf couvre une superficie de 123,99 hectares, à cheval sur les territoires d'Alteckendorf et Ettendorf. Ce secteur de collines est constitué à 15 % de vergers, à 70 % de prairies et à 10 % de champs mis en culture. Aucun inventaire n'a encore mis sa richesse faunistique en évidence mais la Ligue pour la protection des oiseaux a signalé en 2005 la présence de la pie-grièche à tête rousse (Lanius senator Linnaeus), placée sur la Liste rouge de l'UICN ; catégorie LC (préoccupation mineure) au niveau mondial et européen, catégorie NT (quasi menacée) au niveau français.

## Urbanisme

### Typologie
Au 1er janvier 2024, Alteckendorf est catégorisée commune rurale à habitat dispersé, selon la nouvelle grille communale de densité à sept niveaux définie par l'Insee en 2022.
Elle est située hors unité urbaine. Par ailleurs la commune fait partie de l'aire d'attraction de Strasbourg (partie française), dont elle est une commune de la couronne,. Cette aire, qui regroupe 268 communes, est catégorisée dans les aires de 700 000 habitants ou plus (hors Paris),.

### Occupation des sols

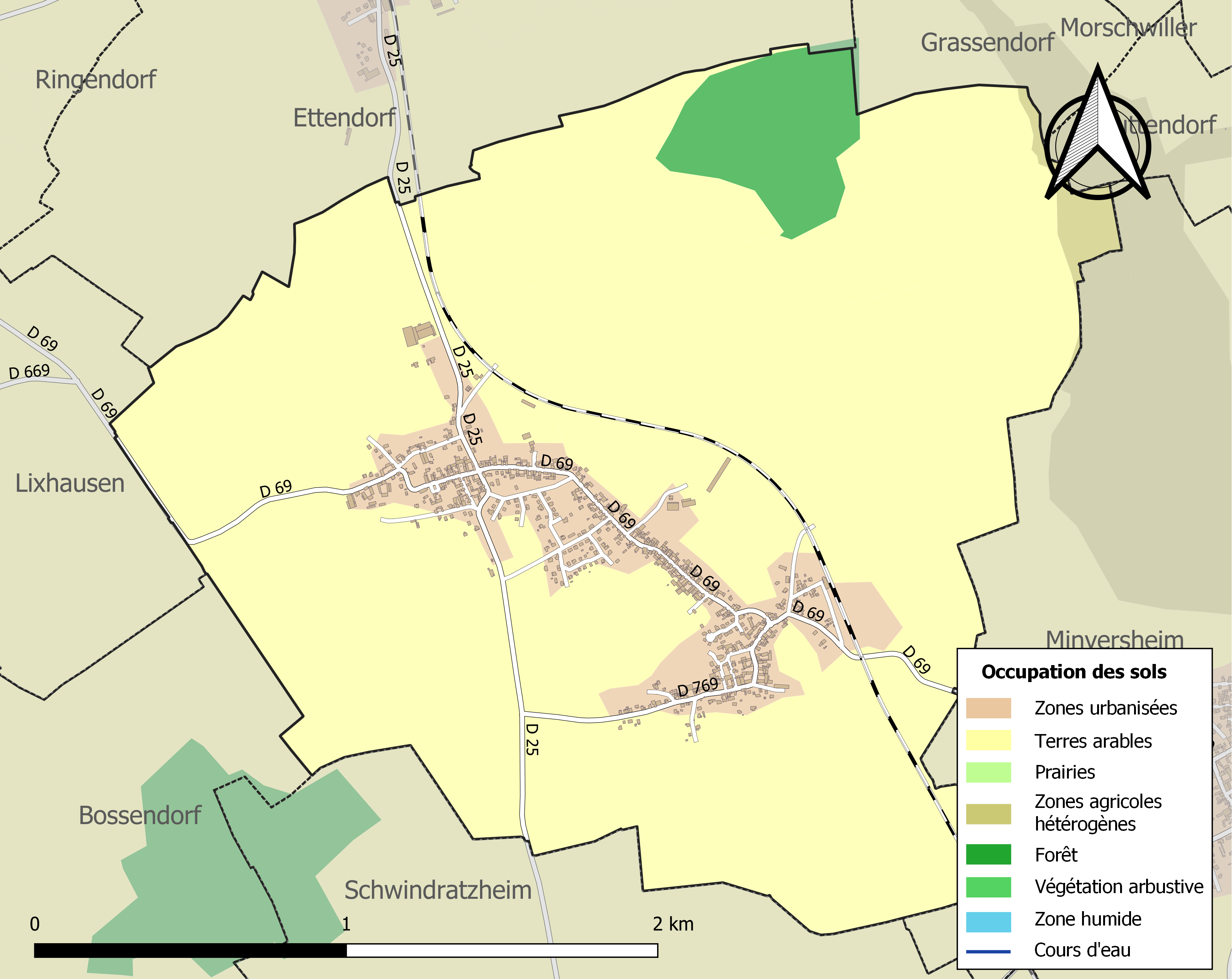
Carte des infrastructures et de l'occupation des sols de la commune en 2018 (CLC).

L'occupation des sols de la commune, telle qu'elle ressort de la base de données européenne d’occupation biophysique des sols Corine Land Cover (CLC), est marquée par l'importance des territoires agricoles (86,1 % en 2018), une proportion sensiblement équivalente à celle de 1990 (86,7 %). La répartition détaillée en 2018 est la suivante : 
terres arables (77,1 %), zones urbanisées (9,6 %), cultures permanentes (7,9 %), forêts (4,3 %), zones agricoles hétérogènes (1,1 %). L'évolution de l’occupation des sols de la commune et de ses infrastructures peut être observée sur les différentes représentations cartographiques du territoire : la carte de Cassini (XVIIIe siècle), la carte d'état-major (1820-1866) et les cartes ou photos aériennes de l'IGN pour la période actuelle (1950 à aujourd'hui).

### Morphologie urbaine

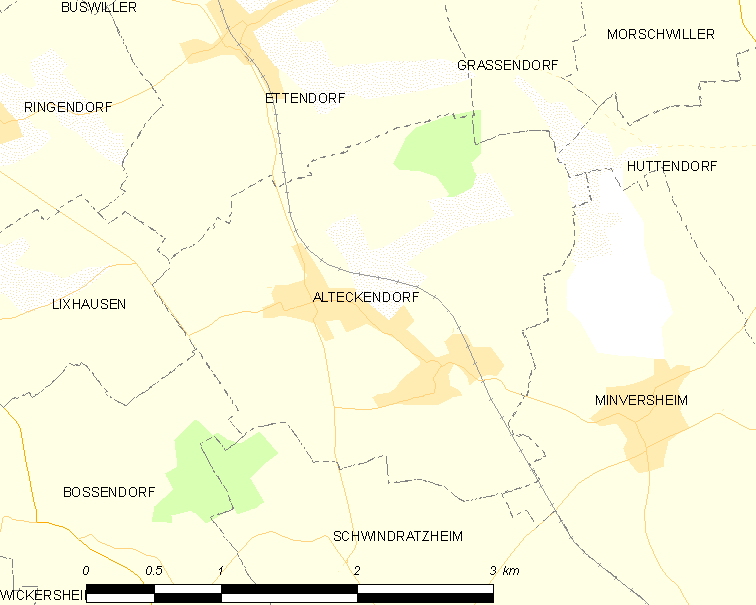
Plan contemporain du territoire communal d'Alteckendorf. On distingue encore très nettement les deux villages originels ; Eckendorf au sud-est, Altdorf au nord-ouest.

Le village d'Alteckendorf est construit dans une petite dépression entourée de collines et en bordure du ruisseau Landgraben. Son aspect actuel est le résultat de la fusion des deux petites localités d'Aldorf et Eckendorf. En s'étendant, ces dernières se sont rejointes par la même rue principale. Le bâti ancien est constitué de fermes à colombage des XVIIIe et XIXe siècles. Ces constructions se situent de part et d'autre d'une voirie longue de deux kilomètres constituée par la succession de la Rue de Hochfelden (quartier d'Eckendorf), de la Rue Principale (tissu de liaison du XIXe siècle) et de la Rue de Ringendorf (quartier d'Altdorf). Il est à noter que ces trois rues ont porté le seul et même nom de rue Principale jusqu'en 2005. Vers 1895-1910 Eckendorf s'est étendu vers l'est par la formation d'un petit quartier par devant la gare ferroviaire (en direction de Minversheim). Dans les années 1955-1970, est apparu le quartier pavillonnaire de la rue des Écoles en montant vers le cimetière communal. Cette rue s'est ensuite vue prolongée par les rues Neuve et Haute (années 1985-1995). Plus récemment (années 2000-2010), se sont lotis les rues du Puits, du Pommier, du Cerisier et du Noyer. Ces quatre dernières se présentent comme le doublement de l'ancien tissu de liaison du côté d'Altdorf. Dans le même temps s'est constitué le lotissement de l’Impasse des Roseaux à Eckendorf.

### Logement
Le tableau ci-dessous présente une comparaison du logement à Alteckendorf par rapport à l'ensemble de l'Alsace en 2012, au travers de quelques indicateurs, :
|                                                        | Alteckendorf | Alsace |
| ------------------------------------------------------ | ------------ | ------ |
| Part des résidences principales (en %)                 | 94,1         | 89,7   |
| Part des logements vacants (en %)                      | 5,6          | 7,8    |
| Part des ménages propriétaires de leur logement (en %) | 87,7         | 58,4   |

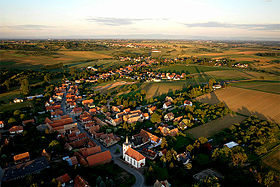
Photographie aérienne d'Alteckendorf prise depuis un ULM - vers 2010.

Les données publiées par l'Insee indiquent qu'en 2012, Alteckendorf comporte 332 logements dont 312 maisons, 19 appartements et 1 résidence secondaire. Sur ce total, 19 logements sont vacants et 243 résidences sont des 5 pièces ou plus. Cette année-là, 66,3 % des ménages résident dans la commune depuis plus de 10 ans et 19,9 % depuis 2 à 4 ans. Sur les 281 résidences principales construites avant 2010, 95 résidences ont été édifiées avant 1946 (33,7 %), 101 résidences entre 1946 et 1990 (36,1 %) et 85 résidences entre 1991 et 2009 (30,3 %). En 1936, le bâti s'élève à 153 propriétés pour 237 en 1990. Depuis 1936, le nombre de logements à Alteckendorf a ainsi doublé en nombre, très majoritairement sous la forme de résidences individuelles. L'habitat se caractérise surtout par une très forte proportion de ménages propriétaires de leur habitation, bien supérieure à la moyenne alsacienne ; le logement locatif ne représente que 11,0 % des résidences principales. Le taux de logements vacants, inférieur de deux points à la moyenne alsacienne en 2012, est en augmentation d'un point depuis 2007. Entre 2008 et 2010, deux nouveaux quartiers ont vu le jour. Il s'agit des lotissements Clos Saint Georges à Eckendorf et les Vergers à Altdorf, soit une quarantaine de logements. La municipalité, après avoir acheté en 2009 deux anciennes fermes à Eckendorf, à côté du lotissement du Clos Saint Georges, a décidé de les raser pour faire place un nouvel ensemble de huit logements locatifs avec un magasin multi-services (boulangerie S'Dorfladel).

### Architecture traditionnelle

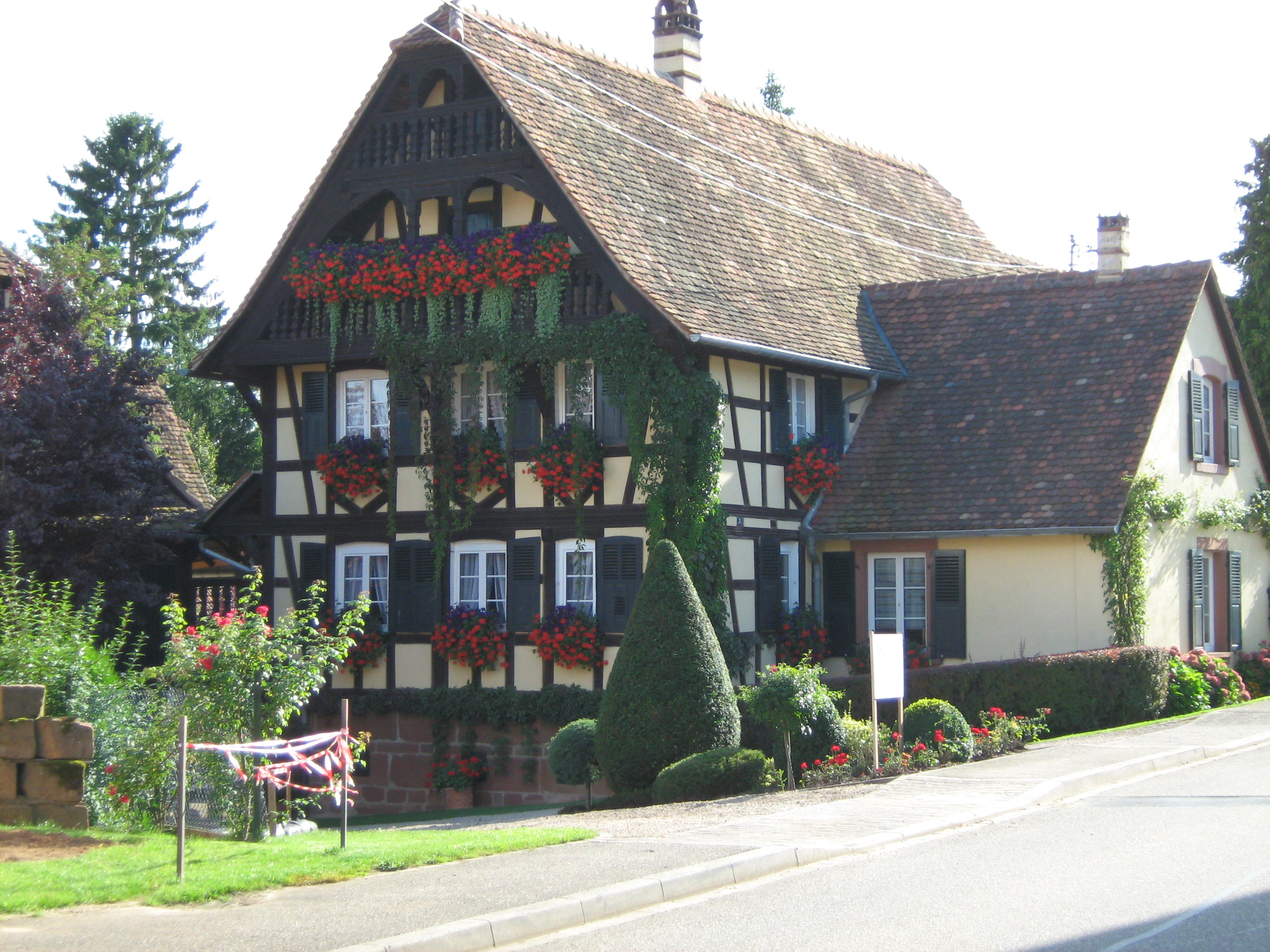
Le logis de la ferme S'Buredewels -1809 - Altdorf.

Les plus anciennes fermes sont des maisons à colombage qui ont été construites dans le style architectural traditionnel alsacien. L'ossature des bâtiments est en bois avec un remplissage de torchis. Les soubassements sont d'ordinaire en pierre (grès rose). Ces exploitations de polyculture reprennent toutes, peu ou prou, le même plan de base. Les propriétés les plus opulentes sont composées de plusieurs bâtiments organisés autour d'une cour fermée de forme carrée ou rectangulaire. La maison d'habitation, avec ou sans étage, est orientée, sauf exceptions, pignon sur rue. Ce logis est parfois prolongé par un hangar de stockage (bois, véhicules). En face, de l'autre côté de la cour, se situent les écuries et les étables au rez-de-chaussée d'un même bâtiment. L'étage est occupé par le fenil et par les chambres des domestiques accessible par une galerie extérieure à balustrade. La capacité de stockage du foin est augmentée par un large toit formant un préau au-dessus d'une partie de la cour. Au fond de celle-ci se trouve une grange munie d'un grand portail. La cour est séparée de la rue soit par un haut portail soit par un bâtiment à porche. Les noms et prénoms des constructeurs, avec l'année des travaux, sont généralement inscrits sur les bâtiments au niveau des poteaux corniers ou sur les linteaux des portes ou fenêtres. Les deux plus anciens logis connus datent de l'année 1699 (fermes S'Stawalters et S'Lückse) mais la plupart des constructions remontent aux XVIIIe et XIXe siècles. Les fermes reconstruites au début du XIXe siècle, se situent toutes à Eckendorf et à Altdorf. Celles qui ont été fondées à partir du milieu du XIXe siècle et au début du XXe siècle se situent le long de la rue Principale. À partir du dernier tiers du XIXe siècle, les constructions abandonnent progressivement le bois et le torchis au profit de la brique cuite ; le plan traditionnel est toutefois conservé.

### Voies de communications et transport

#### Réseau routier
L'ensemble du maillage routier (routes départementales, rues et chemins vicinaux) occupe neuf hectares du territoire communal. La localité est traversée d'ouest en est (rue Principale) par la D 69 qui relie Kirrwiller à Mommenheim. Cette route croise dans le quartier d'Altdorf la D 25 qui relie Ettendorf à Hochfelden. Cette dernière voie est prolongée par plusieurs autres routes départementales ; la D 769 vers le quartier d'Eckendorf, la D 106 vers le village de Bossendorf, la D 32 vers Schwindratzheim et la D 100 vers Hochfelden. L'accès par l'autoroute A4 (Paris - Strasbourg) est possible par le proche péage de Schwindratzheim (entrée 46 - Hochfelden) ainsi que par l'entrée 45 - Saverne, l'entrée 47 - Brumath Nord ou l'entrée 48 - Brumath Sud. Au péage de Schwindratzheim, un petit parking est mis à la disposition des adeptes du covoiturage.

#### Transports en commun
La ligne de chemin de fer Sarreguemines-Strasbourg traverse depuis 1895 le territoire communal et occupe une emprise de dix hectares. La gare ferroviaire située à Eckendorf est désaffectée depuis les années 1980. Désormais, la station SNCF la plus proche est la gare de Mommenheim, accessible depuis Alteckendorf par une liaison d'autocars TER Alsace de la ligne Obermodern-Mommenheim.
Des ramassages vers le collège de Hochfelden et vers le lycée de Bouxwiller sont organisés lors des périodes scolaires.

### Risques naturels et technologiques majeurs

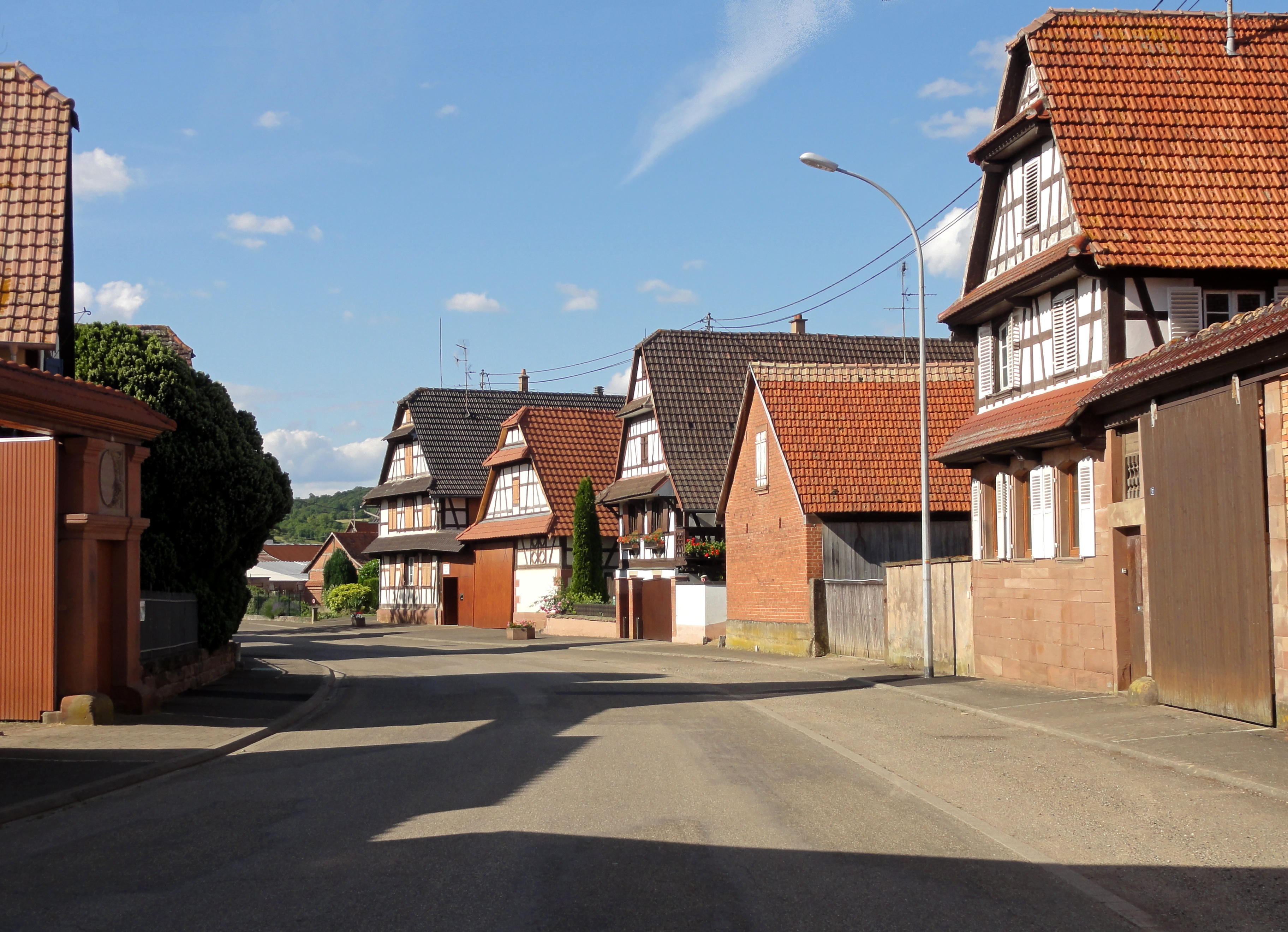
Fermes S'Hawerhanse, S'Grossade et S'Spackwolfe - Eckendorf.

Dans les vingt dernières années, la commune d'Alteckendorf a fait l'objet de trois arrêtés de reconnaissance de catastrophe naturelle après des inondations et des coulées de boue (27 juin 1999, 25 décembre 1999, 18 et 30 mai 2008). Le risque des coulées est principalement lié aux violents orages printaniers qui s'abattent sur le secteur. Sous le mandat du maire Georges Harter a été mis en œuvre un vaste programme de lutte en collaboration étroite avec la profession agricole. Un plan d'assolement a été concerté pour favoriser l’alternance entre cultures de printemps et cultures d’hiver. Entre 2009 et 2011, des fascines et des bandes végétalisées sont apparues dans le paysage afin de ralentir la progression des boues dévalant les collines. Les travaux de création d'exutoires comme la réouverture du fossé en face du monument aux morts, le creusement de quatre bassins de rétention et le rehaussement de la RD 25 (pour faire barrage) ont été menés à terme.
Alteckendorf comme la majeure partie de la plaine d'Alsace est située en zone de sismicité modérée, soit de niveau 3 sur une échelle de 1 à 5. Le risque diminue en Alsace Bossue (niveau 2) et augmente dans le Sundgau (niveau 4). Les mouvements tectoniques qui affectent le fossé rhénan supérieur entre Vosges et Forêt-Noire résultent des contraintes générées en avant de la collision alpine ; la formation de ce massif montagneux étant liée à la convergence des plaques africaine et européenne et à l'interposition de la microplaque adriatique (enfoncement vers le nord - nord-ouest).
Dans un rayon de 100 km autour d'Alteckendorf, on trouve deux centrales nucléaires ; celle de Philippsburg dans le Bade-Wurtemberg à 80 km (fermeture prévue en 2017) et celle de Fessenheim dans le Haut-Rhin à 99 km.

## Fusion de deux villages

### Historique de la fusion
L'année 1777 est généralement avancée comme étant celle de l'union des deux villages d'Altdorf et Eckendorf. La chronique paroissiale rapporte que pour marquer cet événement, une fête a été organisée à mi-chemin des deux localités, près d'un bosquet appelé die Laube. Il faut cependant inscrire cet événement dans un mouvement plus large, tant en amont, qu'en aval de cette date. Aussi, plutôt qu'une union, il vaut mieux parler d'un processus fusionnel.
Primitivement filiales de la paroisse de Minversheim, Eckendorf et Altdorf forment en 1474 une paroisse autonome, d'abord catholique puis luthérienne à partir de 1545. Les deux villages se voient attribuer en 1577 un sceau commun. Ce dernier représente saint Martin, patron de la chapelle d'Altdorf. Ce sceau unique démontre qu'Eckendorf et Altdorf sont déjà liés administrativement et que le comte de Hanau-Lichtenberg est représenté dans les deux villages par un unique Schultheiss (écoutète), dépositaire du sceau des deux communautés. Ce fonctionnaire exerce aussi un pouvoir judiciaire de première instance au sein du Gericht, un tribunal villageois composé d'au moins sept Gerichtschoeffen (échevins). Les sentences et les amendes sont prononcées en fonction des ordonnances comtales et de la Dorfordnung (règlement villageois), une codification d'us et de coutumes issue du Moyen Âge.

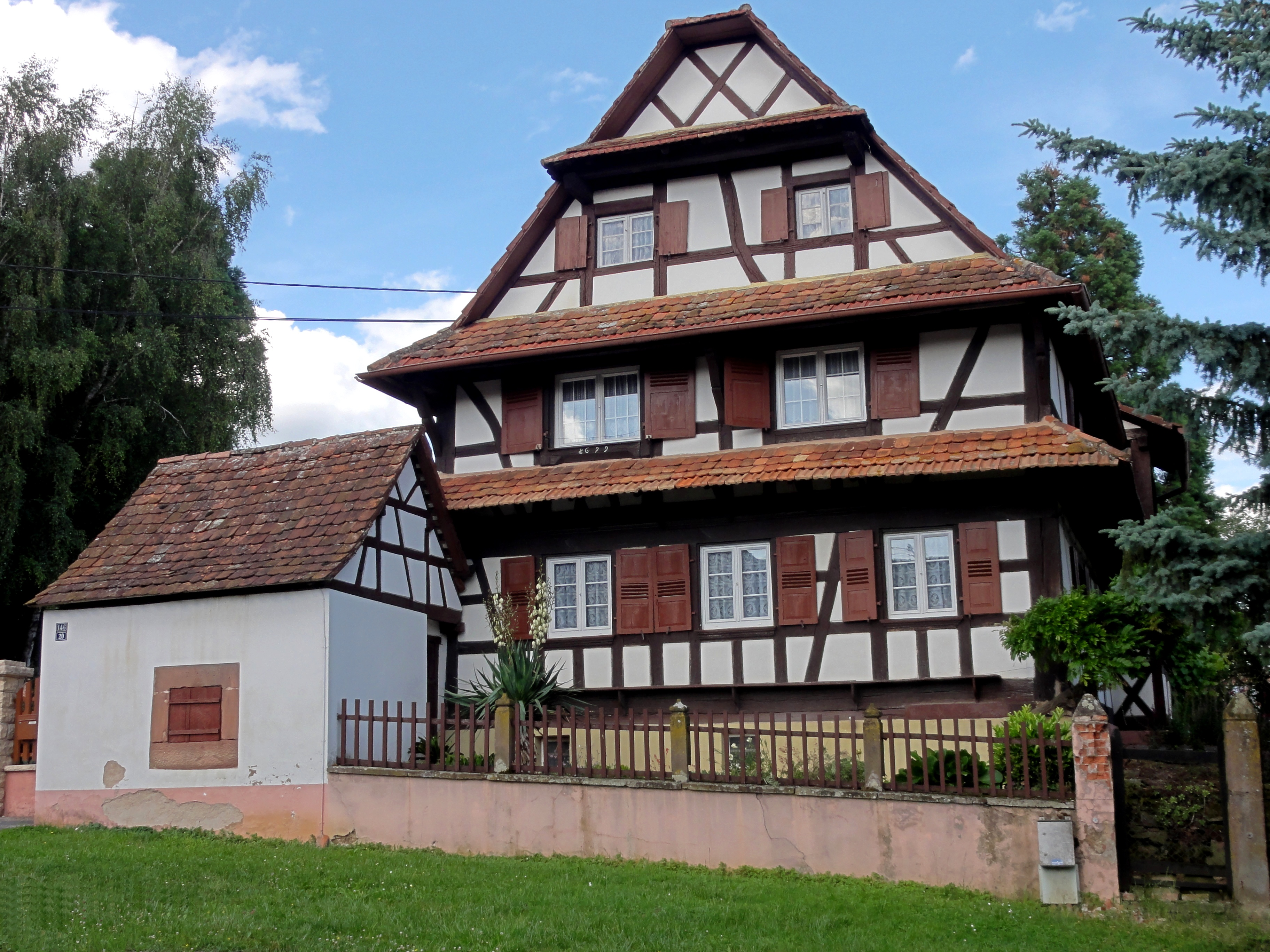
Ferme S'Stawalters - Altdorf - construite en 1699.

En 1662, est rédigé un livre terrier unique qui recense tous les propriétaires fonciers des deux villages. Il est établi par le Schultheiss Dieboldthansen Dieboldt avec cinq échevins du tribunal villageois. Ce document démontre que les deux villages forment une seule communauté territoriale plus d'un siècle avant l'union de 1777.
Après la rattachement de l'Alsace à la France par Louis XIV, un protestant ne peut plus être nommé Schultheiss. Aussi, au sein du comté luthérien de Hanau-Lichtenberg, les Schultheiss sont remplacés par des Stabhalter, ce qui représente un simple changement de dénomination. Du 19 mars 1769 au 31 mars 1790 cette fonction a été assurée à Alteckendorf par Johann Richert (1736-1806). Ce Stabhalter a donc assuré sa charge huit années avant la fête de l'union de 1777 ainsi que les treize années suivantes. L'autorité préfectorale napoléonienne a d'ailleurs fait perdurer la carrière politique locale du Stabhalter Johann Richert en le nommant maire d'Alteckendorf à partir de 1800.
Que représente alors l'année 1777 ? Avant la Révolution, en Alsace, la population rurale était divisée grosso modo en deux catégories : les Schirmer (manants) et les Bürger (bourgeois). Chaque année, les bourgeois d'Eckendorf élisaient un Bürgermeister « bourgeois en chef » chargé des finances de la communauté des bourgeois et des impôts que ces derniers devaient verser aux différentes autorités féodales et royales. De leur côté, les bourgeois d'Altdorf faisaient de même. C'est cette fonction qui a été unifiée en 1777. Avant cette date, et depuis l'époque médiévale, les deux communautés villageoises avaient donc chacune leur propre Bürgermeister même si elles ne relevaient que d'un unique tribunal villageois dirigé par un Schultheiss issu de l'une de ces deux communautés et nommé par la Régence seigneuriale.

### DuLaubweg…

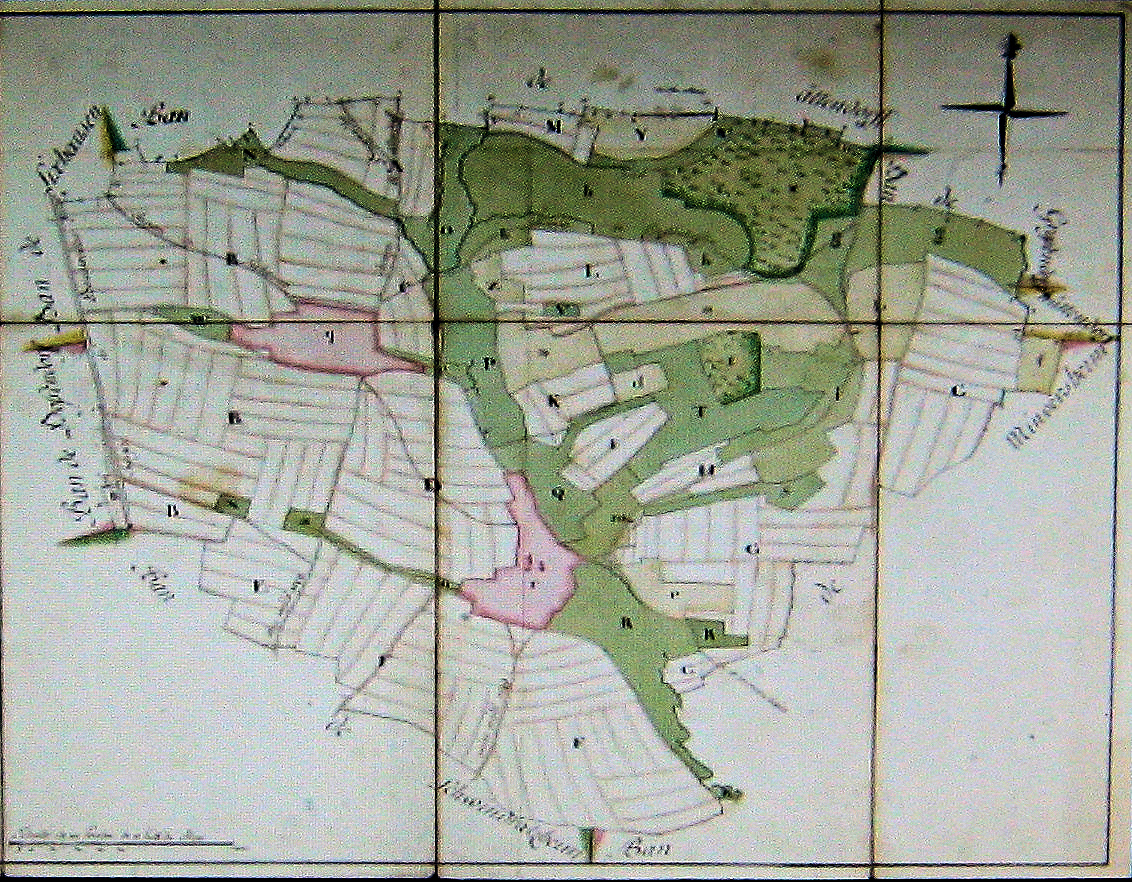
Le plan agraire de 1760 montre deux villages bien distincts (en rose).

La fusion des deux communautés villageoises d'Altdorf et Eckendorf entérinée en l'an 1777 n'a pas été remise en cause en 1790 lors de la grande réorganisation administrative conduite sous la Révolution française. Les deux villages restent liés au sein d'une même nouvelle municipalité. En 1828, le premier plan cadastral de la commune, tout comme son prédécesseur, le plan agraire de 1760, montre encore deux villages bien distincts. Eckendorf est séparée d'Altdorf par des prairies mais les localités sont reliées entre elles par un chemin alors appelé le Laubweg.
Le mot allemand Laubweg est composé du mot Weg qui signifie « chemin », et par le mot Laub qui signifie « feuillage », die Laube se traduisant par « la tonnelle ». Le Laubweg renvoie à la notion de justice villageoise pré-révolutionnaire évoquée plus haut. Le tribunal du Gericht dirigé par le Schultheiss siégeait durant les XIVe et XVe siècles, dans une maison ouverte à tous les vents pour garantir la publicité de ses débats. Cette maison appelée die Laube est un lieu plus agréable que la place publique située à l'ombre du tilleul villageois où se tenaient à l'origine les débats. Rare exemple, le village de Wintzenheim-Kochersberg a conservé en son centre son ancienne Laube édifiée à la fin du XVIe siècle. Or, en 1760, le plan agraire local indique une petite construction solitaire érigée à la mi-chemin d'Altdorf et Eckendorf en bordure du Laubweg. Elle est de plus située non loin de l'actuelle rue Mercière, une voirie qui mène, via Grassendorf, à Pfaffenhoffen le chef-lieu du bailliage dont dépendent Altdorf et Eckendorf. Il faut peut-être y voir le bâtiment de la Laube d'Alteckendorf. Quoi qu'il en soit de cette hypothèse, c'est à cet endroit qu'a été organisée en 1777 la fête marquant l'union des deux villages.

### … à la rue Principale

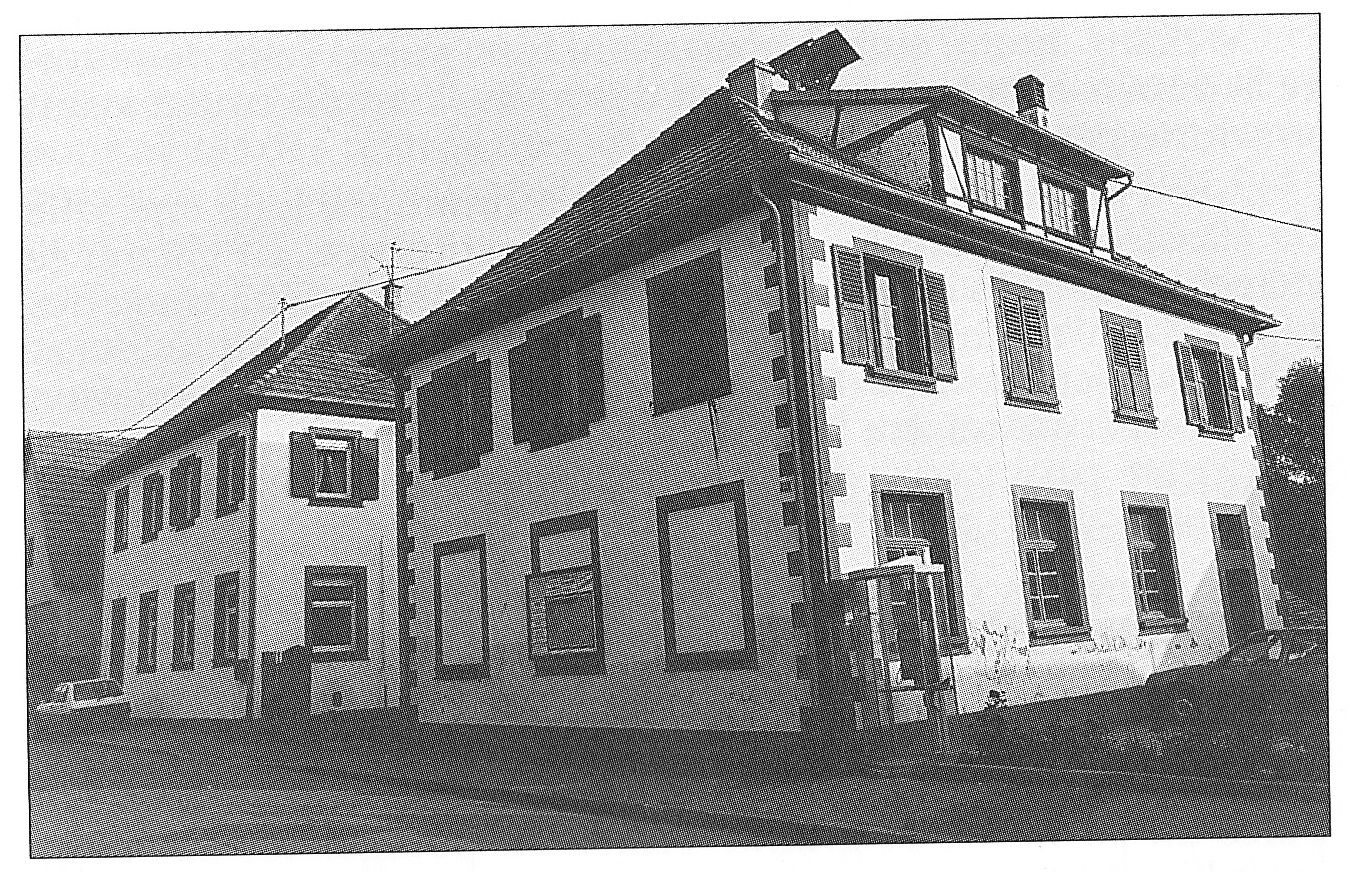
Les écoles primaires d'Alteckendorf vers 1990. Au premier plan, le bâtiment de 1835 aujourd'hui disparu. Au second plan, le bâtiment de 1865, l'actuelle « salle multifonctionnelle ».

Au début du XIXe siècle, le plan cadastral de 1828 indique que la commune d'Alteckendorf dispose de plusieurs édifices en double, les uns à Eckendorf, les autres à Altdorf ; deux églises, deux écoles et deux corps de garde. Si les deux églises existent toujours en ce début de XXIe siècle, les autres bâtiments ont été regroupés en 1835 en un seul édifice situé à mi-chemin entre Altdorf et Eckendorf. Au rez-de-chaussée, ce bâtiment accueille alors une vaste salle de classe tandis qu'à l'étage se regroupe le logement de l'instituteur, le bureau de la mairie et le corps de garde. Cette construction a depuis été rasée pour faire place à une école plus moderne construite en l'an 2000.
La construction de cette unique école-mairie s'inscrit dans un contexte où de nouvelles habitations sont édifiées le long du Laubweg comme les fermes S'Bockstegels (1848), S'Waldhanse (1840), S'Benis (1820), S'Harters (1855), S'Rehle (1863). En 1865, une seconde école est construite à côté de la première. Au début du XXe siècle, la zone intermédiaire aux deux villages est ainsi entièrement urbanisée. Durant la période de l'annexion de l'Alsace-Lorraine au Deuxième Reich allemand, le Laubweg prend les noms de Dorfgasse ou Hauptstrasse. C'est cette dernière dénomination qui perdure de nos jours par ses traductions en langue française (rue Principale) et en langue alsacienne (Hauptstross).
En 1926, dans un souci d'hygiène, les deux cimetières proches des habitations car situés autour des deux églises sont désaffectés et un nouveau cimetière est inauguré à l'extérieur du village à mi-chemin des deux lieux de culte. Après la Seconde Guerre mondiale, le maire de l'époque, dans un souci d'économie, émet l'idée de raser à leur tour les deux églises, propriétés de la commune, et de les remplacer par un unique bâtiment au centre du village. Cette proposition jugée incongrue avorte très rapidement.

Alteckendorf
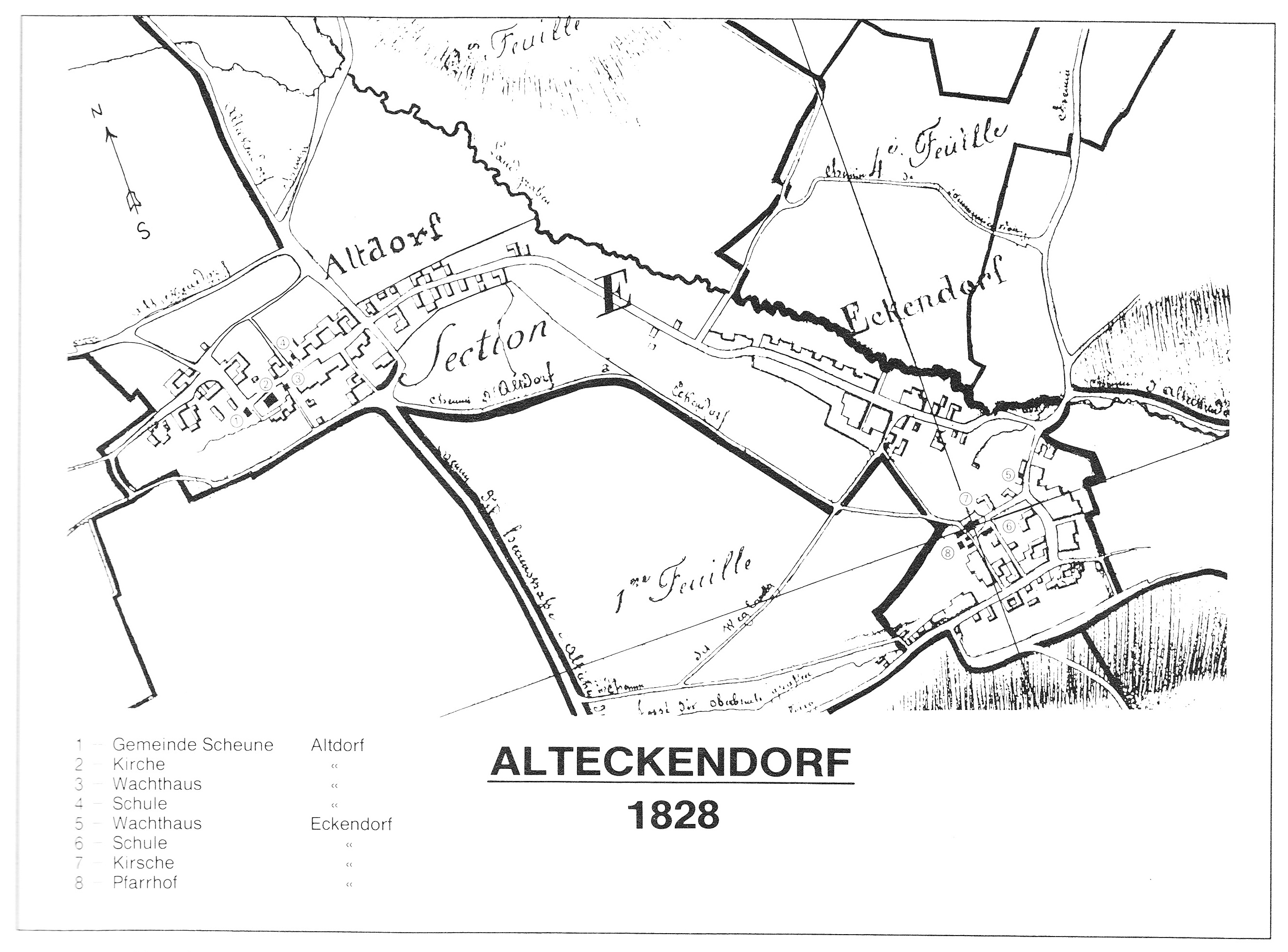
Plan cadastral de 1828.
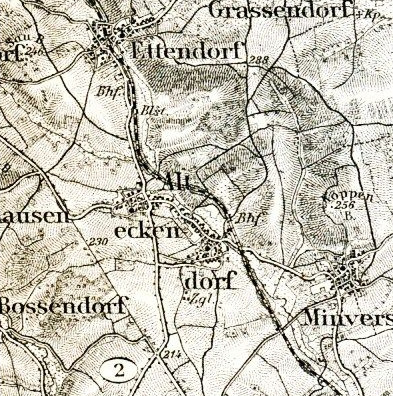
Carte militaire de 1916.

## Toponymie
L'actuel village d'Alteckendorf est le résultat de la fusion de deux localités auparavant bien distinctes ; Eckendorf au sud-est du territoire communal et Altdorf (Oberaltdorf) au nord-ouest. Dès le XVIIe siècle, mais surtout à partir de 1777, année de l'union des deux villages, on parle d’Alt und Eckendorf, puis durant tout le XIXe siècle d’Alt-Eckendorf ou AltEckendorf et enfin depuis le début du XXe siècle d’Alteckendorf.

### Eckendorf

#### Instabilité des suffixes
Eckendorf est mentionné dès le milieu du VIIIe siècle mais sous différentes formes, telles que Echanhaime en 742, Ecchenheim en 744, Ecchenheimomarca en 764 et 792, Ecchenthorf en 774, Ekkendorf et Ekindorf en 1146.
On constate que vers la fin du VIIIe siècle, s'est opéré un changement d'appellatif ; -heim se voyant remplacé par -dorf. Le mot germanique -heim signifie « chez-soi, domicile, foyer, habitation » et anciennement « patrie d'une tribu ». Dans la plaine d'Alsace, les villages en -heim sont fréquents. L’appellatif toponymique -dorf signifie « village » et provient de l'étymon francique *thorp équivalent germanique de l'appellatif -ville au sens ancien de « domaine rural → village ». Tous deux sont très répandus sur la frontière linguistique entre les langues romanes et germaniques (surtout en Lorraine). La forme Ecchenheimomarca reflète une double suffixation : -heim et -marca. Ce dernier issu du proto-germanique occidental *mark(ą) a donné marc en vieux haut allemand, et signifie « pays de frontière, lisière d'un bois, hameau écarté ».

#### RacineEck(e)

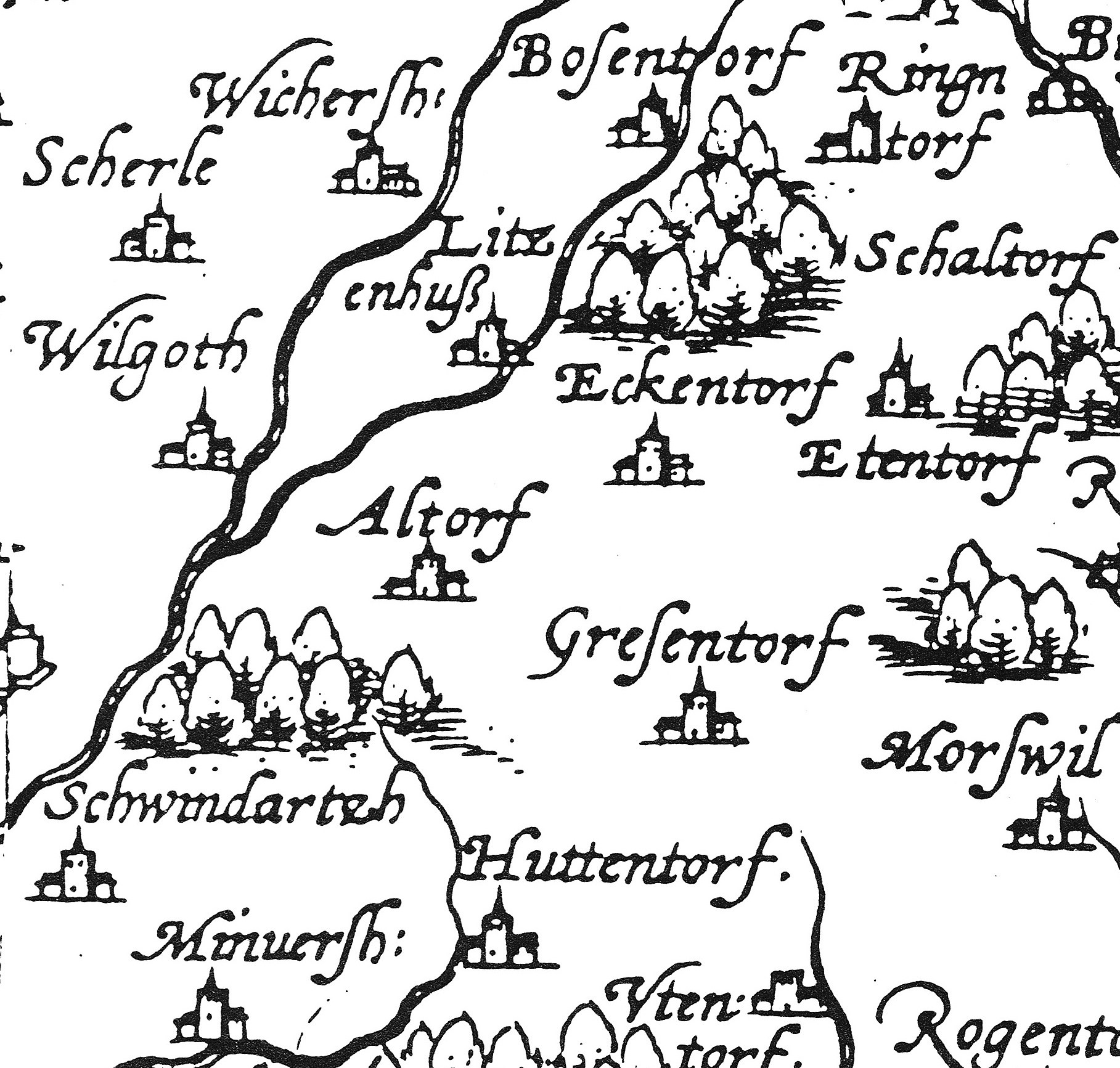
Altdorf et Eckendorf sur une carte du XVIe siècle établie par Daniel Specklin.

Selon le toponymiste Ernest Nègre, Eckendorf est formé de Eck(e) « pointe, coin », suivi de l'appellatif dorf « village », c'est-à-dire « village en coin » et décrirait la forme originelle du village. Selon Michel Paul Urban, auteur en 2003 d'un dictionnaire étymologique consacré aux lieux-dits alsaciens, Eck(e) est un terme germanique qui signifie à l'origine « pointe » mais qui en toponymie désigne des « haies d'épineux », d'où la notion de « zone infranchissable ». Selon l'hypothèse controversée de Paul Piémont, de nombreux toponymes alsaciens trouveraient leurs origines dans les institutions administratives et militaires mises en place par les autorités romaines du Bas Empire. La frontière face à la Germanie aurait été surveillée par une multitude de minuscules garnisons éparpillées à l'arrière du Limes. Cette armée aurait stationné dans des villages, des tours de guet isolées ou près des carrefours, telle une gendarmerie paysanne. Les militaires auraient été tout autant paysans que soldats. Dans ce cadre, l'étymon Eck(e) proviendrait du latin cuneus « coin », abréviation de cuneus equitum qui est au IVe siècle la formation d'attaque par excellence et qui prend la première place au combat. Selon ce chercheur, Alteckendorf pourrait avoir été le poste de commandement d'une troupe de réserve placée au sud-ouest de la forêt de Haguenau. Disséminée dans une quinzaine de villages environnants, cette troupe pouvait se porter rapidement au nord ou au sud de cette grande forêt et surprendre un envahisseur.

### Altdorf (Oberaltdorf)
Par rapport à Eckendorf, le nom d'Altdorf apparaît plus tard dans l’Histoire. À l'origine, Altdorf a vraisemblablement porté un tout autre nom ; peut-être Mazonivilare (Mazenweiler) car dans un document de 752 il apparaît que Sigfrid, fils de Sigismund offre tous ses biens de « Villa Ecchenheimo et Mazonivilare » à l'abbaye de Wissembourg. Aucune mention du village n’apparaît plus tard. Il a sans doute été dévasté au cours d’une guerre. Quand des habitants revinrent y vivre, ils le désignèrent alors sous le nom d’Altdorf ; c’est-à-dire l’« Ancien Village ». Ce nom d’Altdorf n’apparaît qu’en 1331. L’appellation Oberaltdorf « vieux village du haut » est parfois utilisée pour le distinguer du hameau de Niederaltdorf « vieux village du bas », appartenant à la commune de Uhlwiller et distant de quelque sept kilomètres.

### Lieux-dits
Reflet du long passé linguistique allemand de l'Alsace, les micro-toponymes ruraux (ou lieux-dits cadastraux) ne sont pas en français mais en allemand. À un kilomètre au nord d’Eckendorf, on trouve les noms de Weilerhöltzel « Forêt du hameau » et de Weilerberg « Colline du hameau ». Le mot allemand Weiler « hameau » et plus particulièrement sa forme alémanique Willer se rencontre assez fréquemment en Alsace. Ils sont issus du mot latin villare « exploitation agricole », lui-même un dérivé du terme villa. On peut alors supposer qu'à ces endroits contiguës a pu exister une ferme isolée depuis longtemps désertée et oubliée. Certains toponymes décrivent le paysage ou leurs fonctions dans les pratiques agricoles du passé ; Michelmatt « Grande prairie », Schmallmatt « Petite prairie », Muhlweg « Chemin du moulin », Auf die fünf Weidenbäumen « Les cinq saules », Saubach « Fossé aux cochons », Auf dem Gänsbühl « Coteau aux oies », Thiergarten « Enclos du bétail », Eichelberg « Colline aux chênes ». D'autres sont des rappels de leurs anciens propriétaires ; Lenzenberg « Colline de (Laurent) Lenz », In der Munchmatt « Prés des moines », ou des cultures et activités pratiquées jadis ; Auf der Röt « Sur le rouge » d'après la garance des teinturiers, Erzwäsche « lavage du fer » d'après le minerai oolithique mélangé à de l'argile et lavé à cet endroit avant d'être livré aux forges de Dietrich (jusqu'en 1845).

## Histoire
Il y a peu de choses à dire avant la période du Moyen Âge. En mars 1912, un ouvrier s'affairant dans la carrière d'argile d'une tuilerie a mis au jour une sépulture de l'âge du bronze. Elle contenait la dépouille d'un guerrier avec une lance pour seul mobilier. De vagues tessons de tuiles en plein champ indiquent que durant la période romaine a existé un habitat, sans doute une villa rustica, au nord de l'actuel village, en bordure de la voie romaine qui reliait Schwindratzheim à Ingwiller (RD 32 et son prolongement RD 69).

### Moyen Âge

#### Premières attestations

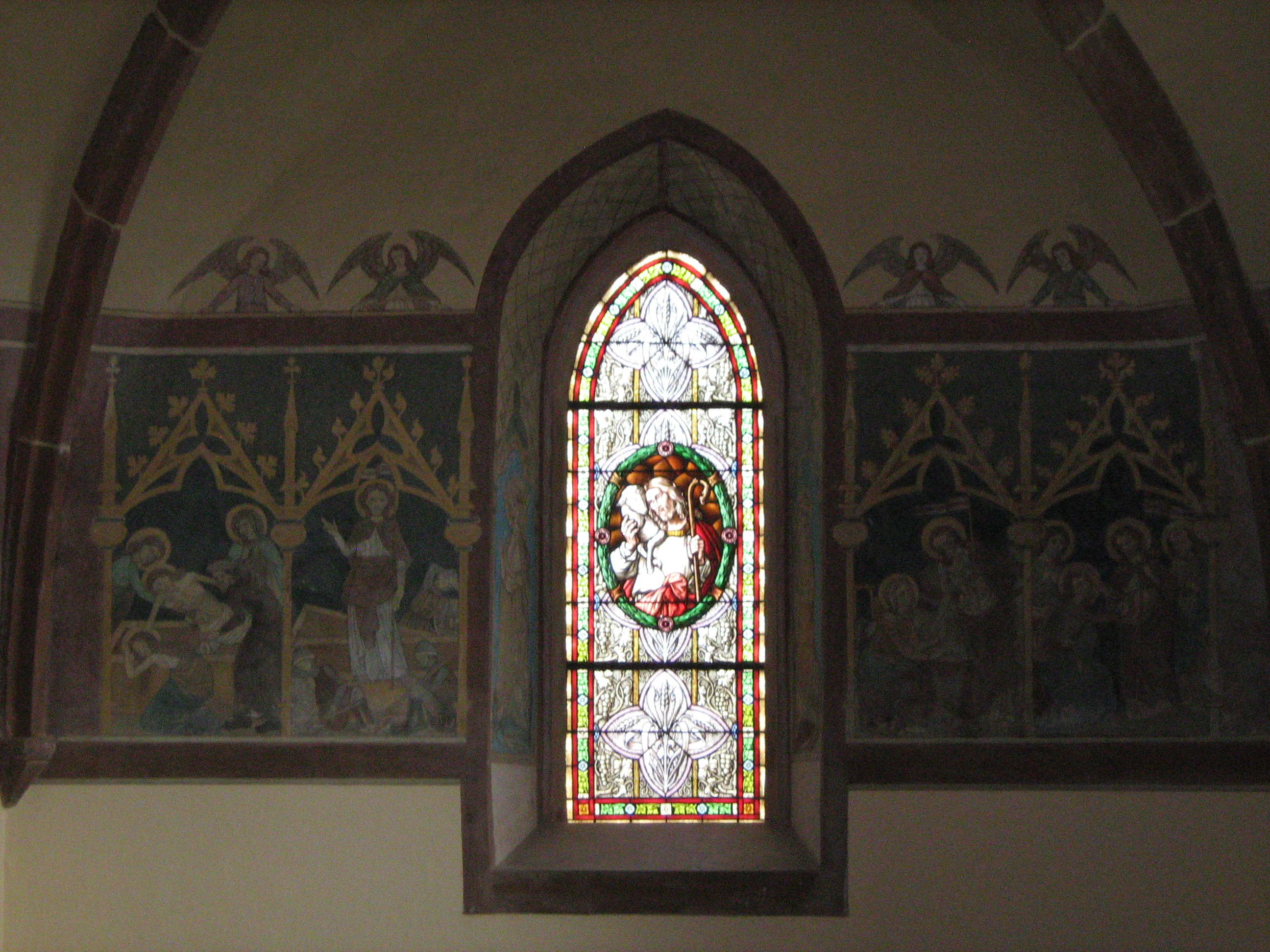
Fresque de la passion du Christ peinte dans le chœur roman de l'église d'Eckendorf.

Avant 744, les deux villages d'Eckendorf et Altdorf sont des biens impériaux et relèvent immédiatement de l'empereur du Saint-Empire romain germanique. À partir du milieu du VIIIe siècle, il est attesté que divers particuliers ont fait des donations à l'abbaye bénédictine Saint-Pierre-et-Saint-Paul de Wissembourg. En 744/751, Sigifrid, fils du défunt Sigismund, offre toutes ses possessions situées à villa Ecchenheimo et Mazonivilare. En 774, Wisagart offre cinq jurnales, un terrain de construction et le serf Altrado avec ses biens situé à villa Echenheim. En 779/780, Sacco fait don de tous ses biens localisés à Eccenhaim. En 782/790, le dénommé Rachio fait don de dix jurnales et de la servante Baduhilt de la villa Ecchenheimomarca. En 783, le prêtre Liodold offre cinq jurnales et le serf Isanbald.
Plus tard, en 1120, le monastère de Marmoutier-Sindelsberg possède des biens à Alteckendorf ; une demi-manse. En l’an 1146, le chevalier Simon de Frundsberg cède sa possession à Ekindorf pour « 16 ½ lötig Silberstücke » à l’abbaye de Sturzelbronn. En l’an 1194, le monastère de Neubourg est possessionné à Eckendorf.
Au XIIIe siècle, les deux villages sont en la possession du landgrave von Werd en tant que fief de l’abbaye de Wissembourg. À la place des comtes de Werd, on trouve aussi les seigneurs d’Eberstein en tant que suzerains. La plus ancienne mention d’une église dans les deux villages remonte à 1313 quand Rudolf von Hüttendorf, fils de Burckhard chevalier de Hüttendorf, est installé en tant que recteur de l’église de d’Eckendorf.

#### Seigneurs de Lichtenberg

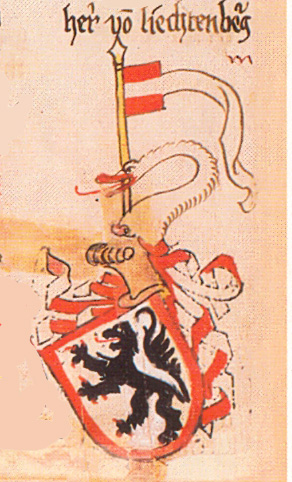
Armoiries de la famille Lichtenberg - Codex Ingeram - 1459.

En l’an 1331, les deux villages sont les fiefs de Ludwig von Onovilsheim. L’année suivante, en 1332, ils reviennent en tant qu’héritage à Hanemann II et à Ludemann III, tous deux seigneurs de Lichtenberg. Lors de cette succession, ces deux hobereaux reçoivent avec Brumath et le château du Grand-Arnsberg une série de villages, dont Altdorf et Eckendorf. Cette possession est partagée entre les enfants de Ludemann III. Simon reçoit entre autres Altdorf et Eckendorf.
À la suite de leurs héritages respectifs, ils installent, dans le château d’Eckendorf, des féodaux qui prennent le nom d’Eckendorf. À partir de 1334, on trouve les noms de Hans von Eckendorf, mais aussi Blass, Fritsch, Ludwig et Götze. Ce dernier est en 1365 prêtre et chanoine à l'église Saint-Étienne de Strasbourg. En 1356, le chevalier Ludwig von Eckendorf prête serment de bourgeoisie à Strasbourg. En 1384, il détient plusieurs biens à titre de fief du seigneur Ottemann von Ochsenstein ; à Furchhausen, à Wolschheim, à Dettwiller, à Hegeney et à Hochfelden. Le 12 septembre 1390, Ludwig participe à un tournoi à Strasbourg. Au milieu de XIVe siècle, les nobles d’Eckendorf vivent à Strasbourg et il semble que cette lignée se soit éteinte dans les années 1430.
Dès 1365, les Lichtenberg transmettent la gestion du château d'Eckendorf et de la dîme au chevalier Hans Zückmantel l’ancien, fils de Wilhelm. En 1371, il prend pleinement possession du château. Il succède ainsi à Ludwig von Eckendorf et à Otto von Hochfelden, fils d’Ottemann. Hans Zückmantel est originaire de Silésie et à cette date, il s'occupe déjà de la gestion de biens sis à Brumath où il réside avec les nobles de Wittersheim dont il partage le blason. De plus, par son mariage avec la fille du chevalier Nicklaus von Grostein, il a déjà obtenu des droits sur le village de Wintzenheim. Après Hans Zuckmantel l'ancien, on trouve son fils Hans le jeune ainsi que son petit-fils comme seigneurs inféodés. Ce dernier réside au château en 1435. Cette possession reste ainsi dans la famille Zuckmantel par delà les siècles, jusqu'en 1781.

### Renaissance

#### Guerre des Paysans (1525)

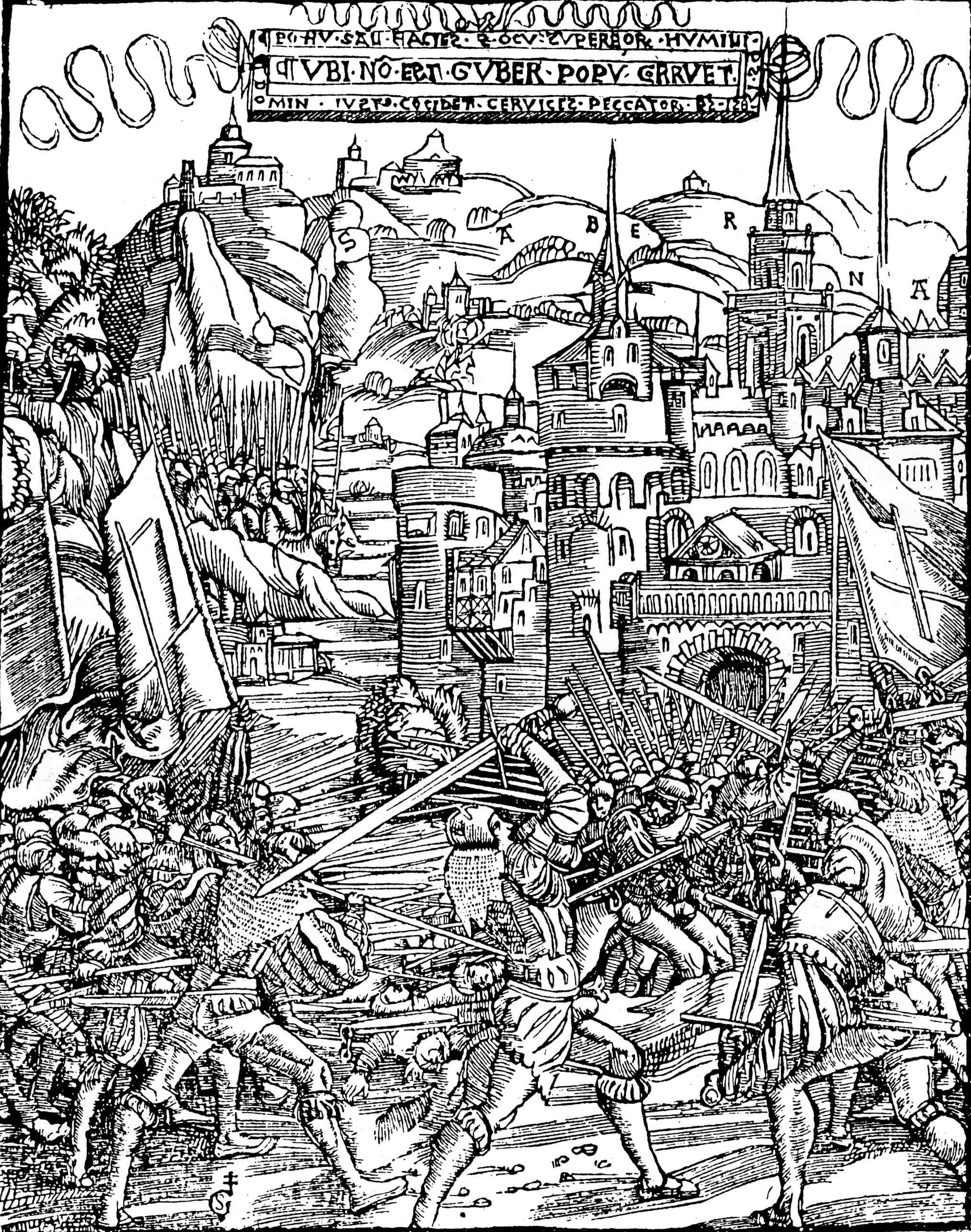
Massacre des paysans alsaciens devant Saverne - 1525 - Gravure de Gabriel Salmon.

Au printemps 1525, l’Allemagne du Sud, la Suisse, la Lorraine allemande et l’Alsace sont secouées par la Guerre des Paysans. Ce vaste mouvement social et révolutionnaire trouve son inspiration dans la Réforme protestante initiée par Martin Luther. Au nom de l'Évangile, des milliers de villageois prennent les armes afin de mettre en place un monde plus fraternel débarrassé des excès des clercs catholiques et des seigneurs féodaux. Des abbayes, des villes et des châteaux sont pillés. Dans le Hanau-Lichtenberg, avant le soulèvement, le comte Philippe III semble proche des idées protestantes. Il interdit à ses sujets de payer aux prêtres les messes anniversaires en l'honneur des défunts. Il renonce aussi au versement de la petite dîme sur les volailles. Au début du mouvement, son attitude modérée lui permet de sauvegarder ses châteaux. Mieux, il tente d'utiliser à ses propres fins ces émeutes. En sous-main, Philippe III encourage le pillage de l'abbaye de Neuwiller par un groupe de 200 de ses paysans. Le 19 avril 1525, les archives de cette institution sont détruites, le comte étant en rivalité avec elle en matière de possessions terriennes. Tous les documents d'importance sont brûlés : actes de propriétés, donations et chartes. Cependant, la situation échappe à Philippe III quand, le 6 mai 1525, quelque 5 000 paysans étrangers au comté saccagent son château de Bouxwiller. Les dégâts sont estimés à la somme de 10 000 florins,.
Pour faire cesser les troubles, comme d'autres seigneurs, Philippe III fait alors appel à l'armée du duc Antoine II de Lorraine. Entre les 14 et 21 mai 1525, les mercenaires de ce dernier commettent les pires atrocités à Saverne, Lupstein et Scherwiller où plusieurs milliers de paysans sont massacrés. Après cette répression, les libertés paysannes sont sévèrement amoindries : confiscation des armes, interdictions des fêtes villageoises, limitation du nombre des invités aux fêtes familiales, interdiction des exercices de tirs et concours, limitation du droit d'émigration.

#### Réforme luthérienne (1545)

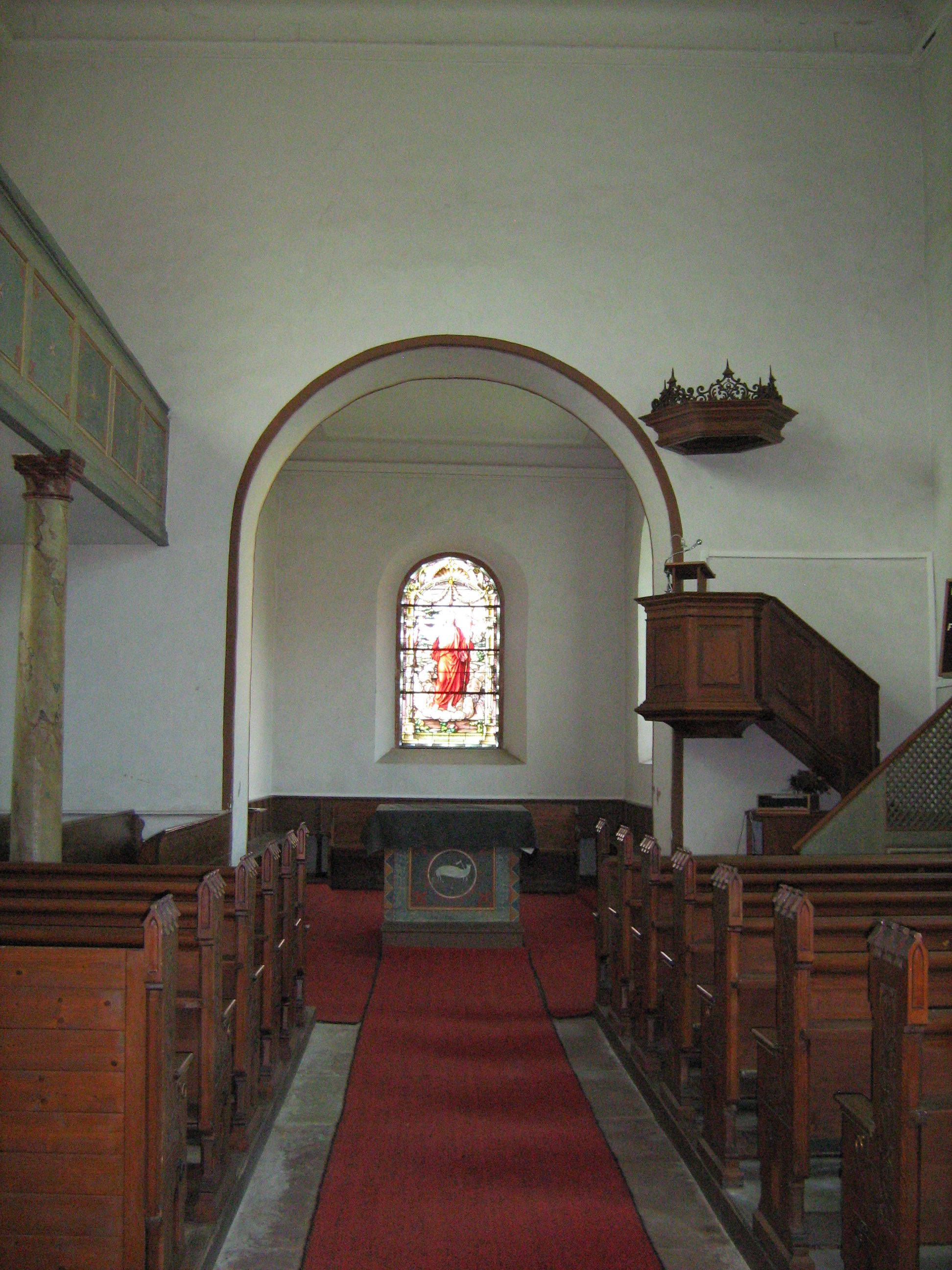
Intérieur de l'église luthérienne d'Altdorf.

Le règne du comte Philippe IV de Hanau-Lichtenberg (1538-1590) est marqué par l'introduction de la réforme luthérienne au sein de ses possessions. Marié à une protestante, Éléonore de Furstenberg, le comte nomme en 1542 pour la paroisse de Bouxwiller le prédicateur Théobald Groscher. Sous l'influence de ce dernier, le comte se déclare publiquement pour la Réforme en 1544 et à partir du 25 septembre de cette année, la messe n'est plus dite à Bouxwiller. Ses maîtres à penser sont des réformateurs proches des idées de Martin Luther, tels l'Alsacien Martin Bucer et le Badois Philippe Melanchthon. Le 28 mai 1545, l'ensemble des prêtres du comté est convié à un synode à Bouxwiller dans le but de les rallier à la nouvelle foi. Peu d'entre eux se convertissent de suite. Pour mieux ancrer ce mouvement réformateur, le comte Philippe IV demande à Bucer de lui envoyer des prédicateurs. Le Silésien Pantaléon Blasius arrive ainsi auprès du comte puis est nommé pasteur et surintendant dans le bourg de Pfaffenhoffen. C'est à ce titre qu'il organise la réforme de l'Église du comté. Le 8 avril 1546, Blasius préside un synode à Pfaffenhoffen où, les membres présents, adoptent la Confession d'Augsbourg et le Petit catéchisme de Luther. Le desservant de la paroisse d'Alteckendorf, fidèle à sa foi catholique, ne se rend pas au synode. En représailles, la dîme seigneuriale ne lui est plus versée et, très peu de temps après, faute de revenus, il quitte sa cure. Il est remplacé en 1547 par Kaspar Reichenbach, le premier pasteur luthérien en poste à Alteckendorf. Ce dernier exerce sa charge pastorale jusqu'à sa mort en 1563. La mise en place du luthéranisme est achevée dans le comté en 1573 par la promulgation de la Hanauische Kirchen - und Schulordnung. Ce recueil d'ordonnances ecclésiastiques et scolaires a pour but d'encadrer le corps pastoral en fixant leurs droits et devoirs vis-à-vis du comté et des fidèles dans le respect des Saintes Écritures.

### Les affres de la guerre de Trente Ans
De 1618 à 1648, la Guerre de Trente Ans ravage l'Allemagne et plus largement l'Europe centrale. Lors de certains épisodes, l'Alsace se trouve parcourue par la soldatesque et soumise aux pires atrocités. Concernant cette période, il manque des témoignages et des statistiques fiables pour Alteckendorf et plus largement pour tout le comté de Hanau-Lichtenberg. Il est cependant possible d'exposer, à grands traits, les malheurs endurés par la population locale.

#### Bataille de Pfaffenhoffen (31 juillet 1633)

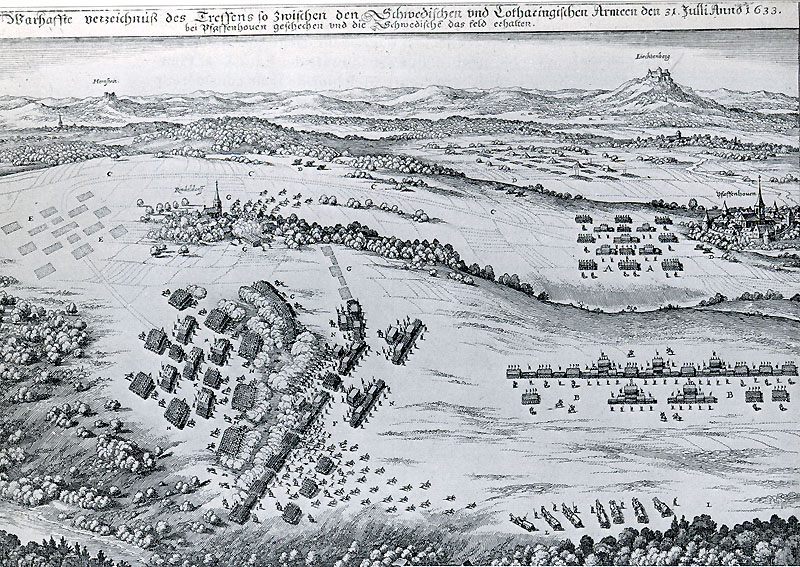
Illustration de la bataille de Pfaffenhoffen du 31 juillet 1633 entre les Lorrains et les Suédois.

À partir d'indications trouvées dans les archives seigneuriales et les registres paroissiaux des villages environnants, le comté de Hanau-Lichtenberg semble être dans un bien triste état. Bouxwiller, sa capitale, n'est plus habitée en 1634 que par huit personnes. En 1639, Printzheim ne compte plus que trois habitants ; Ernolsheim-lès-Saverne ne recense plus que cinq hommes, deux veuves et un enfant ; Imbsheim et Kirrwiller n'ont plus qu'un habitant chacun. Toujours en 1639, à Hattmatt, il n'y a plus qu'un bourgeois et seulement trois champs cultivés. Plutôt que de conclure à un massacre général, il faut plus raisonnablement penser à une fuite des villageois devant les troupes ennemies. Le pasteur de Pfaffenhoffen indique clairement dans un de ses registres qu'il a dû fuir avec ses paroissiens vers le château de Lichtenberg et que son retour s'est fait le 10 mars 1634. On constate qu'il n'a inscrit aucun baptême entre le 15 mai 1633 et le 10 août 1634. C'est durant ce laps de temps que Pfaffenhoffen et Ringeldorf sont le théâtre d'une bataille. Les 31 juillet et 1er août 1633, les Suédois conduits par le comte Christian de Birkenfeld affrontent et écrasent les troupes de Charles IV de Lorraine parti aider les Impériaux. Une autre fuite se produit entre le 24 octobre 1635 et le 8 juillet 1637, car là aussi aucun baptême est inscrit à Pfaffenhoffen. Du fait de la faible distance entre Pfaffenhoffen et Alteckendorf, l'exode des populations s'étale à peu de chose près sur les mêmes périodes ; des Alteckedorfois étant signalés à Bouxwiller.

#### Bouxwiller, une cité refuge

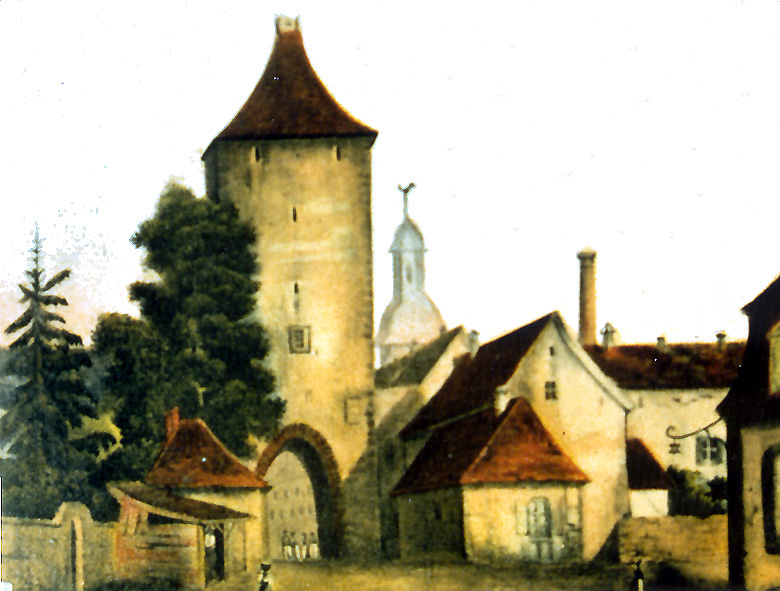
Vue sur les fortifications médiévales de Bouxwiller - La Porte-Haute d'après une aquarelle de 1838.

À cette époque, les villes sont ceintes de murailles et sont défendues militairement par une garnison. De nombreuses cités alsaciennes servent ainsi de refuge aux populations rurales. En 1622, lors de l'invasion d'Ernst von Mansfeld, les 2 000 habitants de Saverne accueillent chez eux plus de 1 600 réfugiés de trente-trois villages différents. En janvier de cette même année, la ville de Strasbourg, forte de ses 25 000 habitants, recense 9 812 réfugiés accourus des villages environnants. Des exemples de ce genre abondent. À la première alarme, les ruraux fuient leurs villages et viennent s'entasser en ville avec leurs cheptels et réserves de vin, farine et céréales. Le plus souvent, cette grande promiscuité entraîne l'apparition d'irrémédiables épidémies de maladies infectieuses. En 1622, 4 388 décès sont ainsi enregistrés à Strasbourg.
Entre 1618 et 1648, les registres de la paroisse luthérienne de Bouxwiller font ressortir que cette petite ville a elle aussi vu arriver une vaste population de réfugiés. Les pires années, les fuyards sont originaires de vingt à trente villages différents. La majeure partie de ces localités sont situées au sud, sud-est de Bouxwiller et sont surtout des villages de confession luthérienne. Les réfugiés arrivent des villages immédiats comme Kirrwiller et Bosselshausen. Cependant, des lieux plus éloignés sont aussi mentionnés comme Duntzenheim situé à plus de treize kilomètres à vol d'oiseau. Des habitants de villages catholiques sont aussi attestés, Lixhausen, Bossendorf et Ettendorf par exemple.
Concernant les habitants d'Alteckendorf, on peut distinguer trois pics de présence à Bouxwiller. La première fuite d'avril-mai 1622 est la conséquence de l'invasion du général Mansfeld en Alsace. Ces deux mois là, quatre enterrements et deux baptêmes d'Alteckendorfois sont enregistrés à Bouxwiller. Cependant, la période la plus malheureuse du conflit se situe entre les années 1633 et 1636. Entre mai 1633 et avril 1634, 13 baptêmes et 19 enterrements sont enregistrés. Peu après, entre octobre 1635 et novembre 1636, sont attestés 5 baptêmes et 38 enterrements dont celui du Schultheiss d'Alteckendorf, Hans Ziller, le 12 mars 1636.

#### Repeuplement suisse

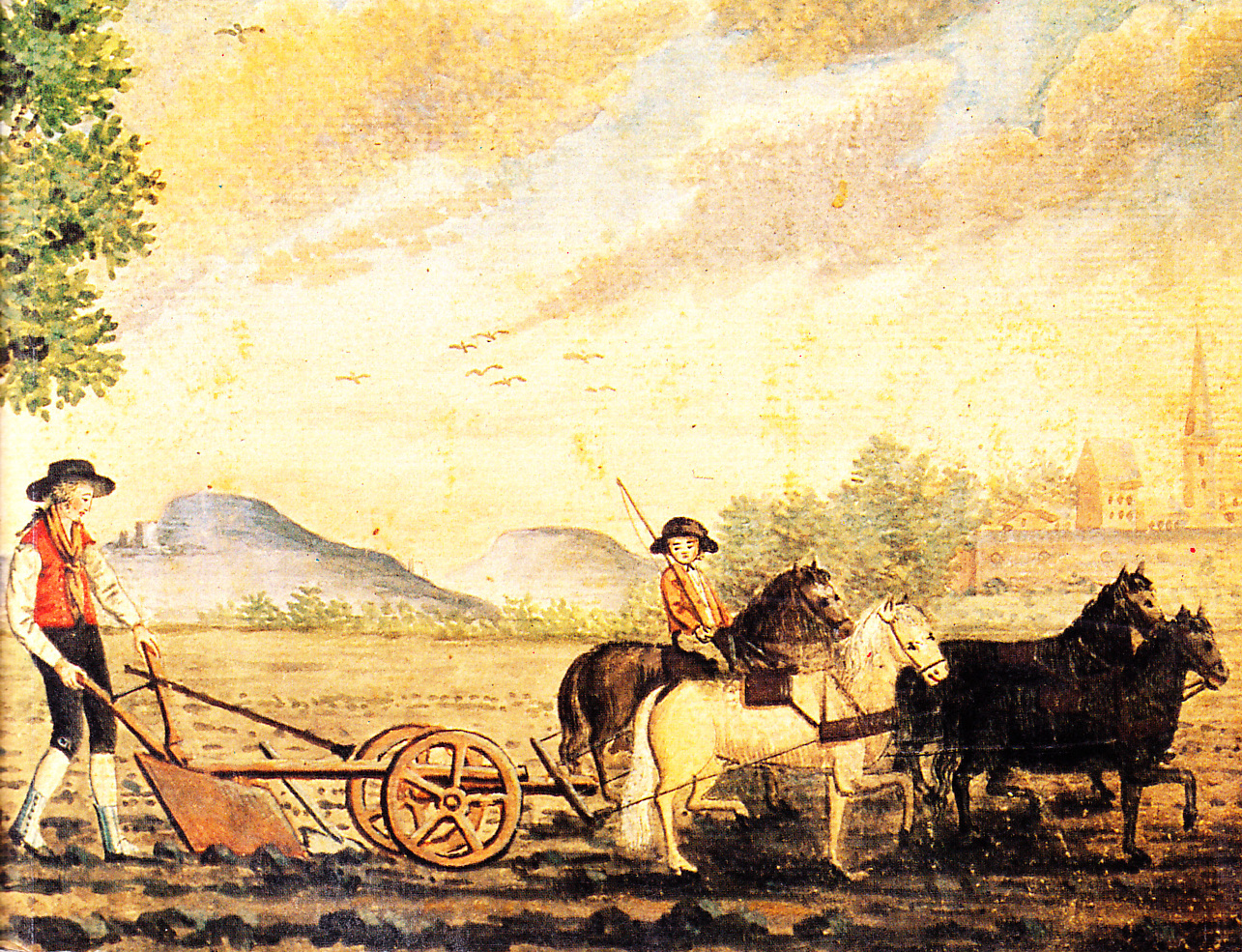
Scène de labour en Alsace.

La guerre de Trente Ans a durement touché Alteckendorf. Au sortir de la guerre, un grave déficit de population est avéré. Avant le conflit, en 1618, le village compte 68 bourgeois (chefs de familles). À la fin des hostilités, en 1649-1650, il ne subsiste plus que 16 bourgeois. La population villageoise serait ainsi passée, très approximativement, de 340 à 80 habitants. D'une manière générale, une déperdition de population à hauteur de 50-85 % se rencontre dans la plupart des localités alsaciennes.
Le repeuplement, encouragé par l'autorité comtale, s'étale sur plus d'un siècle. D'après le registre paroissial des mariages, entre 1659 et 1725, il ressort que les deux communautés d'Eckendorf et d'Oberaltdorf ont comblé le vide de population en accueillant une trentaine d'immigrants suisses, des Bernois pour la plupart, ainsi que quatre Wurtembergeois. Ces migrants se sont intégrés en s'unissant avec des épouses originaires du village et issues des familles rescapées. En 1672, à la lumière du nouveau livre terrier, il apparaît que de nombreux champs ne sont plus cultivés faute de propriétaires. Ces biens dits caducs sont achetés par ces immigrants tels les Suisses Adam Gebweiler, Heinrich Fechter ou Peter Wolling.

#### Retour à la normale

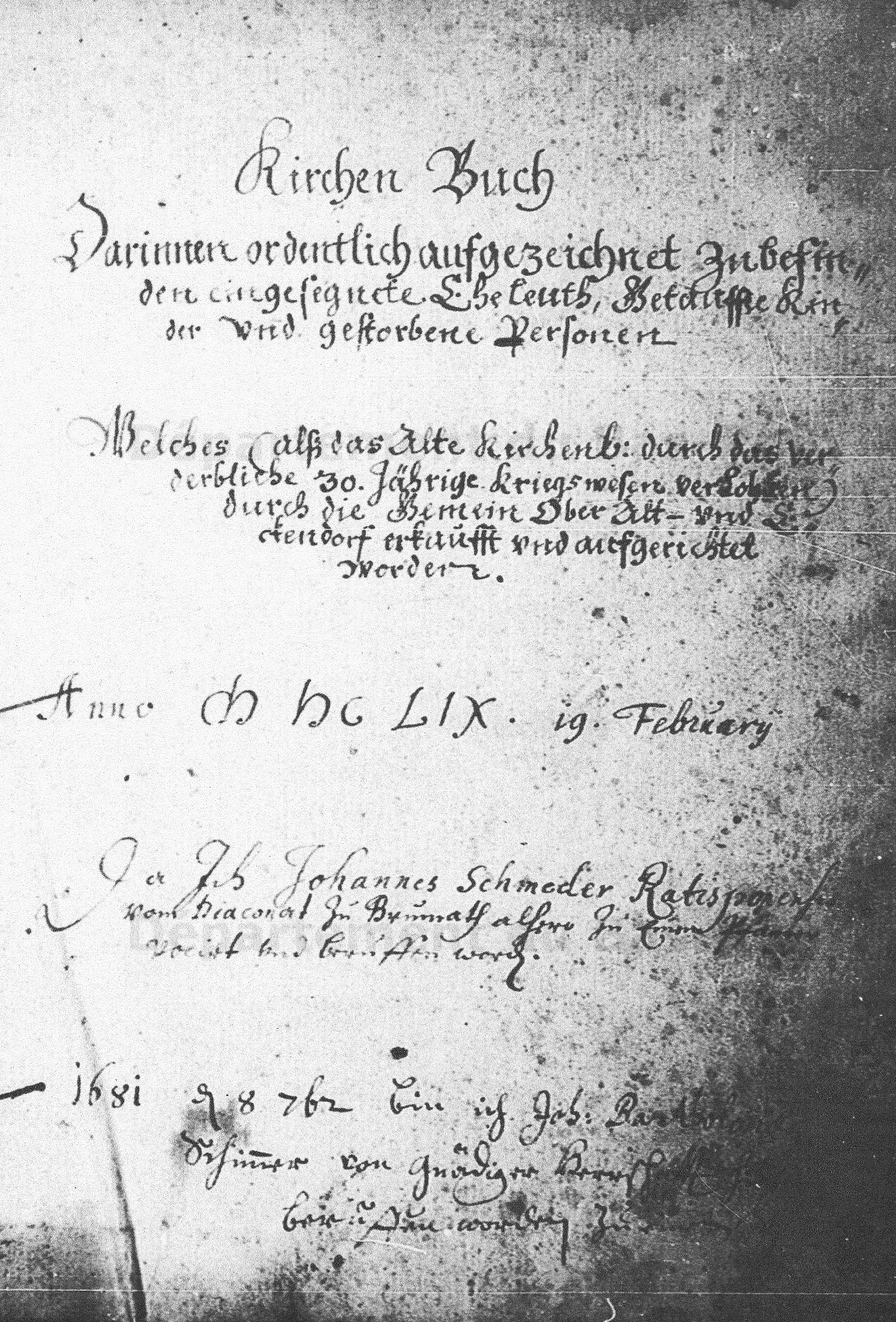
Page d'introduction du registre paroissial d'Alteckendorf, milieu du XVIIe siècle.

Le rétablissement de la communauté se voit aussi à travers le renouveau de la vie paroissiale. Durant la guerre, entre 1622 à 1654, l'autorité comtale qui organise la vie religieuse depuis l'introduction de la Réforme n'a plus été en mesure de pourvoir la chaire pastorale par un pasteur attitré. Georg Burkhard Knoderer est mentionné en 1622 en tant que pasteur pour Alteckendorf mais cette année-là un de ses enfants est enterré à Bouxwiller, victime d'une épidémie. Au plus fort des troubles et des épidémies, la paroisse se voit desservie par des diacres venant de Bouxwiller. Après la fin du conflit, de 1650 à 1654, Alteckendorf est desservi par le pasteur Zinck du village voisin de Schwindratzheim. Par la suite, l'administration comtale se trouve dans la possibilité de nommer, entre 1654 à 1658, le pasteur Johann Georg Ledermann. De 1658 à 1680, son successeur est Johann Schmeder. En 1660, ce dernier touche un salaire de 35 florins, 20 quartauts de seigle, 5 quartauts de froments, 2 quartauts d'avoine et un demi-foudre (environ 465,5 litres) de vin. Pour ses fonctions de maître d'école, il reçoit 50 bottes de paille et 50 fagots ainsi qu'un écolage trimestriel de deux schillings et six pfennigs par enfant. Les registres paroissiaux enregistrant les baptêmes, mariages et décès débutent en 1654 et en 1658 avec ces deux pasteurs. D'après une notice figurant en introduction de ces mêmes registres, les anciens livres ont été perdus lors du conflit. La reconstruction spirituelle se mesure aussi dans le relèvement des sanctuaires. Une cloche qui avait été mise en gage à Strasbourg est de retour au village le 13 janvier 1683. Elle est remontée dans le clocher d'une église paroissiale à la toiture rénovée. Cet effort de reconstruction est cependant ponctué par des conflits armés qui, eux-aussi, apportent leurs lots de calamités (Guerre de Hollande, Guerre de Succession d'Espagne, Guerre de Succession d'Autriche). En 1705, en proie à la peur, un riche particulier a ainsi enterré un pot contenant 2 800 pièces de monnaie d'argent. La plupart d'entre elles sont des Groschen datés du règne des empereurs autrichiens Ferdinand II, Ferdinand III et Léopold Ier. La découverte de ce trésor remonte à octobre 1896, lors d'un arrachage de vignes, en un lieu-dit désormais connu sous le nom de la Goldgrube « fosse au trésor »,.

### Ancien Régime

#### Le château disparu d'Eckendorf
Coordonnées : 48° 47′ 23″ N, 7° 36′ 01″ E (emplacement supposé)
L'ingénieur militaire Guillin, au service du roi Louis XIV, nous a laissé une description d'une grande partie de l'Alsace du point de vue militaire. Son intérêt s'est porté sur tous les bâtiments qui pouvaient avoir une utilisation à des fins de guerre ou de défense (clochers, châteaux, murs et murailles). Voici son témoignage concernant les deux villages d'Altdorf et Eckendorf en 1702 ; l'orthographe d'origine a été conservée : 

« Oberaldorff : lieu scitué dans un fond dans lequel il n'y a qu'une petite chapelle.
Eckendorff : lieu scitué dans un fond proche d'un petit ruisseau avec une église qui a un clocher non voûté ; le cimetière est renfermé de broussailles. Il y a dans ce dit lieu un bon château scitué sur le bord du ruisseau qui forme une figure quarrée dont les coztés ont de largeur 20 toises flanqué par trois tours garnies de créneaux. Les murs sont élevéz du rez de chaussée de 15 pieds, épais de 2 à 3 pieds en bon estat entouré d'un bon fossé plein d'eau large de 30 à 40 pieds, profond de 6; tout le dedans dudit château est brûlé »

— Extraits du rapport de l'ingénieur militaire Guillin.
D'après les dires de Guillin, le château d'Eckendorf, aujourd'hui disparu, était donc un bâtiment militaire de type Wasserburg, c'est-à-dire un château de plaine entouré par un fossé inondé. Le corps du château était un carré de 39 mètres de long. Ses murs avaient une épaisseur de 65  à   95 centimètres pour une hauteur de près de 5 mètres. Il possédait un fossé pour assurer sa défense, sans doute rempli par les eaux du ruisseau Landgraben. Ce fossé était large de 10  à   13 mètres, pour une profondeur de 2 mètres. Le bâtiment devait vraisemblablement se situer dans la boucle formée par les actuelles voiries rue Principale et rue de Hochfelden sur l'emplacement de l'ancienne ferme Brechbiel S'Meyers. Le souvenir du château est conservé par le lieu-dit cadastral Schlossgarten « Potager du château » localisé en contrebas de l'église d'Eckendorf.

#### Incursion des Pandoures (1744)

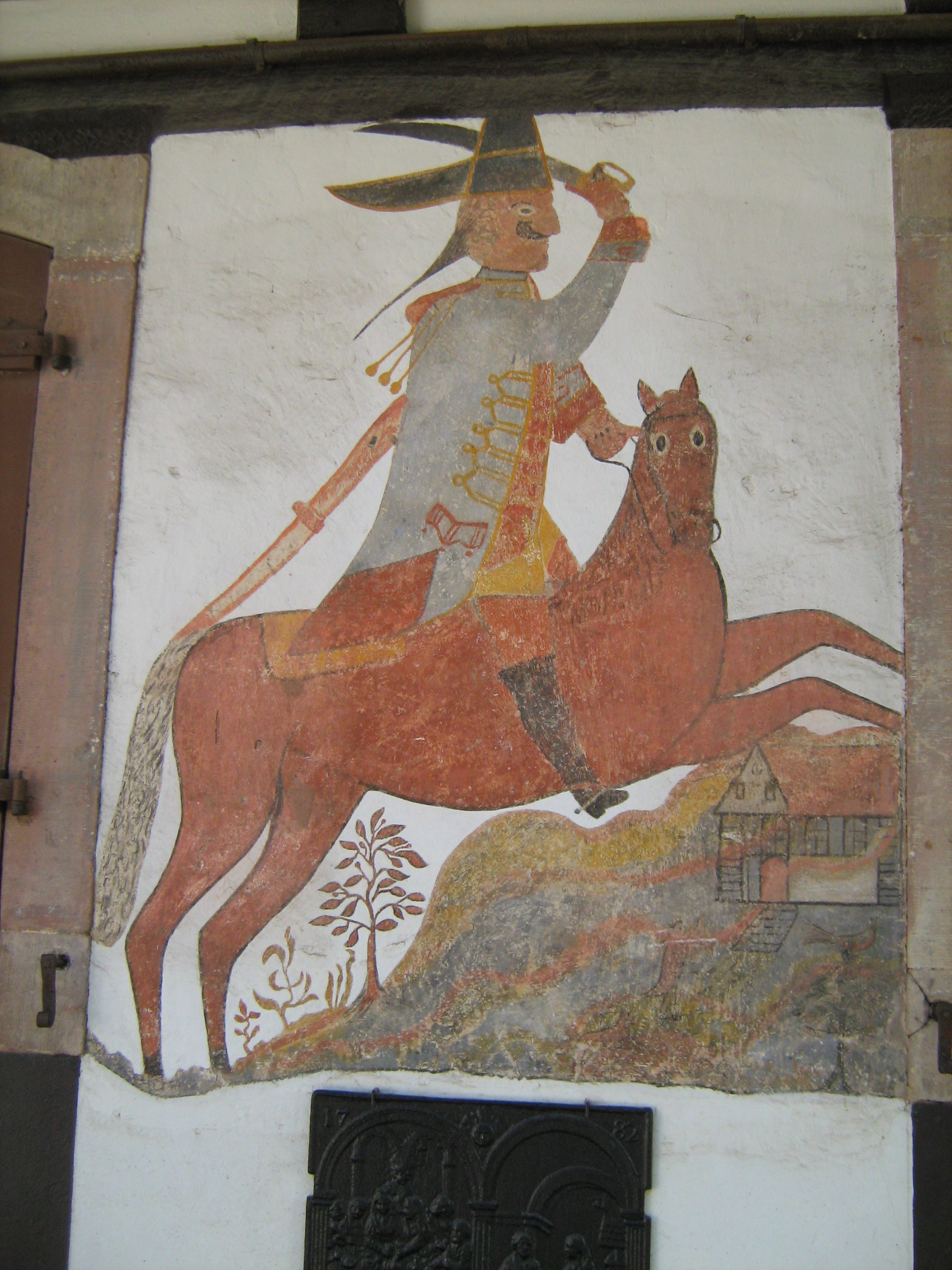
Fresque du Pandoure - ferme S'Stawalters d'Altdorf.

Durant la Guerre de Succession d'Autriche (1740-1748), la France de Louis XV prend part au conflit en soutenant l'Électeur de Bavière Charles VII et le roi de Prusse Frédéric II contre Marie-Thérèse d'Autriche. À partir du 1er juillet 1744, la Basse-Alsace est le théâtre de mouvements de troupes. Après le passage en force des Autrichiens sur le Rhin grâce à un pont en barques, la place de Lauterbourg est prise facilement. Saverne est prise et reprise et soumise au pillage durant quinze jours à partir du 31 juillet. Les villages du comté de Hanau-Lichtenberg dont Alteckendorf sont soumis au même traitement. Les Français se replient au sud jusqu'au niveau de la rivière Bruche. Ils reprennent cependant pied et le 20 août, les Autrichiens évacuent l'Alsace en repassant le fleuve au niveau de Drusenheim et Beinheim. Ces envahisseurs sont des Slaves au service des Habsbourgs ; des Pandoures recrutés en Croatie dans la lie de la société par le baron Franz de Trenck. Ces Pandoures ont fait grande impression aux paysans nord-alsaciens par les innombrables dévastations et les viols qu'ils ont commis. Pour de longues années, les enfants désobéissants ont été menacés d'être livrés aux Pandoures ou, du fait de la couleur de leur uniforme, aux Rothmantel, les Manteaux-rouges ; « Warte nur, der Pandur kommt ! - Prends garde à toi, le Pandoure va venir te chercher ! ». L'incursion des Pandoures est illustrée à Alteckendorf par une fresque apposée sur le mur gouttereau du logis de la ferme S'Stawalters (rue de Ringendorf à Altdorf), côté cour, près de la porte d'entrée. Cette belle peinture polychrome d'art populaire représente un cavalier moulinant du sabre et monté sur un cheval cabré ; son uniforme est gris-bleu avec un gilet rouge. Il porte un chapeau à large bord, une moustache noire fournie et une natte de cheveux dans la nuque. Sous l'équidé est figuré un petit paysage dévasté par un incendie bleuté et rougeoyant. Un bâtiment semble être en flammes, peut-être une église. Un paysan affolé court, les bras tendu devant lui. Il est suivi de son chien, tandis qu'un oiseau est perché sur un arbre. Peinte vers 1776, elle a été redécouvert sous un badigeon et restaurée en 1982.

#### Migrations vers l'Amérique

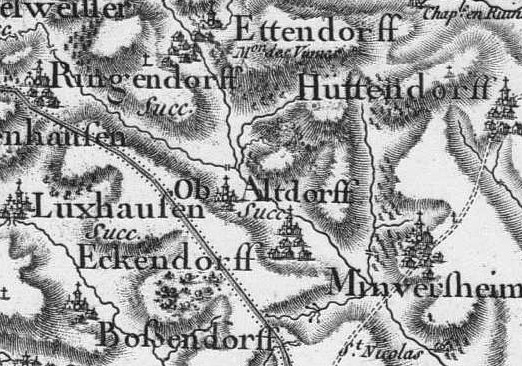
Alteckendorf sur la carte de Cassini (Ober Altdorff et Eckendorff).

En 1720, 55 foyers fiscaux sont recensés mais en 1750, on ne compte plus que 51 foyers. Les historiens appliquent généralement un coefficient de 5 soit 500 personnes pour 100 foyers, la population villageoise peut alors être estimée approximativement à 275 personnes pour 1720 et 255 pour 1755. Ce chiffre est sans doute une sous-estimation, puisque lors du recensement de 1793, 531 habitants ont été comptés.
Une des causes probables de la baisse de la population locale est l'immigration religieuse et économique vers le Nouveau Monde. Entre autres migrants, on peut signaler Catharina Ruch née le 16 novembre 1724 à Alteckendorf. Le 18 mars 1750, elle arrive à Herrnhaag en comté d'Isembourg-Büdingen, où elle entre dans la communauté des frères moraves fondée par Nikolaus Ludwig von Zinzendorf. Puis, après des escales en Hollande et en Angleterre, elle arrive le 25 novembre 1752 à Bethlehem en Pennsylvanie via New York. Après un passage par Nazareth (Pennsylvanie), elle retourne à Bethlehem où elle fonde une famille avec Johann Krause. Un autre de ces migrants est Johannes Adam Mattern né le 14 mars 1700 à Eckendorf. Après avoir été débouté en 1730 par le tribunal du Conseil souverain de Colmar au sujet d'un excédent d'impôt de 118 florins, il s'installe à Ingwiller où il se marie. Les 16 et 21 juillet 1751 ses biens sis dans cette localité sont saisis et vendus aux enchères après sa fuite vers les Amériques. On le retrouve le 16 septembre 1751 au port de Philadelphie. À peine débarqué du navire Edinburgh et selon une obligation légale, lui et une vingtaine de membres de sa famille prêtent serment de fidélité à la couronne britannique. Ils s'installent et font souche dans les comtés de Lancaster et du Dauphin.

#### Statistiques fiscales

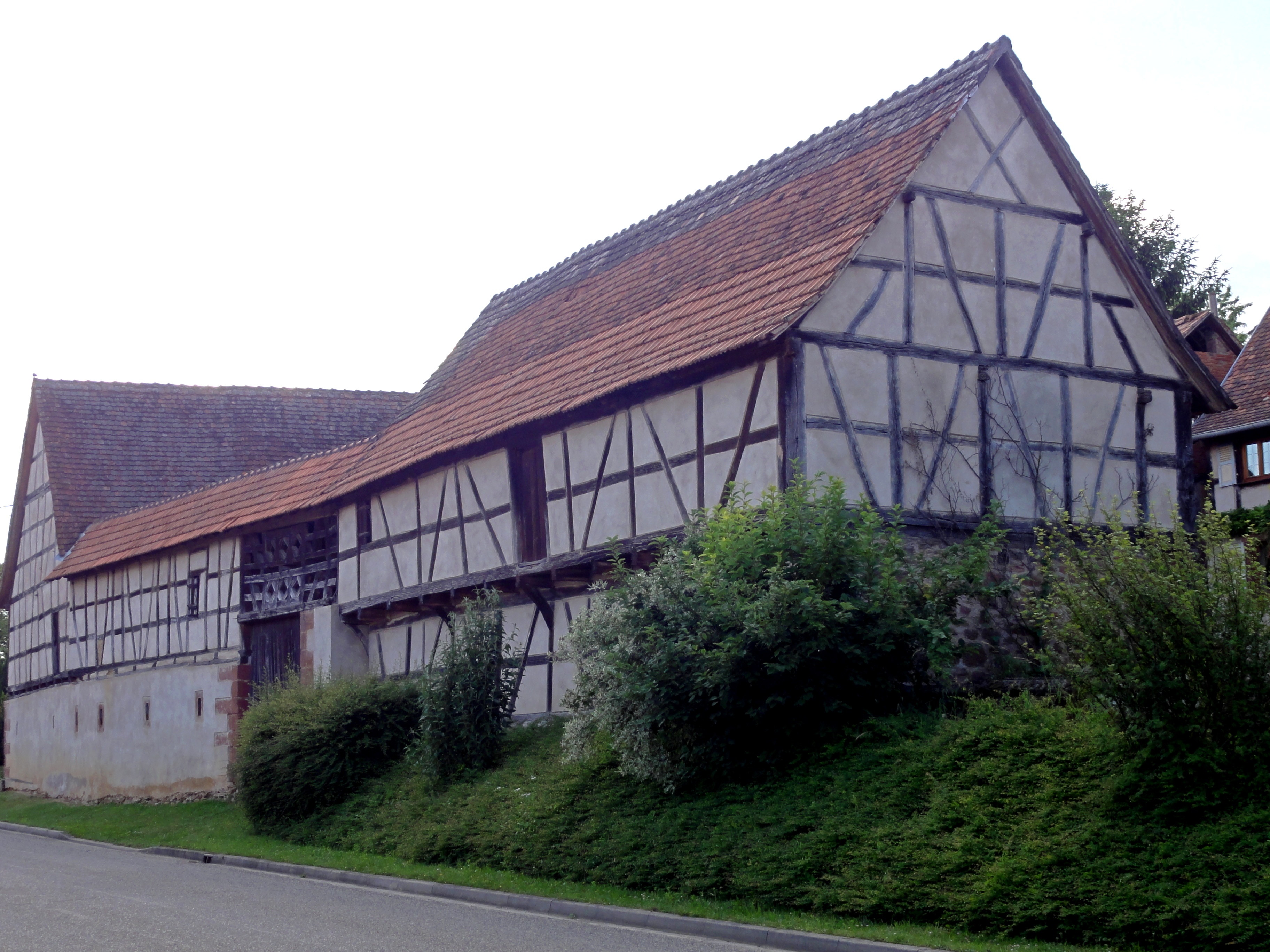
Ferme S'Richerts - - Altdorf.

Le plus ancien document cartographique décrivant le territoire communal remonte à l'année 1760.
Sur un total de 1 051,06 arpents, 635,70 arpents sont consacrés aux terres labourables, 125,72 arpents aux prés, 118,78 arpents aux pâturages, 84,40 arpents aux vignes, 48,20 arpents aux bois et 38,26 arpents aux vergers et aux habitations. En 1782, 45 % des terres agricoles du finage sont la propriété des villageois ; soit 930 acres sur une superficie de 2 072 acres. Pour la perception de l'impôt du vingtième, cinq cultivateurs sont imposés pour une exploitation de 30 à 35 hectares, deux pour 20 à 30 hectares, cinq pour 10 à 20 hectares et onze pour 2 à 5 hectares. Pour 1789, on dispose d'un registre de la corvée. Ce document distingue trois catégories de cultivateurs : ceux qui peuvent mettre à la disposition des autorités des attelages tractés par des chevaux, ceux qui peuvent disposer d'une charrette tirée par des bœufs et les personnes qui n'ont que leurs bras. Pour Alteckendorf, on apprend que sept cultivateurs possèdent six chevaux ou plus, deux possèdent cinq chevaux, quatre en possèdent quatre, et un en possède trois. Dix-huit cultivateurs possèdent deux bœufs et 73 manouvriers sont disponibles pour la corvée. Comme douze cultivateurs sont imposés pour 10 à 35 hectares et que quatorze cultivateurs disposent de 4 à 10 chevaux, on peut raisonnablement penser que le cultivateur qui possède trois chevaux exploite au moins 10 hectares.

#### Reconstruction des églises

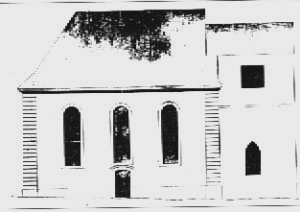
L'église d'Eckendorf après la reconstruction de la nef en 1765 ; le clocher n'a pas encore été surélevé.

En 1764, l'église d'Eckendorf montre des signes de délabrement et se révèle trop petite par rapport au nombre des fidèles. Le plan d'une nouvelle nef est établi avec deux façades chacune percée de trois hautes fenêtres. L'ancienne nef est démolie mais la tour et le chœur sont conservés car encore en bon état. La nef est entièrement reconstruite dans le courant de l'année 1765. L'église présente alors la curieuse silhouette où la nef est plus haute que la tour. Cette dernière est finalement rehaussée de deux étages supplémentaires avec une toiture en pointe. L'entretien de la tour incombant au baron von Zuckmantel, ce dernier prend en charge les frais de rehaussement. Dix ans plus tard, en 1775, c'est à l'église d'Altdorf d'être reconstruite. L'ancien bâtiment, trop petit, est entièrement rasé. Les frais de démolition et de reconstruction ont été signés par le Stabhalter Johannes Richert. Le montant du devis s'élève à 5 885 Livres et le comte Louis IX de Hesse-Darmstadt s'engage à s'acquitter du tiers de la somme. Le bois de charpente est issu de la forêt d'Alteckendorf. Pour la construction d'une église, trente chênes doivent être abattus. Mais, au préalable, ce prélèvement est soumis à une autorisation comtale.

### Révolution et Empire

#### Doléances paysannes
En 1788, face à une situation financière désastreuse, Louis XVI se résout à convoquer les États généraux. En mars 1789, à l'occasion de l'élection des députés sont rédigés les Cahiers de doléances. Il s'agit de recueils où sont consignées les protestations adressées au roi par les communautés provinciales. Sans que l'on sache vraiment pourquoi, l'Alsace présente la particularité fâcheuse de ne plus conserver que 10 à 15 % des Cahiers rédigés. Ils ont peut-être été perdus lors la guerre de 1870 (bombardement de Strasbourg) ou éliminés lors d'un triage par les archivistes départementaux du début du XIXe siècle. Le Cahier d'Alteckendorf est perdu. Aussi est-on dans l'ignorance des récriminations adressées par les Alteckendorfois à leur souverain. Plus heureusement, le Cahier du village voisin de Schwindratzheim est conservé (sept griefs) de même que celui de Wilwisheim (onze griefs). D'une manière générale, les Cahiers ruraux alsaciens ne s'embarrassent guère de politique. Les problèmes soulevés sont avant tout fiscaux ; les impôts sont nombreux, inéquitables et trop lourds. La colère s'exprime, non pas contre le roi, mais contre les seigneurs locaux jugés comme trop rapaces. Le problème principal est celui des biens communaux (prés, forêts) accaparés frauduleusement par les nobles afin d'augmenter leurs revenus. La corvée est perçue comme une brimade et une vexation intolérable qui éloigne des champs à des moments inopportuns.

#### Terreur robespierriste

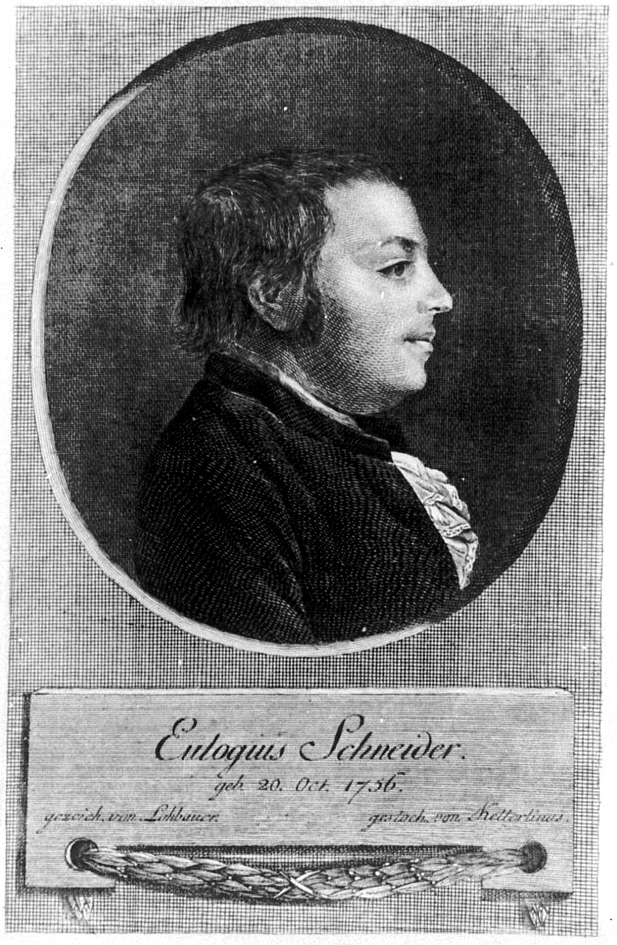
Euloge Schneider, accusateur public du tribunal révolutionnaire de Strasbourg.

Le pasteur Jakob Christian Roehrich en poste à Alteckendorf de 1795 à 1802, a laissé dans les archives paroissiales un témoignage écrit concernant la période de la Terreur.

« En notre époque règnent les plus violentes persécutions contre le culte et les serviteurs de la religion. Sous la menace de subir de lourdes condamnations à la prison, voire à la peine de mort, il fut interdit aux membres du clergé d'exercer quelque acte religieux que ce soit. Il était tout autant interdit de baptiser, de célébrer un mariage, d'assister les défunts, de porter les paroles de réconfort aux malades. Euloge Schneider et consorts, les représentants d'un gouvernement assoiffé de sang, étaient prêts à considérer toute intervention du clergé comme un acte d'hostilité envers l'État, ou d'être un crime contre-révolutionnaire qui tombait sous la menace d'une intervention de la guillotine qui était promenée à travers le pays. Sous le gouvernement de Robespierre, tous les objets du culte, vases et étoffes, furent enlevés ; le clergé fut emprisonné au vu de décret du 1er thermidor de l'an II. Cette persécution continua encore après la chute de Robespierre et ce jusqu'au décret du 3 ventôse de l'an III qui accordait à nouveau le libre exercice de toutes les religions. La plus pénible des périodes de persécution n'avait donc duré qu'une longue année avant que la vie paroissiale ne pût reprendre. Mon prédécesseur, Michael Mehl, étant décédé il y a un an, le 3 ventôse de l'an II, moi, Jakob Christian Roehrich de Strasbourg fus élu maître de religion de cette paroisse et accepté le 14 germinal de l'an III (ou le 3 avril 1795). J'ai continué à inscrire dans le registre paroissial les baptêmes, décès, mariages et confirmations. Je me suis également efforcé de compléter les registres puisque durant les années de persécution il avait été interdit de les tenir. Ainsi j'ai essayé, autant que faire faire se peut, de répertorier tous les mariages et baptêmes clandestins célébrés par les sages-femmes ou autres citoyens. »

À l'automne de l'année 1799, un rapport sur l'état de l'opinion publique indique que pour le canton de Hochfelden, « sauf quelques communes, Alteckendorf, Duntzenheim, Wickersheim, Waltenheim, Wilshausen, Hohfrankenheim, Ingenheim et Melsheim, toutes les autres composant l'arrondissement, sont un repaire de prêtres rebelles, d'émigrés, de déserteurs et autres ennemis les plus acharnés de la république ».

#### Empire napoléonien

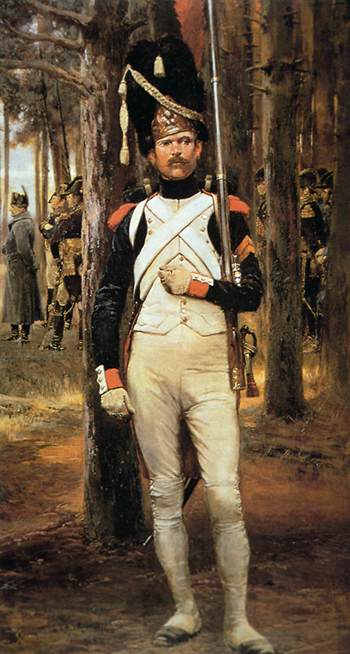
Le Grenadier par Édouard Detaille.

Le 1er messidor de l'an VIII (20 juin 1800), Jean-Charles-Joseph Laumond, préfet du Bas-Rhin, nomme l'ancien Stabhalter Johann Richert (1736-1806) au poste de maire d'Alteckendorf. Charge pour lui de constituer un conseil municipal et d'en communiquer la liste, pour approbation, à la préfecture ; chose faite le 20 vendémiaire de l'an IX (12 octobre 1800). Les archives communales conservent un document de 1804, une lettre du sous-préfet au maire, qui est un appel du pied aux habitants pour venir acclamer l'Empereur de passage à Hochfelden le soir du 11 vendémiaire (3 octobre). Le 9 juin 1811, une grande fête est célébrée en l'honneur du Roi de Rome né le 20 mars précédent. Parmi les jeux festifs figurent une série de trois courses où s'affrontent vingt cavaliers, des courses à pied, des chants et un bal autour d'un feu de joie ; le tout pour une dépense exceptionnelle de 326 Francs sur le budget communal. Dans le cadre de la conscription militaire, plusieurs jeunes alteckendorfois ont été amenés à participer à l'épopée napoléonienne. Sans être exhaustif, on peut citer quelques individus ; Jacques Bauer meurt en avril 1809 à Talavera de la Reina durant la campagne d'Espagne, Jacques Bock est fait prisonnier en 1813 durant la campagne d'Allemagne trois jours avant la bataille de Leipzig, Jean Kleiber participe aux campagnes de 1809 en Allemagne et à celles de 1810 et 1811 au Portugal, Jacques Mahler est présent au blocus de Hambourg (1813-1814) où son cheval s'abat sur lui et le blesse. Le musicien Chrétien Lapp s'engage comme volontaire en l'an VII et cesse le service en l'an XIV. Son neveu par alliance, Charles Wambach né à Pfaffenhoffen, est en service entre 1809 et 1811. Il s'installe dans le village et occupe entre 1816 et 1836 la place d'instituteur à l'école d'Eckendorf.

### De la Restauration au Second Empire

#### Crise latente du monde agricole alsacien

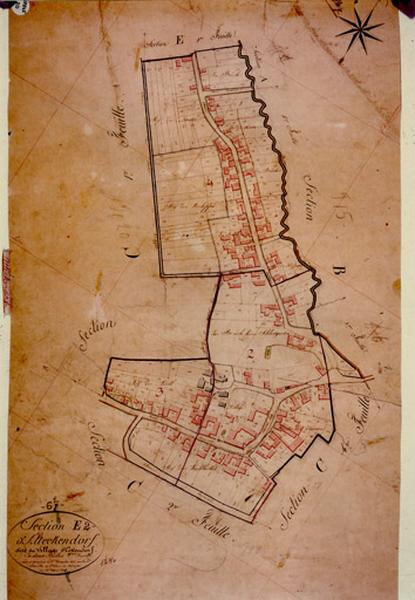
Plan cadastral d'Eckendorf - début du XIXe siècle.

Entre 1793 et 1836, à l'image des autres communautés villageoises de la plaine d'Alsace, Alteckendorf voit sa population augmenter en flèche. Durant ces quarante-trois années, la population passe de 531 habitants en 1793 à 777 habitants en 1836, soit une augmentation de 31,66 %. Puis de 1836 à 1901, Alteckendorf connaît une stabilisation de son nombre d'habitants. La moyenne de la population, entre cette seconde période est alors de 750,5 personnes. Le minima est atteint en 1856 avec 712 habitants et le maxima en 1901 avec 786 habitants.
Les années 1850 marquent le début d'une crise longue et latente du monde agricole alsacien. Selon le géographe Étienne Juillard, la campagne alsacienne n'a pas été en mesure de s'adapter à la révolution industrielle et à l'explosion urbaine qui en a découlé. Les structures agricoles et sociales, héritées d'un XVIIIe siècle prospère, n'ont pas été capables de se moderniser et de concurrencer des régions françaises ou européennes plus à l'écoute des besoins de leur époque. La ruralité alsacienne se fige alors, et reste caractérisée par la petitesse de ses exploitations agricoles, par l'exiguïté de ses parcelles cultivées et par une population rurale attachée à son terroir et à ses méthodes productives obsolètes. Cet état de fait perdure jusque dans les années 1950.
Cette inadéquation de la ruralité alsacienne à un nouveau milieu économique plus concurrentiel, s'accompagne d'un exode rural qui ne cesse qu'après la fin de la Seconde Guerre mondiale. Cependant, les villages alsaciens conservent de fortes densités de peuplement (entre 75 et 150 hab./km2). Si des villages voisins, tels Minversheim, Ettendorf, ou Buswiller, connaissent une baisse continue de leur population entre 1831 et 1954, Alteckendorf connaît une situation démographique un peu meilleure. En effet, jusqu'en 1901, la population ne baisse pas mais stagne. La crise démographique ne survient que durant les cinq premières décennies du XXe siècle. Ainsi, entre 1901 et 1954, la population baisse de 23,28 % pour passer de 786 habitants en 1901 à 603 en 1954. Au plus fort de l'exode, Alteckendorf malgré tout conserve une forte densité de peuplement avec 105,42 hab./km2.

#### Émigration massive

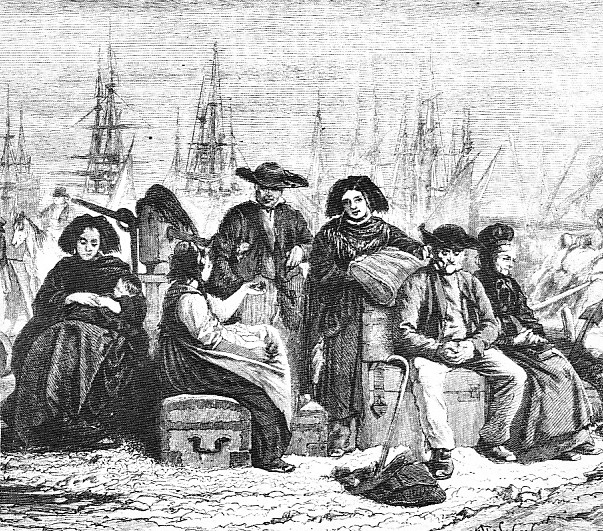
Une famille alsacienne attendant l'embarquement au Havre vers les Amériques. Gravure sur bois d'après le tableau Les émigrants de Théophile Schuler.

Dans les années 1830-1860, la plaine d'Alsace est incapable d'offrir du travail à toute sa population. Il ne s'agit pas d'une crise de subsistance car, sauf années de mauvaises récoltes, la production est excédentaire. Il est plutôt question d'une crise de l'emploi. L'économie est presque exclusivement basée sur l'agriculture et les terroirs sont exploités à plein. Il n'y a pas de travail pour tout le monde et pour une rémunération suffisante. Le principal signe de cette crise est le départ des populations rurales vers le Nouveau Monde mais aussi vers la Russie et l'Algérie. Des poussées de départs se produisent en 1817, en 1827-1828 et en 1845-1855. Cette émigration a largement préoccupé les autorités préfectorales du Bas-Rhin sous la Restauration, la monarchie de Juillet et le Second Empire. Il est difficile de chiffrer ce phénomène du fait des départs non signalé. Pour la seule émigration déclarée (demandes de passeports) entre 1828 et 1838, plus de 14 350 Bas-Rhinois ont quitté la France. Parmi-eux 4 620 personnes ont quitté l'arrondissement de Saverne dont 998 du canton de Bouxwiller et 474 du canton de Hochfelden. Pour ce dernier canton, les communes les plus touchées sont Ingenheim et Alteckendorf avec respectivement 173 et 63 demandes officielles de départs. L'administration préfectorale après avoir considéré cette émigration comme une calamité (perte de soldats en puissance) s'est mis à faciliter les départs en délivrant des passeports gratuits aux indigents. Pour mieux cerner l'ampleur des départs, les fonctionnaires religieux (curés et pasteurs) ont été chargés de dresser un état des lieux pour chaque paroisse. Pour Alteckendorf, en 1856, apparaît dans le registre des baptêmes une mention qui indique que depuis 1828 près d'une centaine de personnes sont parties pour les Amériques. Cette même proportion se retrouve dans bon nombre de villages du Pays de Hanau et de l'Arrière-Kochersberg. Parmi les émigrants d'Alteckendorf, on peut entre-autres citer Jean Matter fils, Michel Matter, Catherine Kaeser (veuve L. Ruch), Jacques Fuchs, la famille Jean Fuchs, la famille Jean Ruch, la famille Michel Eschrich et Jacob Scholler. Ce dernier s'installe dans l'Ohio où il devient prédicateur méthodiste dans l’Église des frères réunis en Christ (en anglais : Church of the United Brethren in Christ).

#### Conscription et remplacement

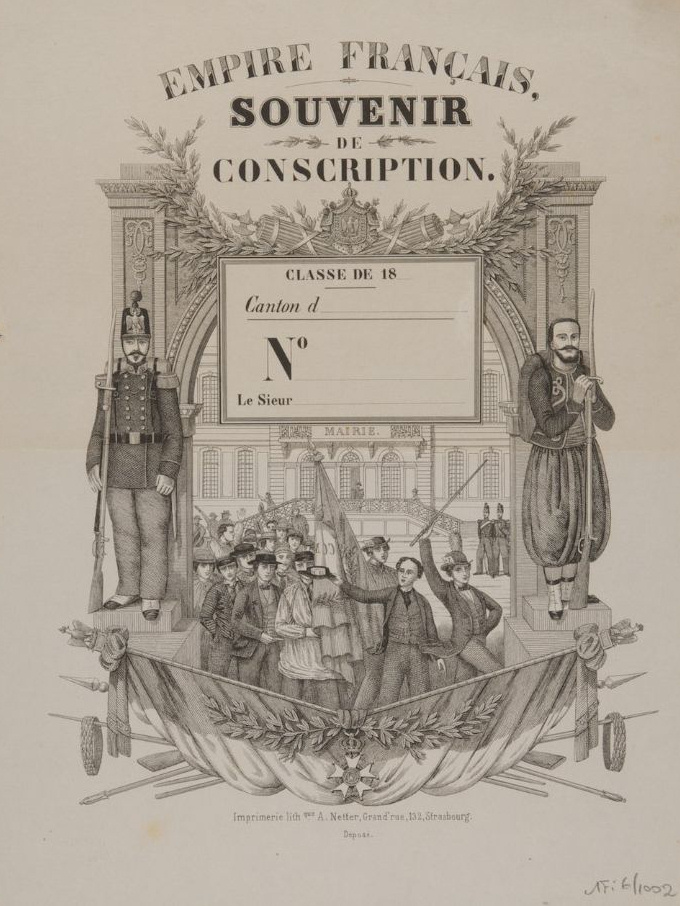
Souvenir de conscription.

Entre 1798 et 1889, la France a mis en place le système du tirage au sort pour désigner les jeunes hommes destinés à être enrôlés durant sept ans dans l'armée française. Ce système prend fin en 1871 en Alsace du fait de l'annexion à l'Allemagne. Chaque canton se doit de fournir son contingent annuel de recrues ; 60 à 70 conscrits pour le canton de Hochfelden durant le Second Empire. Ceux qui tirent un numéro plus grand que le contingent requis sont exemptés. En corollaire, entre 1800 et 1872, s'est mis en place des possibilités de substitution. Celui qui ne voulait pas devenir militaire devait trouver un remplaçant et le présenter devant le Conseil de recrutement. Le volontaire accepté, la famille du remplacé lui versait devant notaire une forte somme d'argent en compensation. Cet échange d'hommes se faisait le plus souvent en ayant recours aux services d'un « marchand d'hommes », Conscritsmakler en alsacien, dont la spécialisation était très lucrative. En 1894, le folkloriste Auguste Kessel a recueilli les souvenirs d'un personnage de ce genre ; le bistrotier Michel Matter (1835-1911), propriétaire du restaurant Zum Rebstock sis en face de l'église d'Altdorf. Le remplacement met en relation des hommes du même canton ou du même département, mais le trafic des conscrits met aussi en contact de jeunes alsaciens pauvres avec des familles fortunées de Besançon ou de Normandie. En temps de paix, la somme négociée tourne autour de 1 500 Francs. Cependant lors de la guerre de Crimée (1853-1856), l'échange se monnaye entre 2 400 et 3 000 Francs. Le remplaçant est donc le plus souvent un indigent pour qui la vie militaire est une solution à sa misère ou le moyen d'offrir une vie meilleure à ses parents. Durant le service, il est nourri et logé, il apprend le Français, peut monter en grade et tirer bénéfice du prestige de l'uniforme. L'État civil local conserve la trace de jeunes Alteckendorfois mort sous l'uniforme. Lors de la conquête de l'Algérie par la France (1830-1847), le 21 janvier 1844, décède à l'hôpital militaire d'Alger, le fusilier au régiment des zouaves Jacques Kuntz après avoir contracté la fièvre typhoïde. Lors de la guerre de Crimée (1853-1865), le 28 octobre 1854, le cavalier au 7e régiment des Dragons Michel Ruch meurt à Gallipoli après avoir contracté le choléra. Le 2 juillet 1855, à Sébastopol, la même maladie est fatale à Michel Muller, cavalier à la 2e compagnie du 5e escadron du Train.

#### Situation religieuse

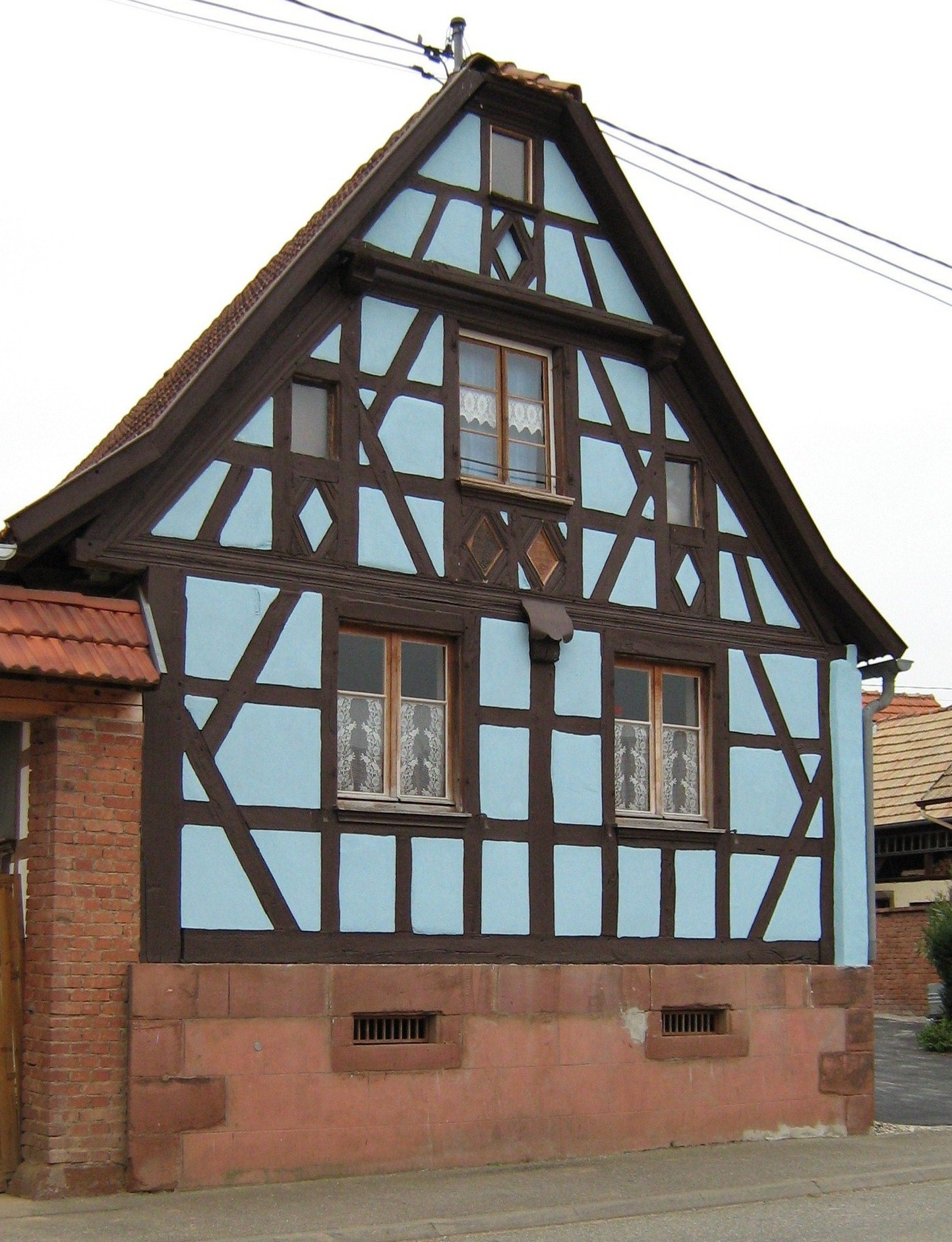
Ferme S'Harters - Édifiée en 1855.

Durant le XIXe siècle, la communauté villageoise reste très homogène du point de vue religieux. En 1861, sont recensés 734 habitants dont 725 luthériens, 3 catholiques et 6 dissidents. Cinq ans plus tard, en 1866, sur 760 habitants recensés, 748 sont protestants et les 12 restants sont qualifiés de sectaires. Les personnes comptées comme dissidents ou sectaires sont probablement des membres du mouvement religieux des Fröhlichianer, nouvelle religion anabaptiste introduite à Alteckendorf par Sophie Abert, fille du pasteur luthérien local, Frédéric Christian Schneider, en poste de 1802 à 1841. Les membres de cette secte avaient pris pour habitude de se rendre à la Heiligbrunnel pour s'y faire baptiser dans leur nouvelle religion. Cette source alimente le ruisseau Schweinbachgraben et se trouve au nord du village.
Philippe Auguste Kroh, pasteur luthérien en poste de 1855 à 1886, dans un de ses rapports, indique qu'Alteckendorf « est une commune essentiellement agricole. Point d'indigents proprement dits; quelques secours provenant de fondations sont distribués à des personnes peu aisées; le bureau de bienfaisance cumule une partie de ses recettes. Quatre cabarets dans une commune de 760 âmes ne favorisent pas les mœurs et l'économie parmi la jeunesse ». Agacé par le manque de ferveur des Alteckendorfois, ce même pasteur énumère en 1860 les excuses avancées par les absentéistes du culte « en été il fait trop chaud, en hiver trop froid ; dans les autres saisons il fait trop humide ou il y a trop de vent... ou on ne peut pas quitter l'alambic ».

#### Faits divers

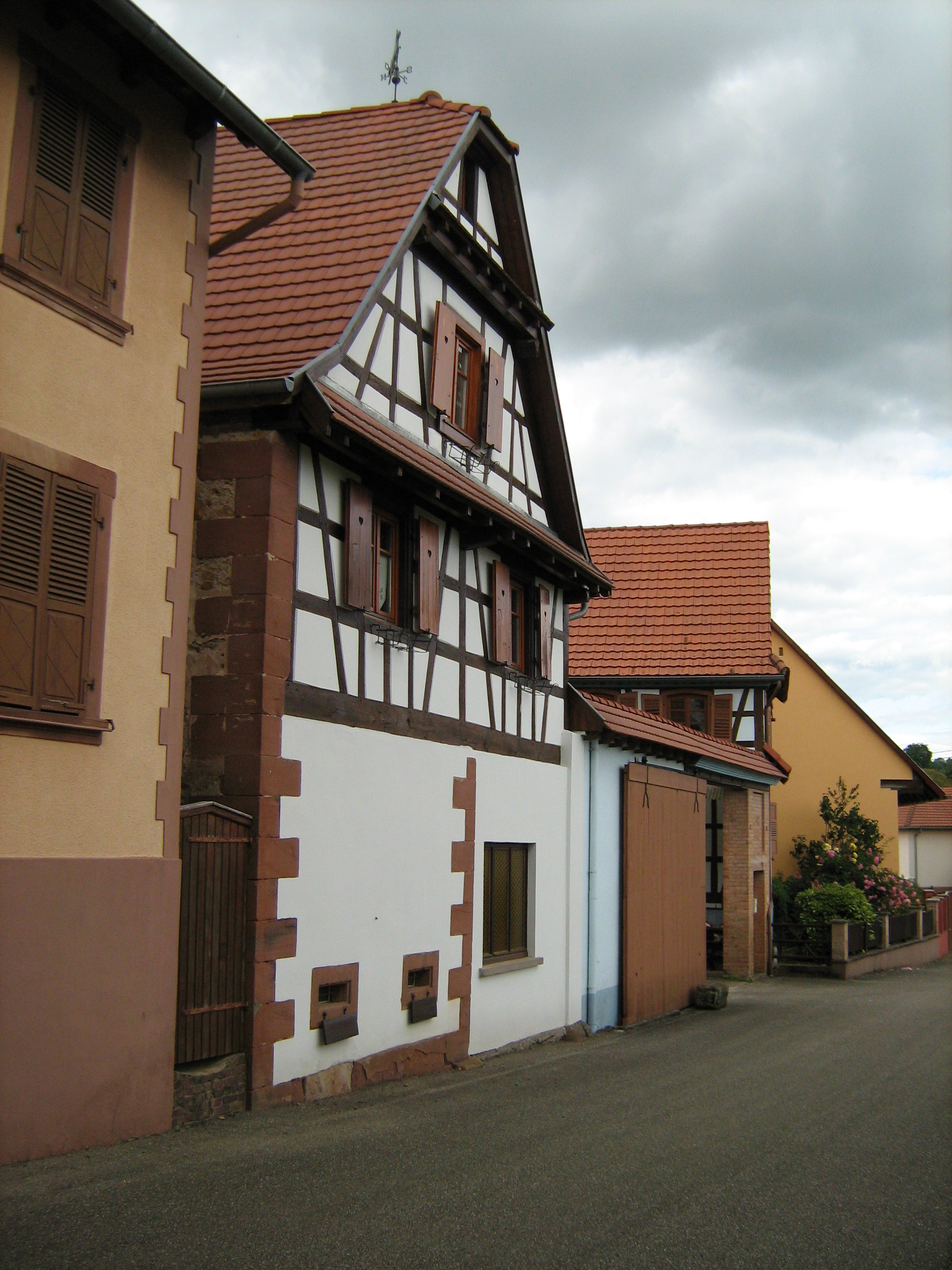
Ferme S'Gollers, édifiée en 1819 et 1849 - Eckendorf.

Au cours du XIXe siècle, la quiétude d'Alteckendorf se voit troublée par des faits divers de plus ou moins grande importance. Le 26 décembre 1818, le garde-champêtre Charles Wohlfarth est mort assassiné à l'âge de 48 ans ; son corps est retrouvé dans un fossé du chemin communal à Altdorf. Le procès se tient en juin 1818 à Strasbourg et le 17 août 1819, Georges Metzger est guillotiné sur la place du marché à Hochfelden ; Georges Heid, condamné à perpétuité, meurt en août 1824 au bagne de Toulon. En 1830, des habitants sont victimes de vols, le 19 mars chez le fileur Georges Peter et le 29 juillet chez Jean Wendling où des habits et draps sont dérobés. Dans les deux cas, les soupçons se portent sur « les familles ambulantes qui sortent des montagnes, qui s'arrêtent derrière les hauteurs et qui sont toujours pourvues de passeports ». Dans le journal communal rédigé par les gardes-champêtres, outre ces vols, figurent aussi les divagations des animaux échappés de leurs prés ; par exemple trois vaches le 18 avril 1839 ou quatre chevaux le lendemain 19 avril. Ces problèmes de divagations ne sont pas des choses anodines et peuvent conduire à de longues tracasseries judiciaires. En 1854, la commune d'Alteckendorf est condamnée par le Conseil d'État à rembourser à plusieurs plaignants des taxes indûment perçues en 1849 pour l'entretien des taureaux communs. Selon une ancienne pratique, les propriétaires de vaches saillies par les taureaux communaux doivent s'acquitter de taxes. La commune n'a cependant pas pu établir que lesdits taureaux ont effectivement sailli les vaches en divagation des plaignants quand bien même leur présence a été constatée de temps à autre dans le même pré.

### Période contemporaine

#### Modernité et solidarités
Après la défaite française de 1870, l'Alsace et une partie de la Lorraine sont intégrées au Reich wilhelmien (1871-1918). L'administration civile s'exerce dans le cadre légal du Reichsland Elsaß-Lothringen sous l'étroite surveillance d'un gouverneur nommé par le gouvernement impérial de Berlin. Durant cette période, la modernisation de la société s'accélère. En 1895, la ligne de chemin de fer entre Strasbourg et Sarreguemines est ouverte et le premier train passe le 27 avril. Alteckendorf bénéficie d'une station avec chef de gare ; le tout étant sous la gestion de la Kaiserliche Generaldirektion der Eisenbahnen in Elsaß-Lothringen (Direction générale impériale des chemins de fer d'Alsace-Lorraine). Plus tard, en 1913, la commune est raccordée au réseau électrique de la Elektrizitätswerk Straßburg (Électricité de Strasbourg).
Dans ce monde agricole en mutation le besoin de solidarités se fait sentir. Fin février 1888, un terrible incendie ravage durant trois jours la ferme S'Meyers (famille G. Brechbiel). Certes, une pompe à incendie est signalée dans le village dès la fin du XVIIIe siècle et en 1800 est élaboré un règlement en cas d'incendie. Cependant, ce n'est qu'après ce sinistre qu'est fondé en 1889 le Corps des Sapeurs-pompiers local. Fort de 45 hommes, il est mis sous le commandement de l'instituteur Valentin Huss. Des uniformes d'occasion sont achetés par la municipalité auprès d'un régiment de dragons stationné à Haguenau. Face à la crise du phylloxéra qui décime le vignoble européen, à Alteckendorf, de nombreux plants de vignes sont arrachés et remplacés par des arbres fruitiers (pommiers, cerisiers, quetschiers). Ceci se fait, entre autres, sous l'impulsion du même Valentin Huss, créateur vers 1893 de l’Obstbaumverein Alteckendorf (Syndicat des arboriculteurs).

Alteckendorf à la Belle Époque
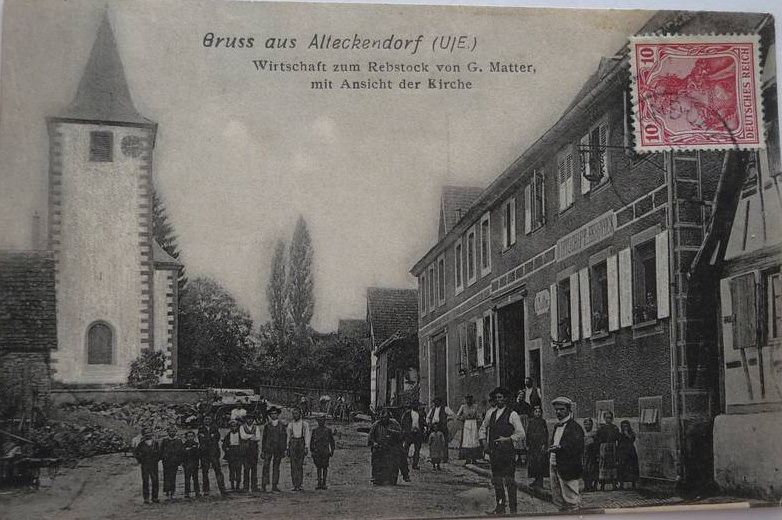
Restaurant Zum Rebstock à Altdorf (vers 1900).
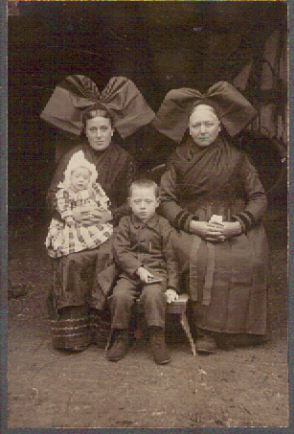
S'Rehle - une famille d'Alteckendorf vers 1915.
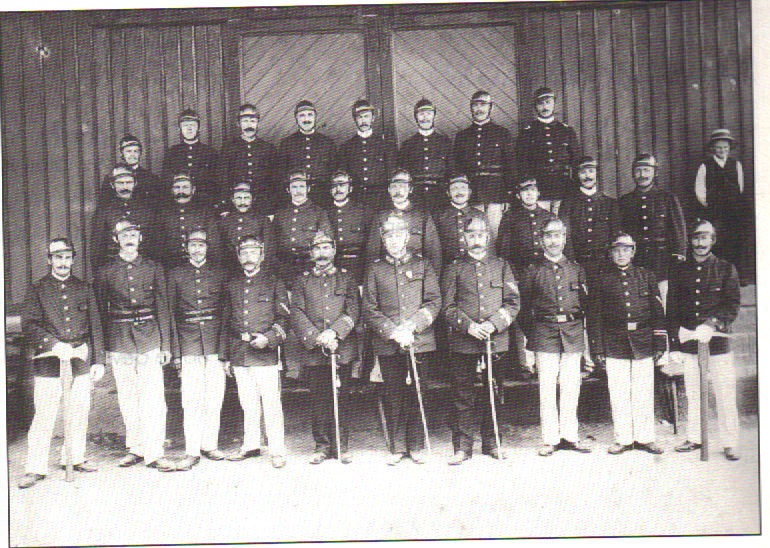
Corps des sapeurs-pompiers en 1912.

#### Mutualisme agricole

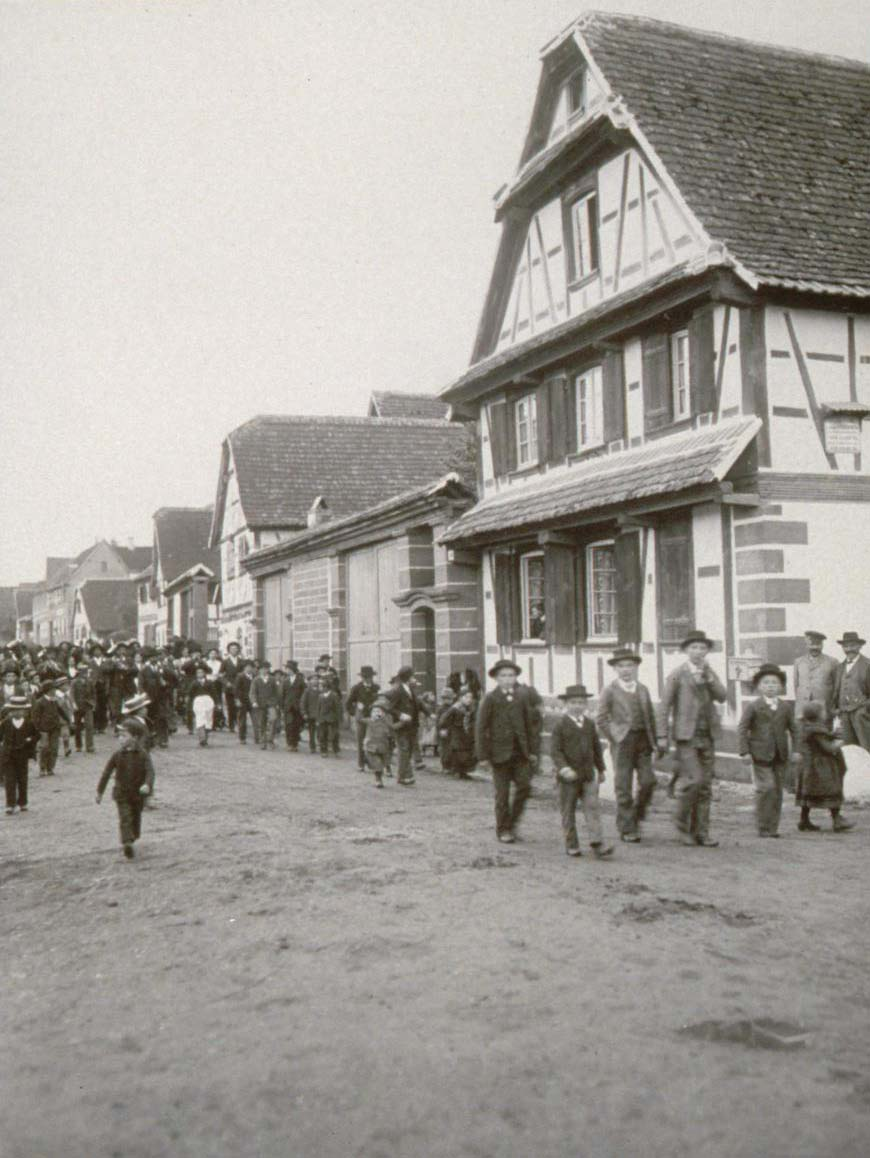
Ferme S'Bürejockels - Défilé lors de la fête du village en septembre 1906.

Jusqu'à la fin du XIXe siècle, pour beaucoup de fermiers pauvres, le recours aux usuriers est le seul moyen de se voir avancer des sommes en numéraire. Les intérêts de la dette sont exorbitants et le remboursement des échéances peut s'avérer impossible les années de mauvaise récolte, faute de revenus suffisants. À partir de 1848, cette spirale de la pauvreté commence à être brisée en Allemagne sous l'impulsion du protestant Frédéric-Guillaume Raiffeisen (1818-1888), le fondateur du mouvement des banques coopératives. Dans ces organismes financiers, les sociétaires sont en nombre limité et ont la double-qualité d'usagers (clients déposants ou emprunteurs) et de propriétaires. Les prêts ne sont accordés qu'aux sociétaires et aucun bénéfice n'est distribué. En Alsace, la première Caisse de ce type est créée en 1882. Trois décennies plus tard, en 1914, il en existe 471. Le 30 septembre 1888, sous l'impulsion du pasteur Paul Grünberg, en poste entre 1887 et 1892, est fondée la Spar-und Darlehnskasseverein Alteckendorf (Caisse de dépôts et de prêts). Dès le jour de sa fondation, la Caisse compte 42 sociétaires, la part sociale de chacun étant fixée à 3 Marks. Le gouvernement impérial encourage cette démarche et accorde une subvention de 300 Marks en juillet 1889. Le premier dépôt est effectué par la sage-femme Magdalena Etter en octobre 1888 et les premiers prêts sont accordés en décembre. Les sommes sont modestes, de 80 à 320 Marks et servent à rembourser des dettes antérieures, des achats de terrains ou d'animaux domestiques. Cette action connaît un grand succès et dès la fin 1889, le bilan annuel se solde par un budget équilibré de 36 728 Marks pour 85 sociétaires. Les dépôts enregistrés s'élèvent à 9 517 Marks et 38 prêts ont été accordés pour un montant total de 11 319 Marks. L'activité financière se double vite d'une section d'approvisionnement et de vente ; achat en commun de farine à partir de 1893, acquisition de matériel agricole comme un butoir à pomme de terre en 1894 ou de deux herses en 1904. Le premier compte courant est ouvert en 1891 par Michel Matter, propriétaire d'une tuilerie à Altdorf, pour y déposer la somme de 6 000 Marks.

#### Pratiques folkloriques

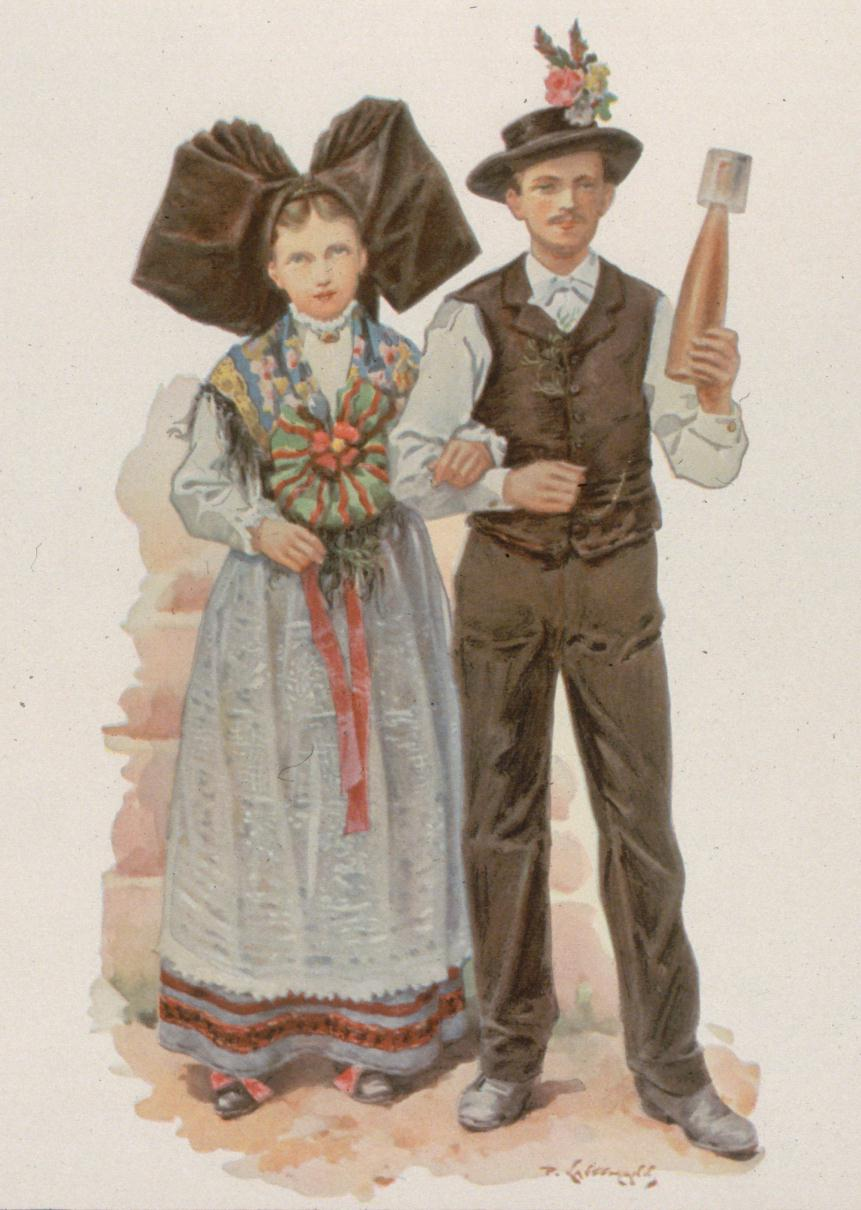
Messtiburscht et Messtimaid d'Alteckendorf - peinture à aquarelle - BNUS.

Face aux prétentions pangermanistes des autorités du Reich et au chauvinisme patriotique des immigrants allemands venus s'installer en Alsace-Lorraine, nombre d'Alsaciens ont participé à partir de 1890 au renouveau de la culture régionale par la peinture et le théâtre dialectal ou en exaltant son folklore. Parmi les vieilles coutumes remarquées à Alteckendorf figure son Elsässer Bauermessti (fête villageoise paysanne). Le Messti local apparaît en 1737 et se tient chaque année dans le début du mois de septembre, deux semaines après le Messti de Bouxwiller et une semaine avant celui de Hochfelden. La principale attraction est un joyeux défilé de la jeunesse, musique en tête et offrant des gorgés de vin. Un couple retient plus particulièrement l'attention. Un jeune homme, le Messtiburscht, porte un chapeau agrémenté d'un grand bouquet de fleurs orné de rubans colorés. Il est accompagné de sa fiancé, la Messtimaid qui porte outre son costume traditionnel, un grand nœud coloré pardessus la poitrine. Le couple est chaperonné par le Messtihüter, un jeune homme armé d'un fusil. Tous portent à la poitrine une cuillère à soupe. Au devant, défile le Messtihammel, un bélier destiné à récompenser une tombola. En plus du défilé, se tiennent des réceptions chez les édiles, festins dans les restaurants et danses autour du Maïe, un arbre de mai agrémenté de victuailles et symbole d'abondance. Cette fête villageoise a perduré sous cette forme jusqu'au début des années 1980 puis a rapidement périclité pour finalement disparaître.
Une autre tradition est le défilé des Pfingstknechte ou Valet de la Pentecôte. Ce jour-là, les enfants vont de maison en maison réclamer de la nourriture en vue d'un festin. L'un d'eux, transporte le Gosse, un jeune arbre fraîchement coupé. Un autre, le Pfingstenklotz ou « Rustre » mène le cortège déguisé en obèse, un sabre en bois à la main et le visage noirci de suie. Cette coutume cesse à Alteckendorf vers 1930 mais perdure encore dans les années 2010 dans certains villages du Pays de Hanau comme Uhrwiller.

Messti en septembre 1906
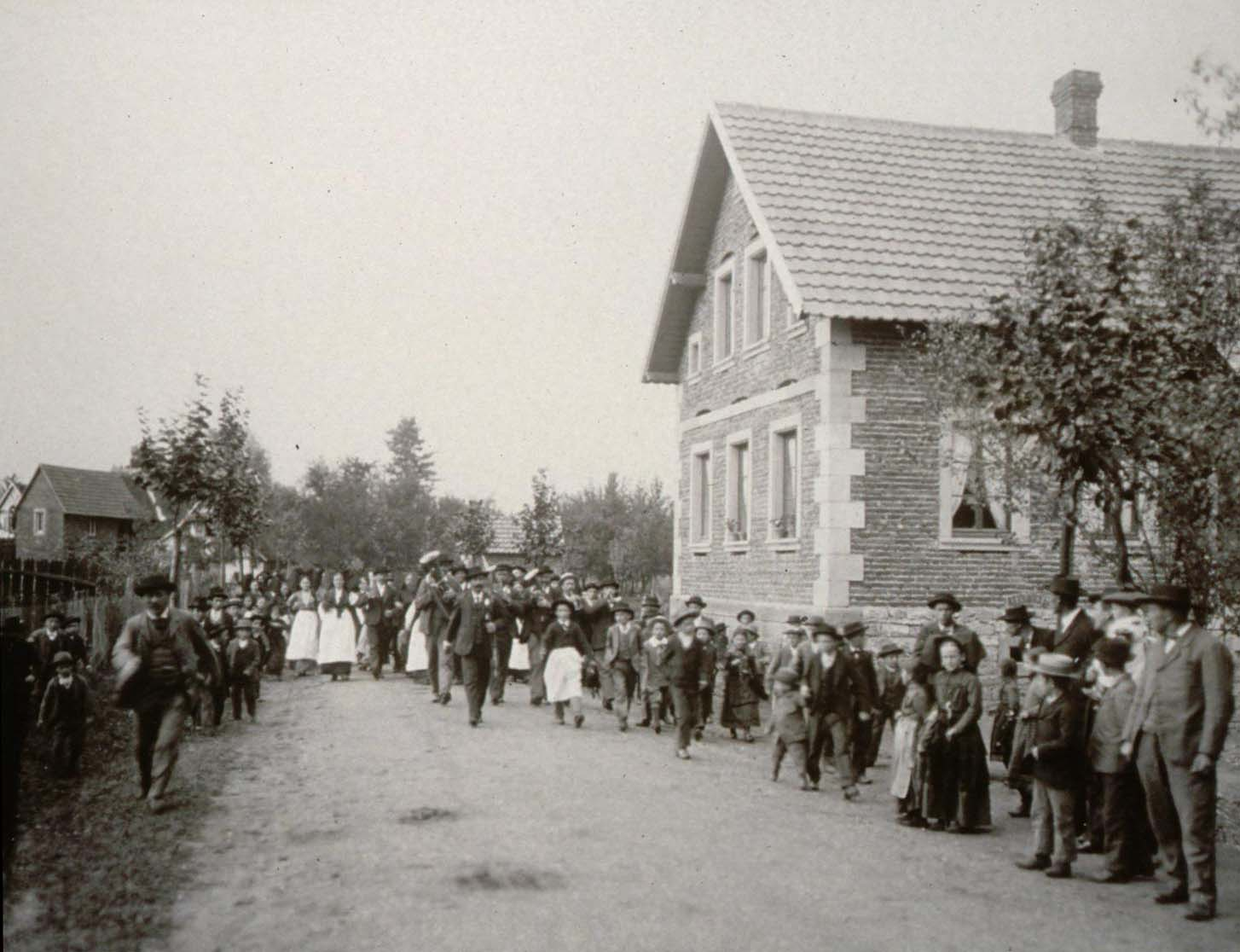
Défilé.
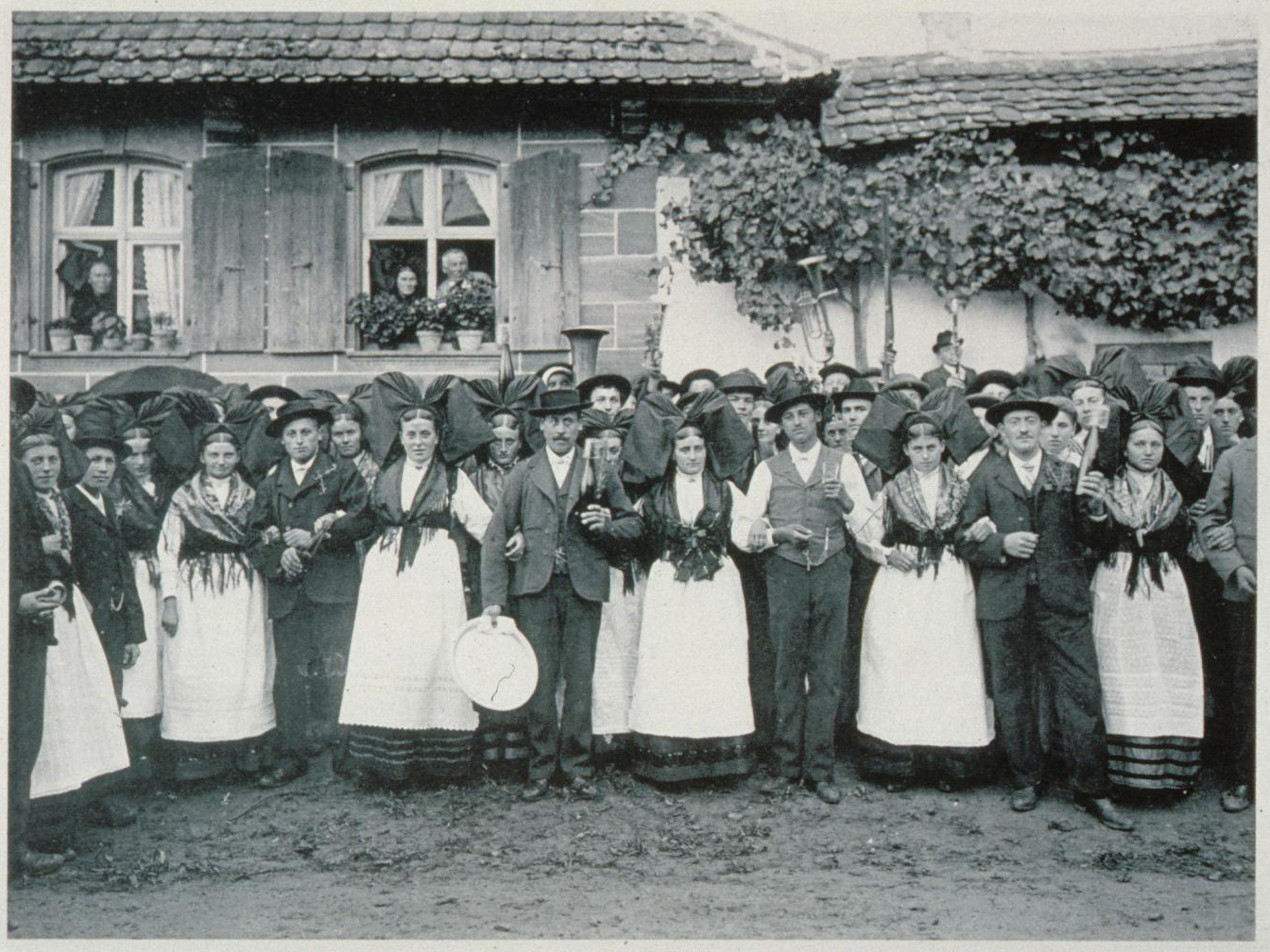
Réception chez le maire.
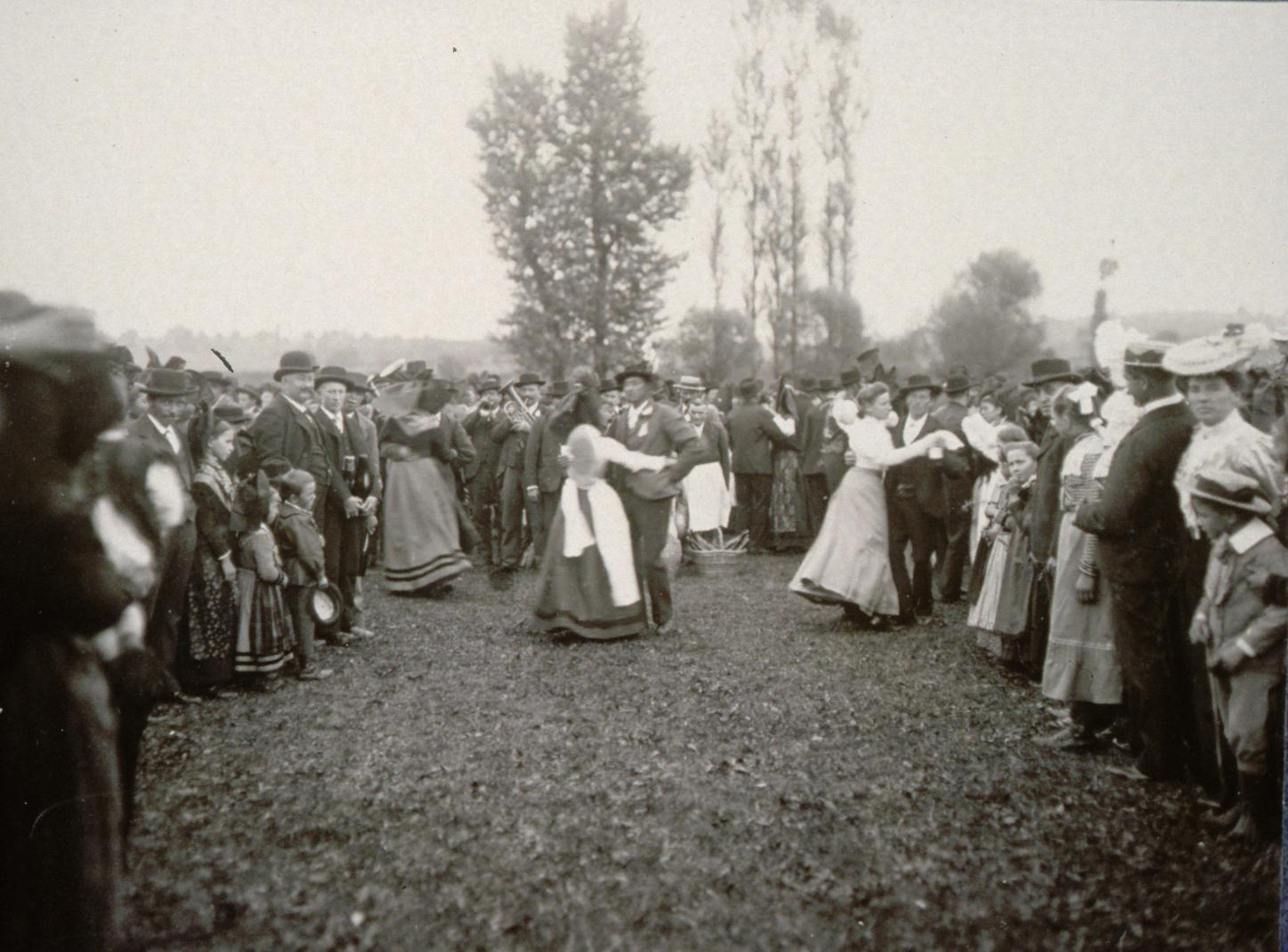
Danse.

#### Première Guerre mondiale

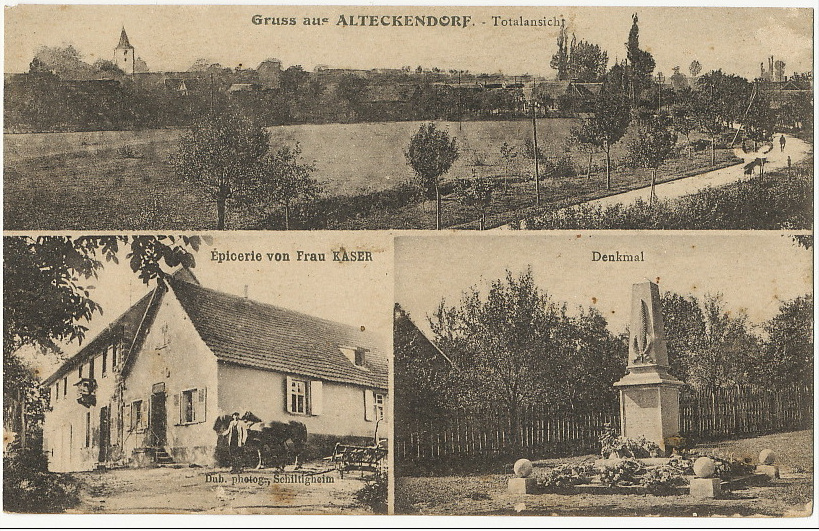
Alteckendorf vers 1921.

Lorsque éclate la Première Guerre mondiale, l'Alsace-Lorraine est allemande depuis le Traité de Francfort de 1871. Le 1er août 1914, l'ordre de mobilisation est placardé dans toutes les communes du Reich allemand. Tous les hommes nés entre 1869 et 1897 sont incorporés dans l'armée soit près de 220 000 soldats pour la seule Alsace-Lorraine. Entre 1914 et 1918, 166 jeunes hommes d'Alteckendorf sont enrôlés dans l'armée du Kaiser Guillaume II. Lors du conflit, dix-neuf d'entre eux sont tués ou portés disparus. Huit soldats sont morts sur le front russe, un au Maroc et neuf sur le front français. Pour soutenir l'effort de guerre, en 1917, trois des quatre cloches que possède le village sont déposées puis fondues. Une seule subsiste, à Altdorf, datée de 1879.
Après quatre années de guerre, l'Allemagne s'effondre. Le 21 novembre 1918, les troupes françaises du général Henri Lebocq entrent dans Hochfelden. Le lendemain 22 novembre, les Français entrent dans Strasbourg où le maréchal Philippe Pétain fait une entrée solennelle le 25 sous les vivats de la foule ; marquant par là le retour de l'Alsace à la France. Le 10 décembre 1919, le Bürgermeister (maire) d'Alteckendorf Johann Richert né en 1853 et en poste depuis 1893, démissionne de sa fonction du fait de son ignorance de la langue française. Son successeur, le maire Georges Luc Richert (1884-1949) reste en fonction jusqu'en 1940. Pour commémorer le souvenir des soldats tombés au front, un monument aux morts est inauguré en 1921 sous la forme sobre d'un petit obélisque. Deux ans plus tard, en 1923, les cloches fondues sont remplacées par de nouvelles.

Eckendorf en 1936
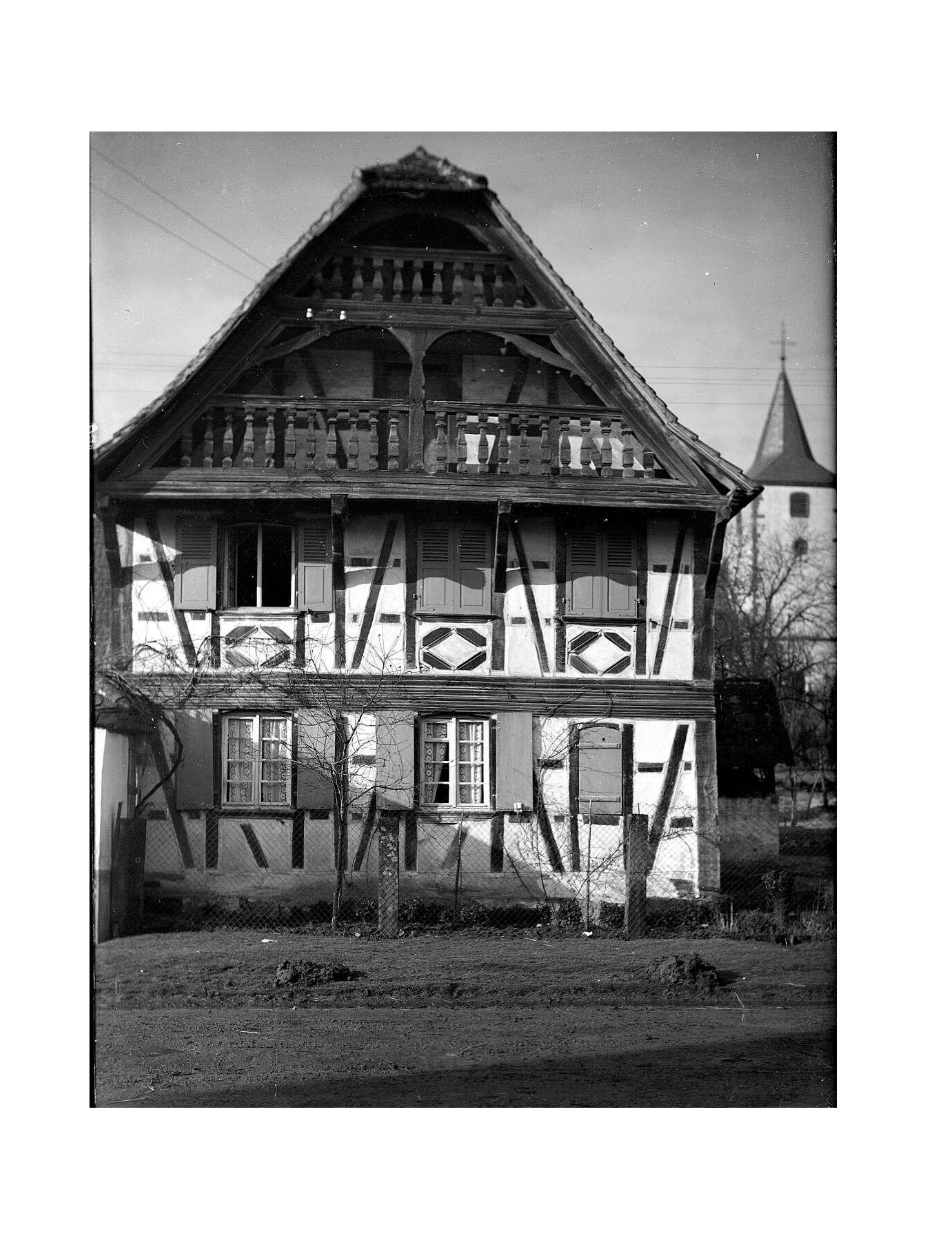
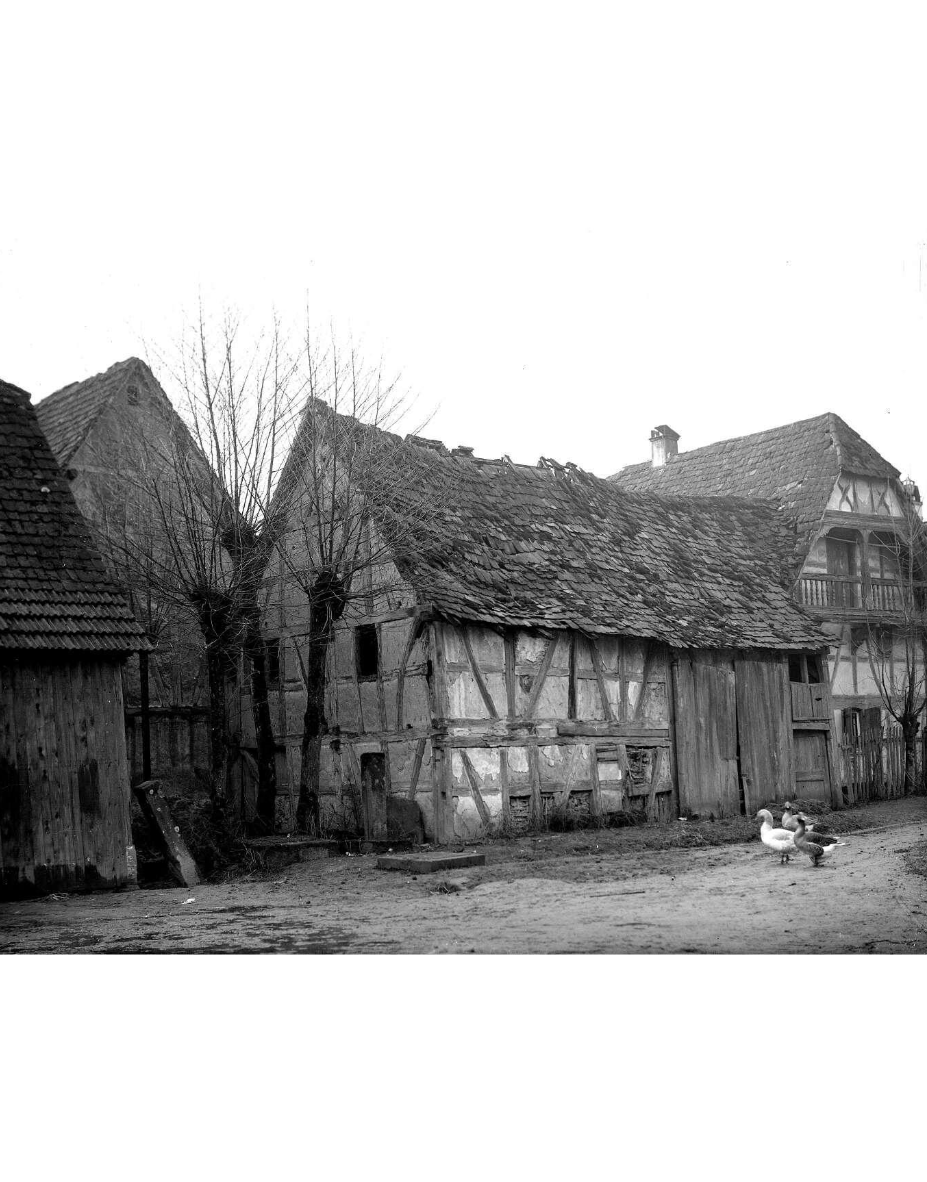
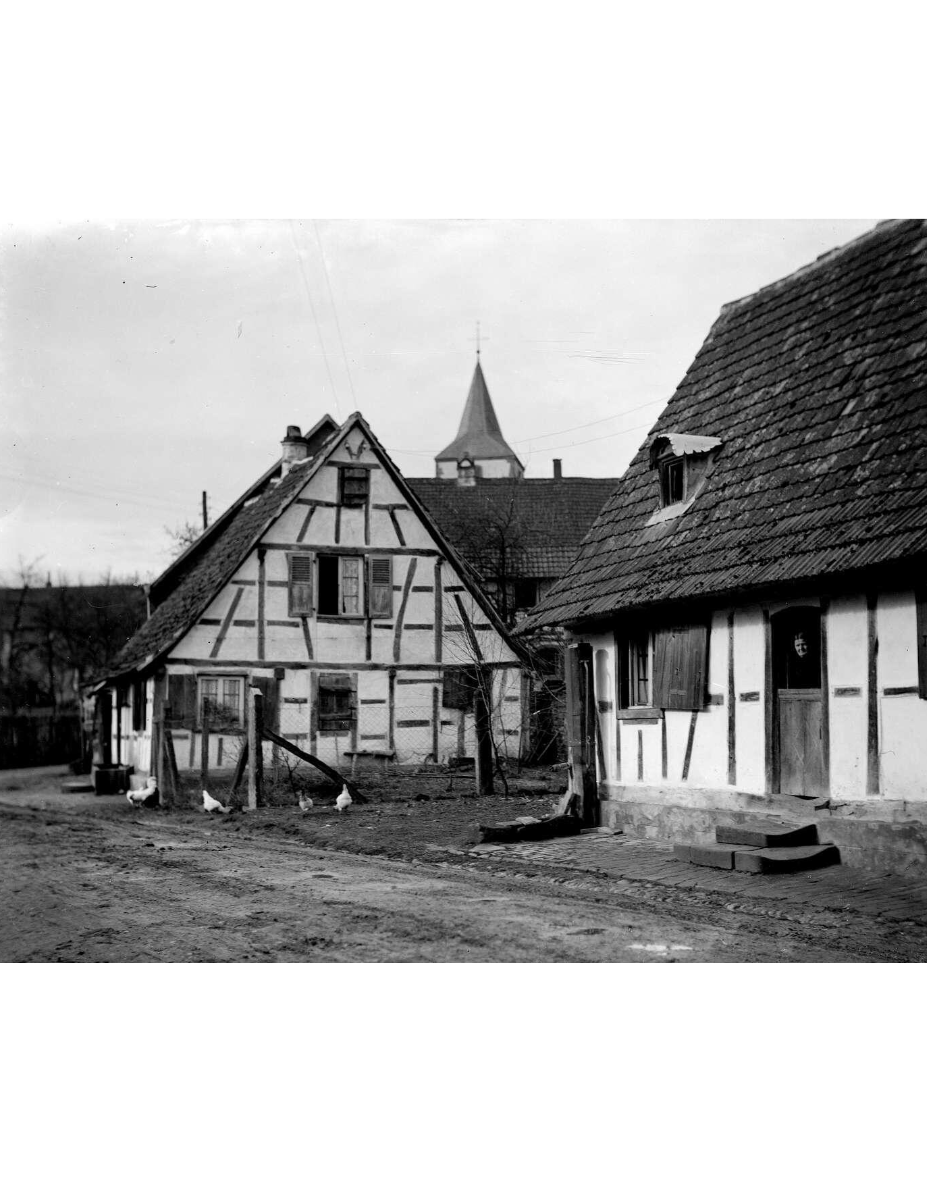
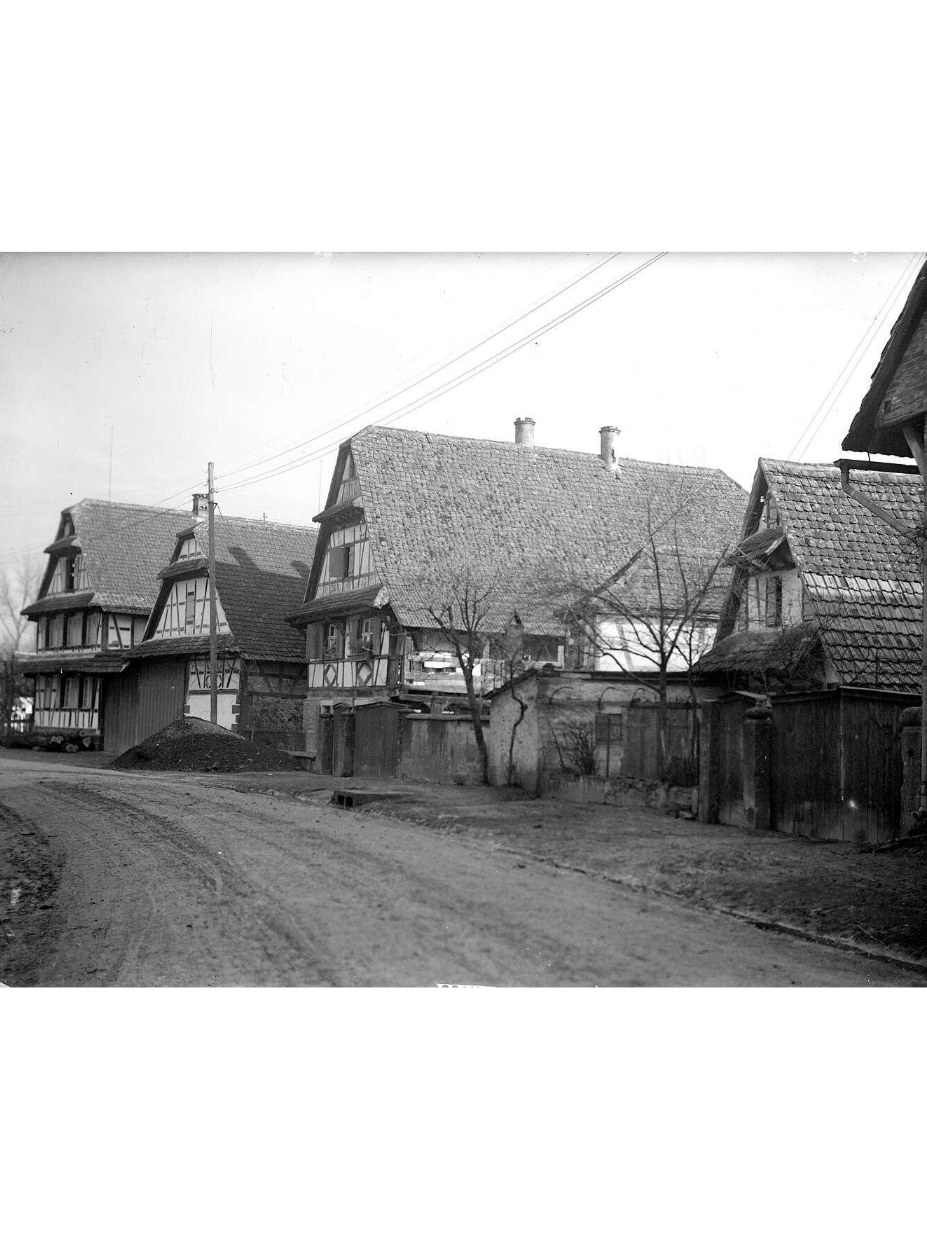
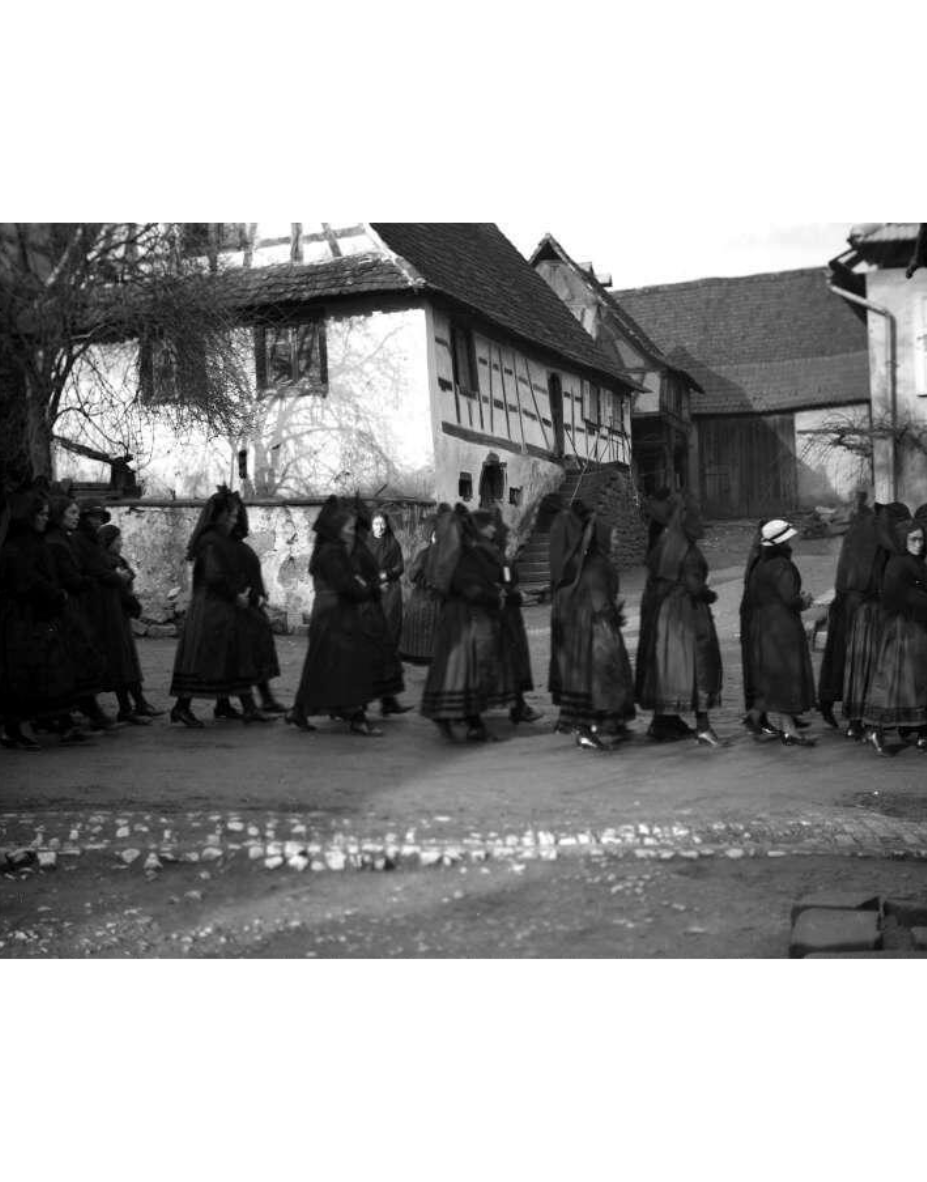

#### Seconde Guerre mondiale

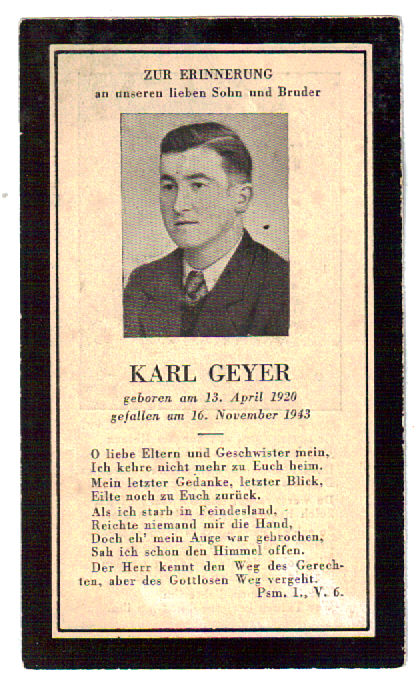
Carte souvenir d'un enrôlé de force dans la Wehrmacht et tombé sur le front russe.

Lors de la Seconde Guerre mondiale, en 1940, deux Alteckendorfois engagés sous l'uniforme français sont tués dans les combats contre les Allemands, l'un près de Seltz l'autre près de Rennes. Après l'effondrement de la France, l'Alsace et la Moselle sont, de fait, intégrés au Reich hitlérien. De suite, le maire francophile Georges Luc Richert est destitué par les autorités d'occupation Nazi. Il est remplacé jusqu'à la fin de la guerre par Michel Fuchs à la tête d'un conseil municipal pro-allemand. Le 25 août 1942, en mépris du droit international (l'Alsace n'est pas officiellement allemande), le Gauleiter Robert Wagner rend obligatoire la conscription des jeunes alsaciens dans la Wehrmacht. Environ 100 000 Alsaciens sont mobilisés. Soixante-huit Alteckendorfois sont ainsi enrôlés de force ; quarante-trois d'entre eux sont envoyés sur le front russe. Vingt de ces Malgré-nous sont tués ou sont portés disparus lors des combats.
Du point de vue des combats à Alteckendorf, on peut signaler les deux épisodes aériens de 1944. Le 21 septembre 1944, un train militaire allemand est attaqué et bombardé près de la gare par des avions alliés. Dix Allemands sont blessés et trois sont tués. Une semaine plus tard, le 28 septembre 1944 a lieu un combat aérien dans le ciel d'Alteckendorf, à faible altitude. Trois avions s'écrasent au sol vers Hochfelden, Issenhausen et Obermodern et une villageoise est blessée par balle à la cuisse.
Le 24 novembre 1944, le village est libéré par les forces terrestres américaines. Le conseil municipal mis en place par les nazis est dissout et le maire Georges Luc Richert, en poste dans l'entre-deux guerres, retrouve sa fonction jusqu'à son décès, à l'âge de 65 ans, le 2 novembre 1949.

#### Fin du monde agricole

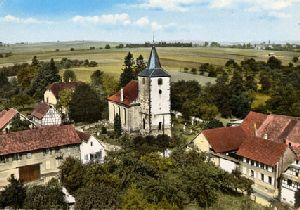
L'église d'Eckendorf vers 1950.

La première décennie du XXe siècle marque, pour Alteckendorf, l'apogée de sa population. En 1901, le village se voit peuplé par 786 personnes. En 1907, on compte 156 exploitations agricoles dont dix ont une superficie de moins de 50 ares. Quarante-huit exploitations ont des surfaces allant de 50 ares à 2 hectares, soixante de 2 à 5 hectares et trente-huit de 5 à 20 hectares. Ces chiffres montrent bien la petitesse des exploitations. Dans les années 1950, pour conserver un modeste revenu, ces exploitations se maintiennent dans la polyculture. Au sein d'une même exploitation la diversification est extrême : élevage d'une poignée de veaux et de porcelets, vente journalière de quelques litres de lait à la coopérative, récolte de tabac, de betteraves sucrières, de céréales, de pommes de terre, vendanges.
À la fin du siècle, en 1989, il ne reste plus que 26 exploitations, dont trois ont une superficie de moins de 5 hectares. Sept exploitations ont des surfaces allant de 4 à 10 hectares, sept de 10 à 20 hectares, six de 20 à 40 hectares et trois de plus de 40 hectares. En 1952, le Syndicat agricole local décide de construire au centre du village un bâtiment adapté à la collecte du lait. En 1953, cette laiterie accepte les livraisons de 150 sociétaires. En 1955, le bâtiment est vendue à la commune qui y installe à l'étage les locaux de la mairie ; le rez-de-chaussée restant consacré à la collecte. En 1980, 80 exploitants livrent encore leur production de lait. Dix ans plus tard, elle est fermée et remplacée par 3 réservoirs laitiers privés. Cette baisse du nombre des exploitations s'est accompagné d'un gros effort de mécanisation. En 1942, le premier tracteur fait son apparition. Cinquante ans plus tard, 65 tracteurs sont dénombrés ainsi que 7 moissonneuses-batteuses. En 2006, seuls 2,2 % des actifs d'Alteckendorf se consacrent encore à l'agriculture.

#### Rurbanisation du village

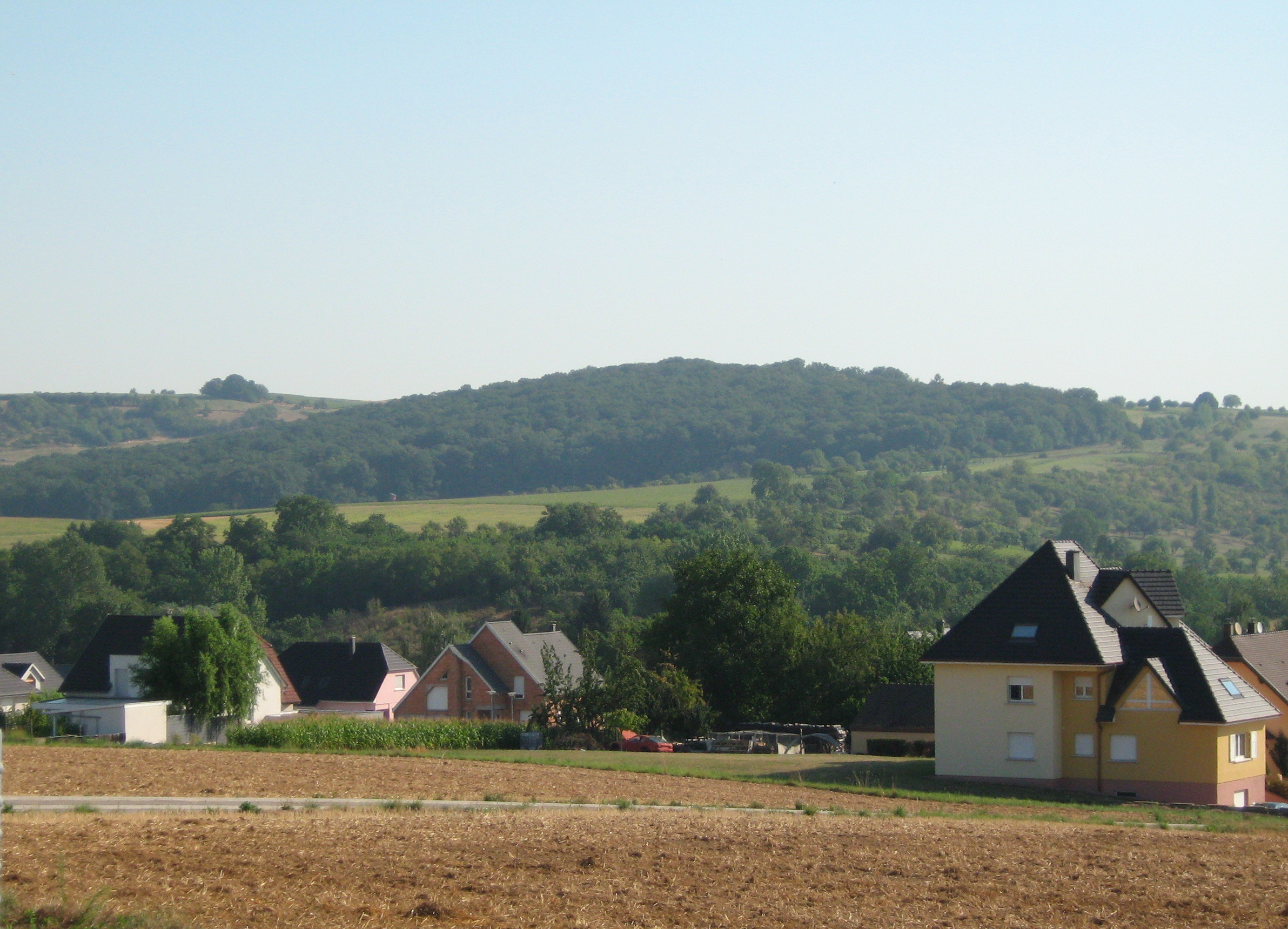
Vue sur la forêt d'Alteckendorf depuis le lotissement de la rue des Écoles en août 2015.

Après la guerre, le phénomène de la rurbanisation modifie profondément la vie des campagnes situées autour des grandes villes. Concrètement, il s'agit de l'introduction dans le milieu rural traditionnel des pratiques sociales et des activités jusqu'alors réservées aux habitants des villes. Ces pratiques sont apportées par de nouveaux résidents qui ont quitté les villes centres et leurs banlieues proches. Ce sont le plus souvent des ouvriers, des employés ou des cadres moyens. Ce fait se traduit dans le paysage par le développement de l'habitat pavillonnaire autour du noyau formé par l'ancien village. En 1957, la scolarisation des très jeunes enfants est rendue possible par la construction d'une école maternelle (rue des Écoles). La même année, le village est raccordé aux conduites de l'eau courante du Syndicat des Eaux de Hochfelden. L'éclairage public est rénové en 1973 et l'assainissement des eaux usées arrive en 1985, par le raccordement du tout à l'égout à la station d'épuration de Mommenheim. En 1987 est créé le premier lotissement. Le changement se manifeste aussi dans le développement de la pratique associative récréative. En 1983 est fondé le Football Club d'Alteckendorf (F.C.A.) et en 1984 sont aménagés un terrain de sport et une salle polyvalente. La même année est fondé le Club de Gymnastique d'Entretien (G.E.A) pour les adultes qui se double en 1988 par la création d'une section pour enfants. Plus tard, apparaissent d'autres activités (danse, country, chorale). Cette nouvelle attractivité du village se manifeste par l'augmentation de la population qui passe de 603 habitants en 1954 à 824 en 2012. Ce dernier chiffre est un maximum jamais enregistré depuis l'instauration des recensements à la fin du XVIIIe siècle, le précédent record étant de 786 habitants en 1901.

## Politique et administration

### Situation administrative
Depuis le 1er janvier 2015, Alteckendorf est rattachée à l'arrondissement de Saverne. La commune dépend de la septième circonscription du Bas-Rhin. Le député de cette circonscription est Patrick Hetzel candidat investi par l'UMP aux élections législatives françaises de 2012. Le 17 juin 2012, il remporte son mandat au second tour avec 57,21 % des suffrages exprimés, succédant ainsi au député sortant Émile Blessig.
Avant le redécoupage cantonal de 2014, Alteckendorf était l'une des 29 communes du canton de Hochfelden. Depuis lors, la commune dépend du canton de Bouxwiller (59 communes pour près de 48 000 habitants). Selon le principe de parité, deux conseillers départementaux - une femme, un homme - sont nécessairement issus des suffrages. À la suite des élections départementales des 22 et 29 mars 2015, les représentants auprès du conseil départemental du Bas-Rhin sont Marie-Paule Lehmann, maire de Scherlenheim et Étienne Burger, maire de Kuttolsheim (Les Républicains). Ces deux élus sont, respectivement, la conseillère sortante de l'ancien canton de Hochfelden et le conseiller sortant de l'ancien canton de Truchtersheim.

### Instances judiciaires et administratives
Dans le ressort de la Cour d'appel de Colmar, Alteckendorf relève du Tribunal d'instance et du Bureau foncier de Haguenau, de la Cour d'Assises du Bas-Rhin, du Tribunal pour enfants et du Tribunal de grande instance de Strasbourg, du Tribunal administratif de Strasbourg et de la Cour administrative d'appel de Nancy.
La commune se trouve dans la circonscription de gendarmerie de la communauté de brigades (COB) de Hochfelden - Truchtersheim.

### Intercommunalité

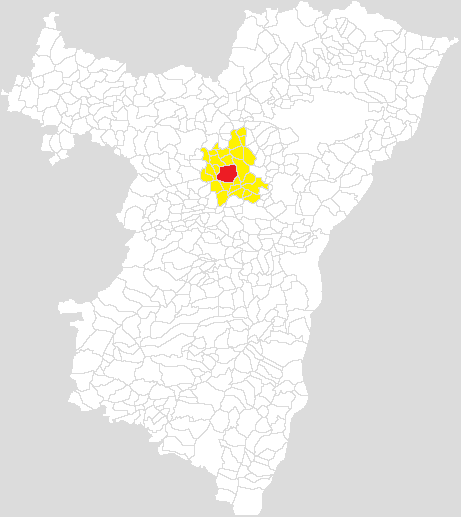
Situation de la C.C. du Pays de la Zorn (jaune), autour de Hochfelden (rouge) et au sein du Bas-Rhin (blanc).

Alteckendorf fait partie de la communauté de communes du Pays de la Zorn (CCPZ) qui regroupe en son sein vingt-six communes situées autour de Hochfelden. Depuis les élections municipales des 23 et 30 mars 2014, cette institution est présidée par Bernard Freud, maire de Wingersheim. Les deux délégués d'Alteckendorf pour cette structure intercommunale sont le maire Alain Hipp et le premier-adjoint André Hammann.
Parmi ses nombreuses compétences, la CCPZ gère les accueils de loisirs périscolaires de Hochfelden, de Schwindratzheim et de Wickersheim, la maison de l'enfance et le centre aquatique ATOO-O de Hochfelden, les deux terrains de football synthétiques d’Ettendorf et de Wingersheim, la collecte des ordures ménagères, de l’entretien des cours d’eau ou du développement touristique. Le siège administratif et les bureaux de la CCPZ se situent à Hochfelden, au 43 route de Strasbourg (Maison du Pays de la Zorn), à côté de la caserne de Gendarmerie.

### Tendances politiques

#### Élections présidentielles
Lors du second tour de l'élection présidentielle de 2007, Nicolas Sarkozy, UMP, élu, avait obtenu à Alteckendorf 75,16 % des suffrages et Ségolène Royal, PS, 24,84 % des suffrages ; le taux de participation était de 87,57 %.
Cinq ans plus tard, lors du second tour de l'élection présidentielle de 2012, François Hollande, PS, élu, avait recueilli 23,94 % des suffrages et Nicolas Sarkozy, UMP, 76,06 % des suffrages ; le taux de participation était de 83,47 %.

#### Élections municipales les plus récentes
Le nombre d'habitants étant compris entre 500 et 1 500, le nombre de membres du conseil municipal est de 15. Lors des élections municipales de 2008, les 15 conseillers municipaux (onze hommes, 4 femmes) ont été élus dès le premier tour ; le taux de participation était 86,54 %. Le maire sortant, Georges Harter est confirmé dans sa fonction.
Lors des élections municipales de 2014, deux listes concurrentes se sont présentés. Une liste est conduite par Georges Harter. Maire depuis 2001, il a donné sa démission en août 2012 après avoir été mis en minorité le 23 juillet 2012 ; le conseil municipal l'ayant désavoué au sujet d'un projet de construction d'une nouvelle salle polyvalente. L'autre liste est conduite par Alain Hipp, maire en remplacement depuis cette date. Après une vive campagne électorale, les 15 conseillers municipaux (11 hommes, 4 femmes) ont été élus dès le premier tour ; le taux de participation était de 89,15 %. Tous les colistiers du maire sortant Alain Hipp ont été élus.

### Blason communal

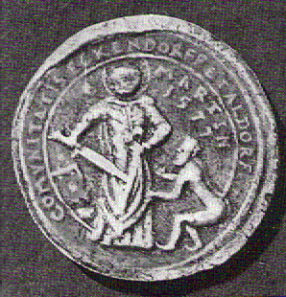
Sceau de 1577.
Blason municipal.
Blason simplifié mais non utilisé.

En 1577, les communautés villageoises d'Eckendorff et d'Aldorff se voient attribuer un sceau ainsi décrit en langage héraldique allemand : Sankt Martin zu fuss, seinen Mantel teilend, mit dem Armen nackt am Rande des Weges sitzend zur eine Seite, und Kirchlein mit Augen Gottes auf einem Hügel zur anderen Seite, das ganze in Gold auf blauem Grund. Ce sceau est actuellement conservé à Bouxwiller.
L'Armorial de Louis XIV, reprend ce sceau et indique, en langage héraldique français, pour les communautés d'Oberaltorff et Exquendorff:  D'azur, à un Saint Martin, coupant la moitié de son manteau pour le donner à un pauvre assis à sénestre, le saint adextré en pointe d'une église posée sur un monticule, le tout d'or.
Cependant, la commission héraldique créée par le préfet du Bas-Rhin en 1946 a modifié ce blason en le simplifiant : D'or à la chape de Saint Martin d'azur. Toutefois la municipalité, n'ayant pas connaissance de ces travaux, utilise jusqu'à la fin des années 1980 un blason représentant une pomme à l'envers inspiré d'une borne communale. Après avoir pris connaissance de l'existence du sceau de 1577, la municipalité décide d'adopter un blason inspiré par celui-ci. De ce fait, le blason simplifié créé par la commission héraldique n'a jamais été en usage.

### Finances locales
Cette sous-section présente la situation des finances communales d'Alteckendorf.
Pour l'exercice 2014, le compte administratif du budget municipal d'Alteckendorf s'établit à 928 000 € en dépenses et à 1 431 000 € en recettes.
La section de fonctionnement se répartit en 208 000 € de charges (260 € par habitant) pour 420 000 € de produits (527 € par habitant) soit un solde de la section de fonctionnement de 213 000 € (266 € par habitant).
- les principaux pôles de dépenses de fonctionnement sont des achats et charges externes[Note 13] pour 97 000 € et les charges de personnels pour 60 000 €.
- la plus grande part des recettes est constituée par les impôts locaux pour 181 000 € et par la dotation globale de fonctionnement (DGF)[Note 14] pour 112 000 €.

Les taux des taxes ci-dessous ont été votés par la municipalité d'Alteckendorf :
- la taxe d'habitation : 14,43 % ; produit à 146 000 €
- la taxe foncière sur le bâti : 8,19 % ; produit à 53 000 €
- celle sur le non bâti : 47,25 % ; produit à 21 000 €.

La section investissement se répartit en emplois et ressources. Les emplois d'investissement en 2014 sont constitués par :
- des dépenses d'équipement pour un montant de 720 000 €, soit 902 € par habitant, ratio bien supérieur à la valeur moyenne pour les communes de la même strate (333 € par habitant).

Les ressources en investissement d'Alteckendorf se répartissent principalement en :
- fonds de Compensation pour la TVA pour un montant de 46 000 €, soit 58 € par habitant, ratio supérieur à la valeur moyenne pour les communes de la même strate (42 € par habitant).
- subventions reçues pour 252 000 €, soit 316 € par habitant, ratio supérieur à la valeur moyenne pour les communes de la même strate (80 € par habitant).

L'endettement d'Alteckendorf au 31 décembre 2014 peut s'évaluer à partir de trois critères : l'encours de la dette, l'annuité de la dette et sa capacité de désendettement.
- l'encours de la dette est de 4 000 € (5 € par habitant), ratio remarquablement inférieur à la valeur moyenne de la strate (703 € par habitant).
- l'annuité de la dette se monte à 0 € par habitant, ratio inférieur à la valeur moyenne pour les communes de la même strate (104 € par habitant).
- la capacité d'autofinancement (CAF) de la commune est de 213 000 € (266 € par habitant), ratio supérieur à la valeur moyenne pour les communes de la même strate (188 € par habitant). En 2014, la capacité de désendettement est d'environ 0,02 années. Pour les communes de la même strate, ce ratio est environ égal à 3,7 années.

| Évolution de l'endettement (en milliers d’€) : |

| Évolution des dépenses d’équipement (en milliers d’€) : |

## Population et société

### Démographie
Les habitants sont nommés les Alteckendorfois.

#### Évolution démographique
L'évolution du nombre d'habitants est connue à travers les recensements de la population effectués dans la commune depuis 1793. Pour les communes de moins de 10 000 habitants, une enquête de recensement portant sur toute la population est réalisée tous les cinq ans, les populations de référence des années intermédiaires étant quant à elles estimées par interpolation ou extrapolation. Pour la commune, le premier recensement exhaustif entrant dans le cadre du nouveau dispositif a été réalisé en 2008.

En 2022, la commune comptait 858 habitants, en évolution de −2,94 % par rapport à 2016 (Bas-Rhin : +3,17 %, France hors Mayotte : +2,11 %).
| 1793 | 1800 | 1806 | 1821 | 1831 | 1836 | 1841 | 1846 | 1851 |
| ---- | ---- | ---- | ---- | ---- | ---- | ---- | ---- | ---- |
| 531  | 588  | 624  | 701  | 732  | 777  | 770  | 757  | 758  |

| 1856 | 1861 | 1866 | 1871 | 1875 | 1880 | 1885 | 1890 | 1895 |
| ---- | ---- | ---- | ---- | ---- | ---- | ---- | ---- | ---- |
| 712  | 734  | 760  | 747  | 730  | 745  | 739  | 735  | 757  |

| 1900 | 1905 | 1910 | 1921 | 1926 | 1931 | 1936 | 1946 | 1954 |
| ---- | ---- | ---- | ---- | ---- | ---- | ---- | ---- | ---- |
| 786  | 776  | 767  | 675  | 646  | 670  | 653  | 637  | 603  |

| 1962 | 1968 | 1975 | 1982 | 1990 | 1999 | 2006 | 2008 | 2013 |
| ---- | ---- | ---- | ---- | ---- | ---- | ---- | ---- | ---- |
| 619  | 618  | 648  | 661  | 705  | 746  | 739  | 737  | 861  |

| 2018 | 2022 | - | - | - | - | - | - | - |
| ---- | ---- | - | - | - | - | - | - | - |
| 852  | 858  | - | - | - | - | - | - | - |

Selon les données du recensement de 1999, les cinq communes les plus peuplées du pays de la Zorn sont Hochfelden, Schwindratzheim, Wingersheim, Alteckendorf et Ettendorf. En 2006, avec ses 739 habitants, Alteckendorf descend à la cinquième place et se voit devancer par Ettendorf. Cette dernière, entre 1999 à 2006, a vu sa population augmenter de 97 habitants pour passer de 700 à 797 habitants. Durant cette même période Alteckendorf a perdu sept habitants pour passer de 746 à 739 habitants. Au recensement de 2012, Alteckendorf regagne sa quatrième place avec 824 habitants contre 795 pour Ettendorf.
En 2013, après l'achèvement de deux lotissements, la population d'Alteckendorf atteint les 854 habitants.

#### Pyramide des âges
En 2018, le taux de personnes d'un âge inférieur à 30 ans s'élève à 30,8 %, soit en dessous de la moyenne départementale (35,9 %). À l'inverse, le taux de personnes d'âge supérieur à 60 ans est de 24,6 % la même année, alors qu'il est de 24,5 % au niveau départemental.
En 2018, la commune comptait 436 hommes pour 416 femmes, soit un taux de 51,17 % d'hommes, largement supérieur au taux départemental (48,64 %).
Les pyramides des âges de la commune et du département s'établissent comme suit.
| Hommes | Classe d’âge | Femmes |
| ------ | ------------ | ------ |
| 0,5    | 90 ou +      | 1,9    |
| 6,9    | 75-89 ans    | 8,7    |
| 15,6   | 60-74 ans    | 15,9   |
| 25,2   | 45-59 ans    | 24,5   |
| 19,0   | 30-44 ans    | 20,2   |
| 13,5   | 15-29 ans    | 9,6    |
| 19,3   | 0-14 ans     | 19,2   |

| Hommes | Classe d’âge | Femmes |
| ------ | ------------ | ------ |
| 0,6    | 90 ou +      | 1,6    |
| 6,6    | 75-89 ans    | 8,7    |
| 16,2   | 60-74 ans    | 16,7   |
| 20,7   | 45-59 ans    | 20     |
| 19     | 30-44 ans    | 18,8   |
| 19,5   | 15-29 ans    | 18,5   |
| 17,5   | 0-14 ans     | 15,7   |

### Enseignement
La commune d'Alteckendorf est rattachée à l'académie de Strasbourg. Cette académie fait partie de la zone B pour son calendrier de vacances scolaires.
Depuis 1983, les communes de Minversheim et d'Alteckendorf se sont associées en regroupement pédagogique intercommunal (RPI) pour offrir aux élèves des classes maternelles et primaires un meilleur cadre éducatif mais aussi pour éviter des fermetures de classes. Auparavant, un regroupement avait été tenté avec le proche village d'Ettendorf. Le projet a cependant échoué face à la différence confessionnelle soulevée par quelques parents d'élèves de cette localité. En effet, ce dernier village est à majorité catholique tandis qu'Alteckendorf l'est à majorité luthérienne (en Alsace-Moselle, l'enseignement religieux est encore pratiqué durant une heure hebdomadaire). Plus heureusement, cette différence n'a pas rebuté les édiles de Minversheim, où là aussi, la croyance catholique est pratiquée.
Les élèves vont ensuite au collège Gustave-Doré de Hochfelden. Pour poursuivre leurs études en lycée, les jeunes Alteckendorfois se rendent principalement à Bouxwiller ou à Saverne.

### Vie culturelle et sportive

#### Vie associative
En 2014, l'offre associative pour un village de moins de 900 habitants s'est montrée assez diversifiée.
- L’Amicale du Corps de sapeurs-pompiers. Le corps local, créé en 1888, est regroupé avec celui d'Ettendorf depuis le 23 octobre 2008 (18 pompiers dont 12 de la localité).
- Le Syndicat des Arboriculteurs d'Alteckendorf et environs a été créé vers 1899 par l'instituteur Valentin Huss en réponse à l'érosion des sols et au fléau du phylloxéra. L'association propose des excursions, des commandes d'arbres fruitiers, des cours de taille et de greffage ainsi que des sorties de reconnaissance aux insectes nuisibles et aux maladies spécifiques comme la sharka[186].
- La société de musique Alsatia, fondée le 9 décembre 1925 (19 membres).
- Le Football Club d'Alteckendorf (FCA), créé le 2 décembre 1983 (35 licenciés seniors pour la saison 2008-2009), l'équipe première évoluant en troisième division départementale.
- Le club de Gymnastique d'entretien d'Alteckendorf (GEA), fondé en juillet 1984 (une trentaine de membres).
- Le club La Fleur de l'Âge, anciennement Club du troisième âge.
- Le Country Club Black Angels (une trentaine de membres).
- La chorale paroissiale créée en 1995 sous l'impulsion de la pasteure Sybille Stohrer (une quinzaine de chanteurs).
- Le club Les Frissons de la danse, créé en 2001 (70 membres)[187].

#### Équipements culturels et sportifs
La Salle polyvalente est en fonction depuis 1984. Il s'agit de l'ancienne gare SNCF qui est devenue la propriété de la commune en 1982. Ce bâtiment est composé de deux salles, une grande et une petite, louées aux associations et aux particuliers lors de leurs manifestations festives ou culturelles. La gestion de ce lieu est assurée par l'Association Sport et Loisirs d'Alteckendorf (ASLA) qui fédère en son sein toutes les associations locales.
Le stade municipal ou grand terrain de football a été inauguré le 27 juin 1987. Il est la propriété de la commune mais le petit stade situé à l'arrière de ce dernier est la propriété du Football Club d'Alteckendorf. Un nouveau club house financé par la municipalité a été inauguré en 2014.
La salle multifonctionnelle (ancienne école primaire) est réservée aux associations. Lors des élections, ce lieu sert de bureau de vote.

### Santé et services d'urgence
Un médecin généraliste réside à Alteckendorf. Les pharmacies les plus proches se trouvent à Schwindratzheim, Hochfelden et Mommenheim. Quant aux hôpitaux, ils sont situés à Saverne - Centre hospitalier Sainte-Catherine (391 places), Haguenau - Centre hospitalier (432 places) et Strasbourg - Hôpital Civil (1 088 places) et Hôpital de Hautepierre (1 018 places).
Alteckendorf dispose sur son territoire communal d'un centre d'incendie et secours (section d'Alteckendorf-Ettendorf) composé d'une douzaine de sapeurs-pompiers. En 2013, 27 sorties ont été effectuées dont 17 assistances à personnes en danger, 7 destructions de nids de guêpe et 1 capture de chien. En 2014, les sorties ont été plus nombreuses. Sur un total de 37 interventions, on a compté 22 assistances à personnes en danger, 1 accident de circulation, 1 feu de cheminée, 11 destructions de nids de guêpe et 2 captures d'animaux.

### Médias
Le quotidien régional des Dernières Nouvelles d'Alsace, dans son édition de Saverne, consacre de temps à autre quelques articles à l’actualité communale ; Atout Zorn est le magazine de la Communauté de communes du Pays de la Zorn et Alt'échos est depuis mai 2008 le bulletin d'information distribué par la commune d'Alteckendorf.
Dans le domaine des médias audiovisuels, deux chaînes de télévision sont accessibles aux habitants d'Alteckendorf et relaient les informations locales : France 3 Alsace et Zorn TV (via Numéricable). Parmi les nombreuses stations de radio disponibles, on peut citer France Bleu Alsace basée à Strasbourg, plus spécialement consacrée à la musique et aux informations locales alsaciennes.

### Cultes

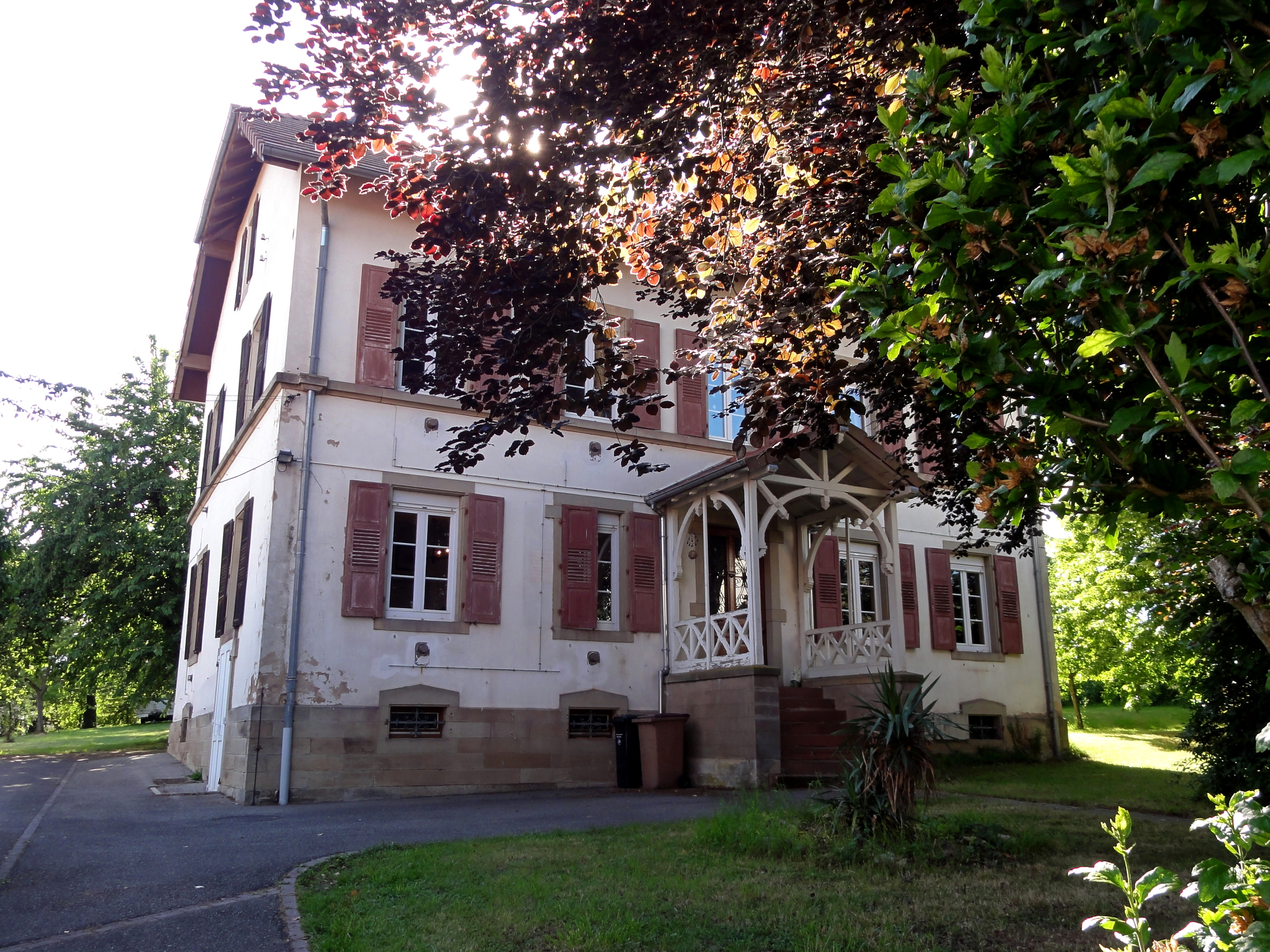
Le presbytère luthérien en 2014.

De par son histoire, Alteckendorf est un village majoritairement protestant. Le village est passé au luthéranisme en 1545 comme tout le comté de Hanau-Lichtenberg mais le premier pasteur n'a été nommé qu'en 1547. Depuis les années 1970, ce fait luthérien est tempéré par la désaffection des fidèles, par la création d'une nouvelle Église évangélique libre et l'arrivée de nouveaux habitants de confession catholique. Ces derniers sont rattachés à la Communauté de paroisses du doyenné de Hochfelden via la paroisse de Minversheim.

#### Paroisse luthérienne
Coordonnées : 48° 47′ 19″ N, 7° 35′ 56″ E
Ayant deux églises à sa disposition, le culte est célébré un dimanche sur deux à Altdorf, en alternance avec Eckendorf. Le presbytère est situé à l'arrière de l'église d'Eckendorf.
La paroisse luthérienne d'Alteckendorf fait partie du Consistoire de Schwindratzheim et dépend de l'inspection de Bouxwiller ; elle est membre de l'Église protestante de la Confession d'Augsbourg d'Alsace et de Lorraine (EPCAAL) qui compte environ 200 000 membres, 235 paroisses et 260 pasteurs (dont 25 % de femmes et 75 % d'hommes). Comme toutes les anciennes communautés religieuses d'Alsace-Moselle, l'EPCAAL vit sous le régime des Articles organiques qui ont été promulgués par Napoléon Ier en 1802. Les pasteurs sont donc assimilés à des fonctionnaires, ils sont nommés et rémunérés par l'État. Près d'une quarantaine de pasteurs se sont succédé à Alteckendorf depuis l'introduction de la Réforme dont trois femmes.

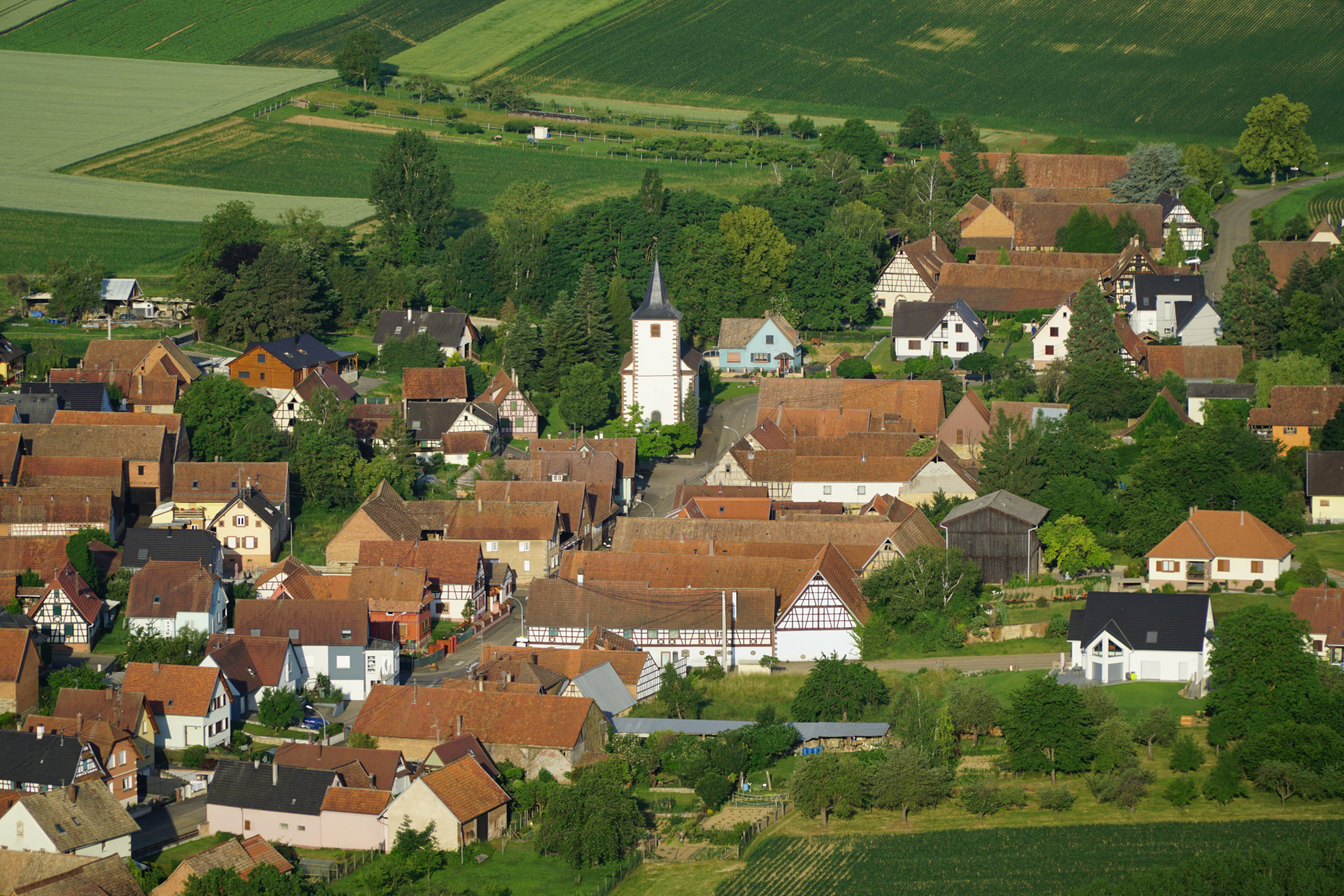
Eglise d'Altdorf (haut du village)
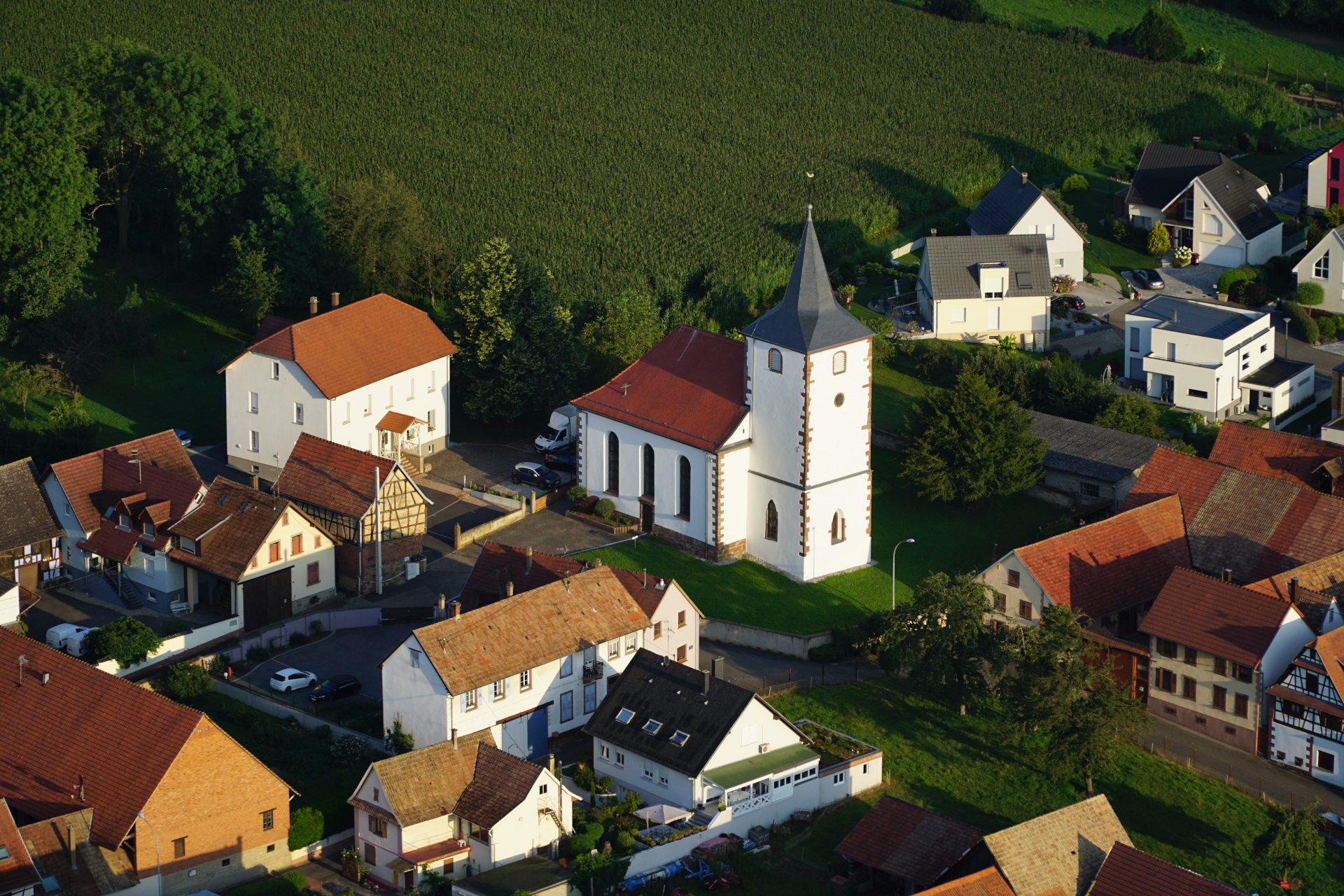
Eglise d'Eckendorf (bas du village)

#### Église évangélique d'Alteckendorf
Coordonnées : 48° 47′ 16″ N, 7° 35′ 58″ E

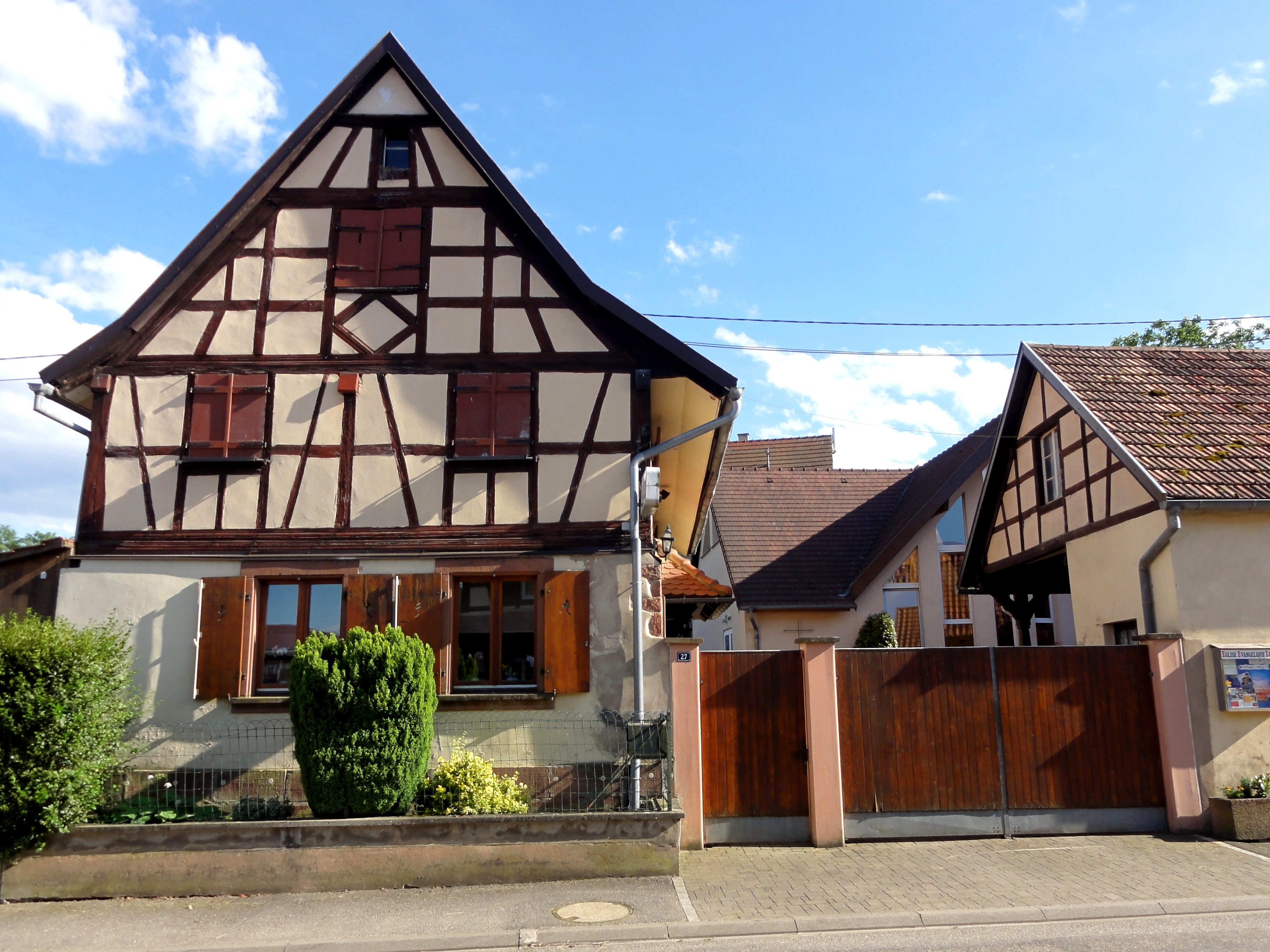
Les locaux de l'Église évangélique.

L'origine de cette Église évangélique remonte à 1965 quand le Suisse Nicolas Kessely, étudiant à l’Institut Biblique de Chrishona à Bâle, commence un travail d'évangélisation auprès des jeunes d'Alsace. Cinq ans plus tard, en 1970, il s’installe dans une ancienne ferme sise à Eckendorf. De là, il organise des soirées de discussions bibliques dans divers lieux des environs dont des dancings. Lors de ces soirées, des dizaines de jeunes se retrouvent pour étudier la Bible, prier et partager entre eux leurs expériences religieuses. En 1974, pour répondre à l’attente spirituelle de ces croyants, il est décidé de se constituer en Église ; « L’Église Évangélique d’Alteckendorf » est créée. En 1980, l’Église est enregistrée comme association cultuelle et adhère à la Fédération évangélique de France. En 1983, la grange de la ferme d'Eckendorf est transformée en local pour les réunions. Onze ans plus tard, en 1994, face au succès, ce local est devenu trop petit. Une nouvelle salle de culte, moderne, spacieuse et confortable, est alors construite. En 1996, l'association culturelle – VIADUC – est fondée pour mieux encadrer le travail avec les jeunes,.

## Économie

### Revenus et fiscalité
En 2012, les habitants d'Alteckendorf déclarent des revenus annuels de 2 178 € par mois pour un foyer fiscal moyen, soit 26 136 € par an et par foyer, ce qui place la commune au 9 477e rang parmi les 31 886 communes de plus de 49 ménages en métropole.

### Activité économique
Le tableau ci-dessous détaille le nombre d'entreprises implantées à Alteckendorf en 2012, selon leur secteur d'activité et le nombre de leurs salariés :
|                                                              | Total | %     | 0 salarié | 1 à 9 salariés | 10 à 19 salariés | 20 à 49 salariés | 50 salariés ou plus |
| ------------------------------------------------------------ | ----- | ----- | --------- | -------------- | ---------------- | ---------------- | ------------------- |
| Ensemble                                                     | 55    | 100,0 | 47        | 6              | 2                | 0                | 0                   |
| Agriculture, sylviculture et pêche                           | 15    | 27,3  | 15        | 0              | 0                | 0                | 0                   |
| Industrie                                                    | 3     | 5,5   | 2         | 0              | 1                | 0                | 0                   |
| Construction                                                 | 3     | 5,5   | 1         | 2              | 0                | 0                | 0                   |
| Commerce, transports, services divers                        | 29    | 52,7  | 26        | 2              | 1                | 0                | 0                   |
| dont commerce et réparation automobile                       | 6     | 10,9  | 6         | 6              | 0                | 0                | 0                   |
| Administration publique, enseignement, santé, action sociale | 5     | 9,1   | 3         | 2              | 1                | 0                | 0                   |
| Champ : ensemble des activités.                              |       |       |           |                |                  |                  |                     |

Sur les 55 entreprises implantées à Alteckendorf en 2012, quarante-sept ne font appel à aucun salarié, six comptent 1 à 9 salariés et deux emploient entre 10 et 19 personnes.
En 2013, six entreprises ont été créées à Alteckendorf, une dans le secteur de la construction et cinq dans le secteur du commerce, du transport et des services divers. La commune est située dans un triangle formé par les villes de Strasbourg, Haguenau et Saverne, qui sont les principaux bassins d'emploi du département du Bas-Rhin. Sur les 410 actifs de la commune, 41 travaillent dans le village et 347 dans une autre commune du département.

### Emploi
Les deux tableaux ci-dessous présentent les chiffres-clés de l'emploi à Alteckendorf et leur évolution sur les six dernières années :
|                               | année 2007 | année 2013 |
| ----------------------------- | ---------- | ---------- |
| Population de 15 à 64 ans     | 489        | 530        |
| Actifs (en %)                 | 76,4       | 82,3       |
| dont :                        |            |            |
| Actifs ayant un emploi (en %) | 71,1       | 76,7       |
| Chômeurs (en %)               | 5,3        | 5,6        |

|                                      | année 2007 | année 2012 |
| ------------------------------------ | ---------- | ---------- |
| Nombre d'emplois dans la zone        | 75         | 76         |
| Indicateur de concentration d'emploi | 21,5       | 18,5       |

Sur six ans, la population active d'Alteckendorf a augmenté passant de 489 à 530 individus. Le taux d'emploi de cette population active est stable ; le chômage n'ayant que modérément augmenté. Si le nombre d'emplois dans la zone est resté stable (76 postes), le nombre d'actifs a progressé, ce qui entraîne mathématiquement une diminution de l'indicateur de concentration d'emploi soit 18,5 emplois proposés pour 100 actifs. Ce faible chiffre montre la vocation résidentielle de la commune. En 2012, les actifs résidant à Alteckendorf travaillent en majorité en dehors la commune (90,0 %), soit neuf actifs sur dix, majoritairement dans une autre commune du département du Bas-Rhin (84,8 %). Ils ne sont que 5,1 % à travailler hors du département.
|                             | Agriculteurs | Artisans, commerçants, chefs d'entreprise | Cadres, professions intellectuelles | Professions intermédiaires | Employés | Ouvriers |
| --------------------------- | ------------ | ----------------------------------------- | ----------------------------------- | -------------------------- | -------- | -------- |
| Alteckendorf                | 2,2 %        | 4,4 %                                     | 7,89 %                              | 21,1 %                     | 25,6 %   | 38,9 %   |
| Moyenne nationale           | 2,4 %        | 6,4 %                                     | 12,1 %                              | 22,1 %                     | 29,9 %   | 27,1 %   |
| Sources des données : INSEE |              |                                           |                                     |                            |          |          |

### Agriculture
Le tableau ci-dessous présente les principales caractéristiques des exploitations agricoles d'Alteckendorf, observées sur une période de 22 ans :
|                                           | 1988 | 2000 | 2010 |
| ----------------------------------------- | ---- | ---- | ---- |
| Nombre d’exploitations                    | 49   | 26   | 10   |
| Équivalent Unité de travail annuel        | 42   | 17   | 10   |
| Surface Agricole Utile (SAU) (ha)         | 570  | 476  | 405  |
| Cheptel (UGBTA)                           | 696  | 432  | 406  |
| Terres labourables (ha)                   | 423  | 418  | 347  |
| Superficie moyenne des exploitations (ha) | 11,6 | 18,3 | 40,5 |

La superficie agricole utilisée à Alteckendorf représente 405 ha en 2010. L'examen des données présentées révèle qu'au cours des vingt-deux dernières années, le nombre d'exploitations a été divisé par cinq, passant de 49 à 10 ; l'agriculture procure de moins en moins d'emplois sur la commune, les exploitations agricoles étant dans leur presque totalité des structures sans salarié ; le cheptel a fortement diminué sur la période, même s'il s'est stabilisé sur la dernière décennie ; la taille des exploitations a quadruplé. L'agriculture alteckendorfoise s'est détournée de l'élevage des vaches laitières mais est restée tournée vers les céréales (233 ha en 2010) et la culture de maïs (132 ha en 2010).

### Industrie, BTP, commerce et services
Après la fermeture du Restaurant de la Gare, entre 1978 et 2009, il n'y avait plus de restaurant à Alteckendorf. Depuis 2009, est ouvert l'établissement S'Rebstoeckel situé dans la rue Principale. Plus récemment, depuis le 1er août 2014 s'est ouvert le magasin S'Dorfladel, un dépôt de pain, filiale de la boulangerie Pain de la laiterie de Ringendorf. L'agriculture est devenue marginale en termes d'actifs avec 2,2 % de la population active sur une quinzaine d'exploitations).
La principale entreprise villageoise est la carrosserie industrielle de poids-lourds Mathis fondée en 1959 et située rue de Pfaffenhoffen (vers Ettendorf). Son activité se diversifie dans l'élaboration de camion-grue, de camion à plateaux, de camion-benne, de camion-fourgon et de camion PLSC (bâches coulissantes).
Depuis trois décennies, la société Brenner est spécialisée dans les travaux de charpente (six employés) et plus spécialement dans les travaux de restauration de maisons à colombages par la réalisation d'ossature et ce, en suivant les principes ancestraux de la construction en bois.
Existent aussi dans le secteur du bâtiment, un carreleur, un couvreur-zingueur, un menuisier-ébéniste, un architecte, un serrurier. Depuis 1973, un vitrier d'art de renommée régionale est installé sur la commune. Il est récompensé, entre-autres, par un Bretzel d'or.

## Culture locale et patrimoine

### Lieux et monuments

#### Patrimoine religieux

##### Église luthérienne d'Eckendorf
Coordonnées : 48° 47′ 20″ N, 7° 35′ 57″ E
Avant l'introduction de la Réforme protestante en 1545, l'église luthérienne d'Eckendorf est dédiée à saint Arbogast ; un ermite du VIIe siècle nommé évêque de Strasbourg. La partie la plus ancienne est la tour-chœur de style roman qui pourrait remonter au XIVe siècle pour ses deux niveaux inférieurs. Le chœur est décoré avec des fresques de la Passion du Christ restaurées avec fantaisie au début du XXe siècle par l'artiste Heinrich Ebel de Fegersheim. Les deux derniers niveaux du clocher ont été ajoutés au XVIIIe siècle après la reconstruction de la nef en 1765. La clef de voûte du chœur porte la date de 1667 indiquant peut-être la date de travaux de restauration. Le cimetière entourant l'édifice est désaffecté depuis 1926 et transformé en pelouse depuis les années 1980.

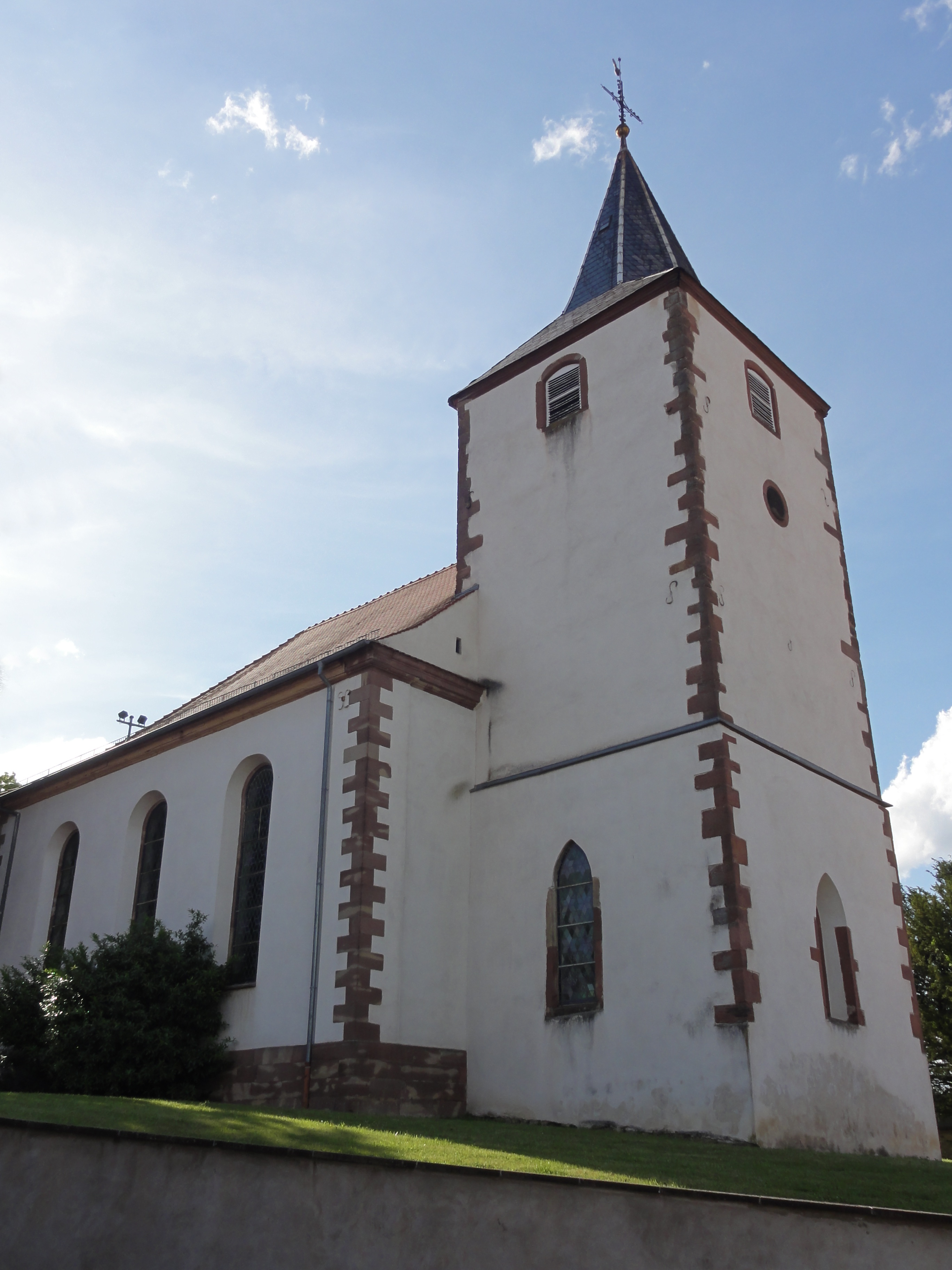
Église luthérienne Saint-Arbogast d'Eckendorf.
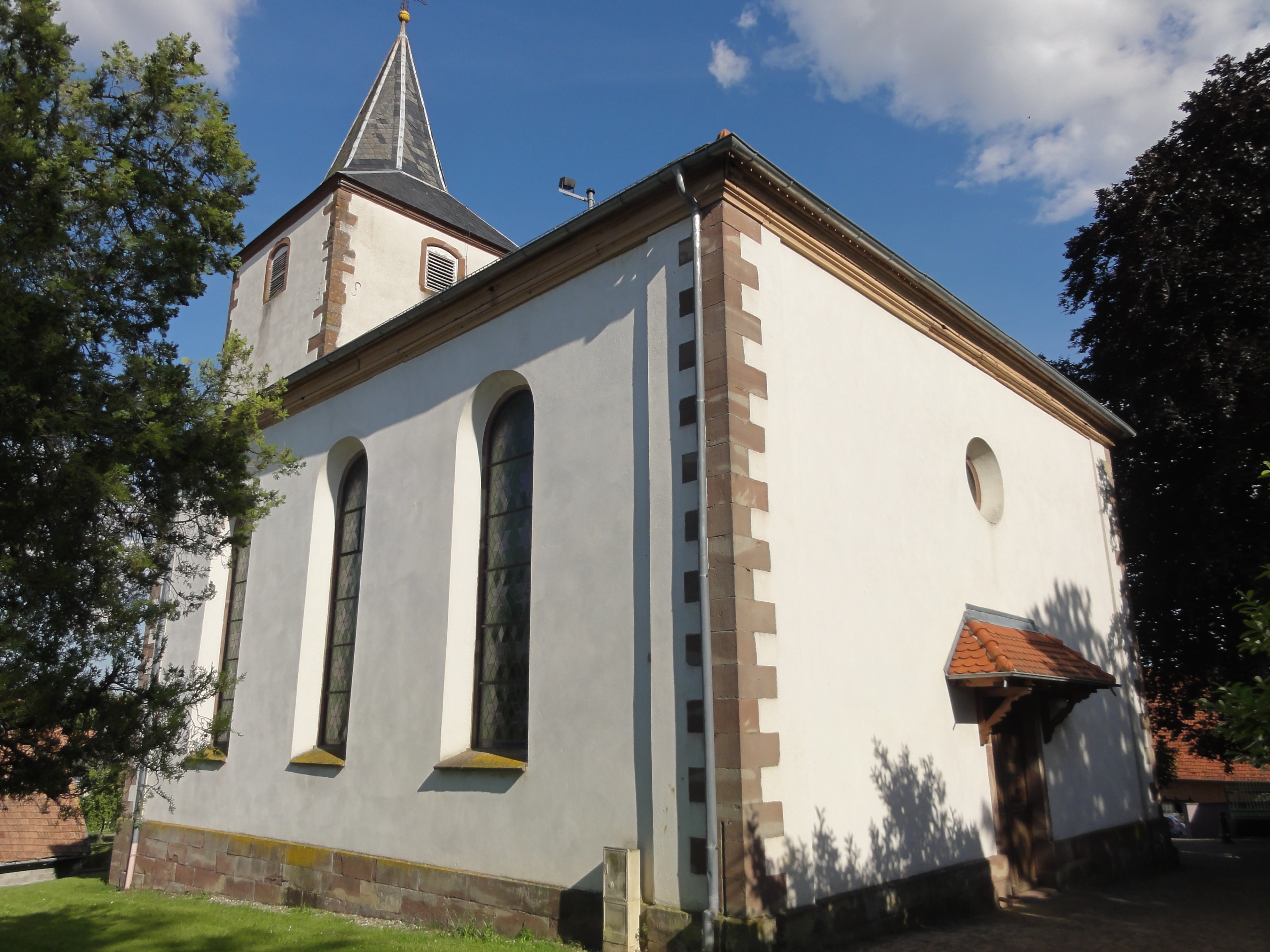
Nef et portail.
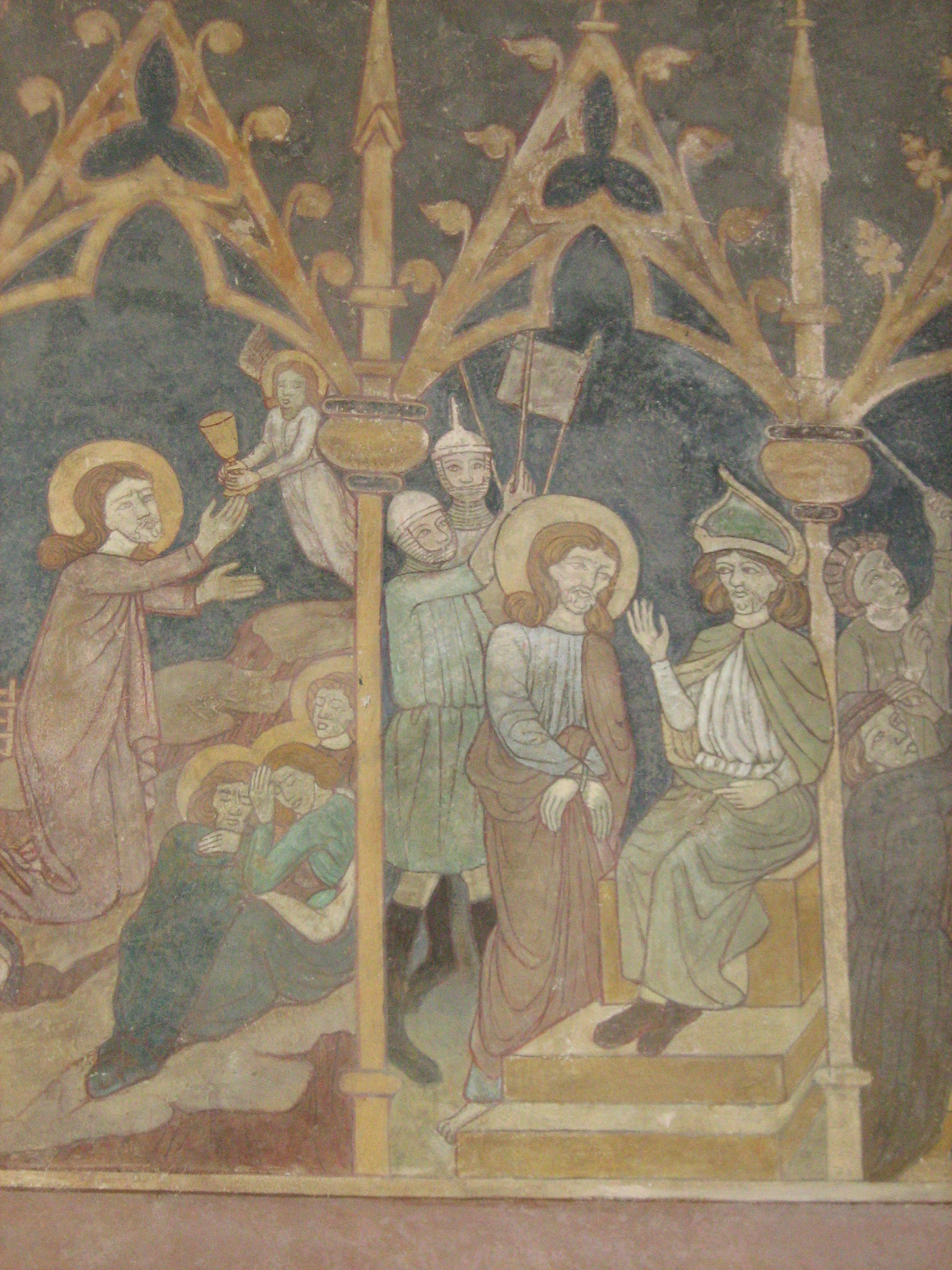
Fresque de la Passion.

##### Église luthérienne d'Altdorf
Coordonnées : 48° 47′ 38″ N, 7° 35′ 12″ E
Anciennement dédiée à saint Martin de Tours, l'église d'Altdorf a entièrement été reconstruite en 1775 d'après des plans de Charles Christiani, inspecteur des ponts et chaussées de la Basse-Alsace. Il ne subsiste aucune trace de l'ancienne église. Le bâtiment voisin du chœur, indiqué sur le plan cadastral de 1828, et qui abritait le corps de garde a lui aussi été détruit. Le pourtour de l'église, cimetière communal avant 1926, a été réaménagé en pelouse. En 1976, lors d'une campagne de restauration, les peintures polychromes d'origines de la balustrade de la tribune ont été redécouvertes et remis en valeur par l'entreprise Goetz de Brumath. Le style est d'art populaire alsacien avec des tons gris, jaune et bleu en harmonie avec les marbrures jaunes des cinq colonnes supportant la tribune. L'autel en bois, polychrome lui aussi et daté de 1776, présente une image naïve d'une brebis, au corps trop allongé par rapport à ses membres, tenant un étendard. Le vitrail de la tour-chœur représente Jésus-Christ en résurrection. Le Christ est debout, drapé de rouge. Il sort de son tombeau dans une nuée, il bénit de la main droite et tient une bannière dans la main gauche.

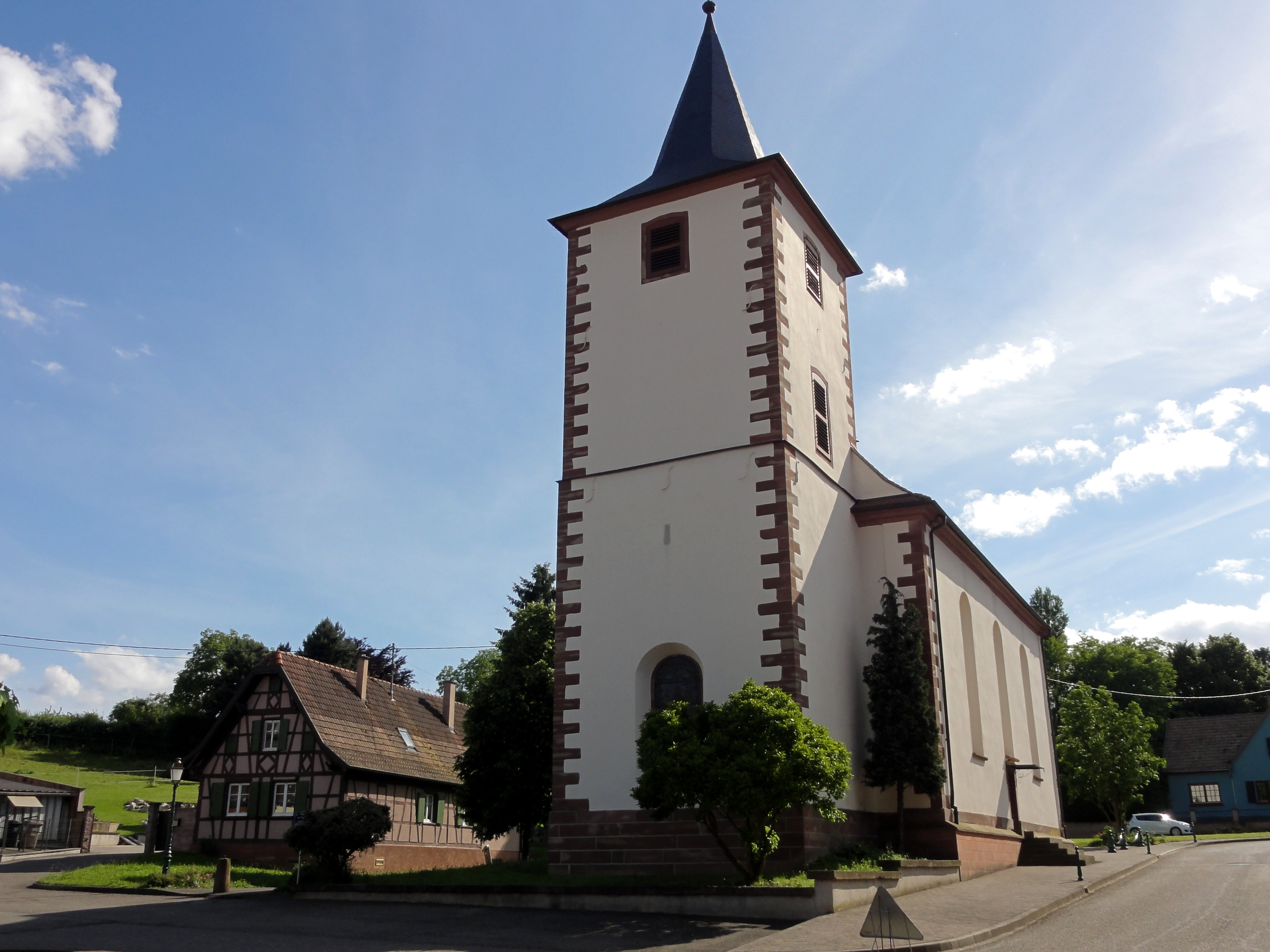
Église luthérienne d'Altdorf.
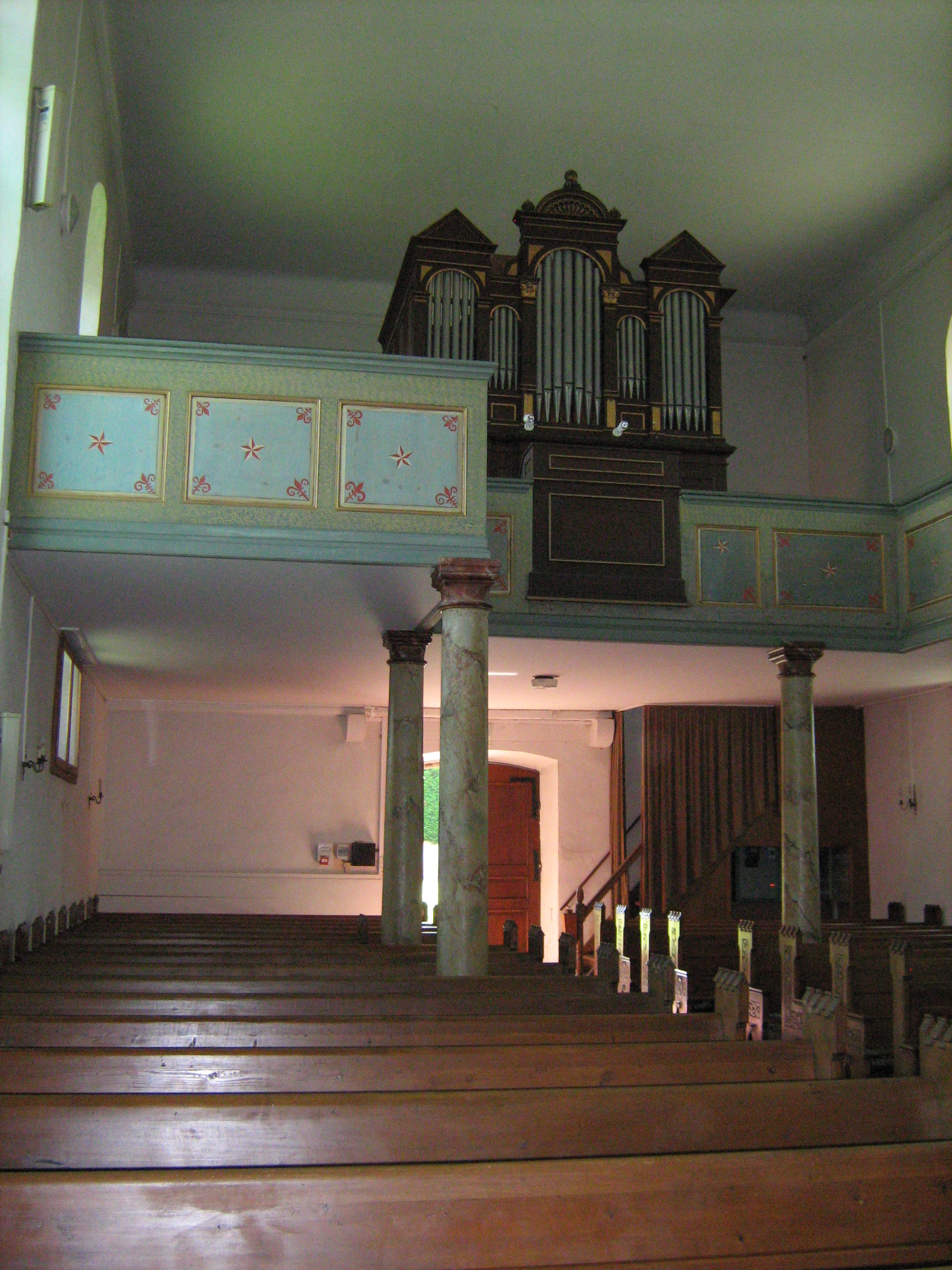
Vue intérieure.
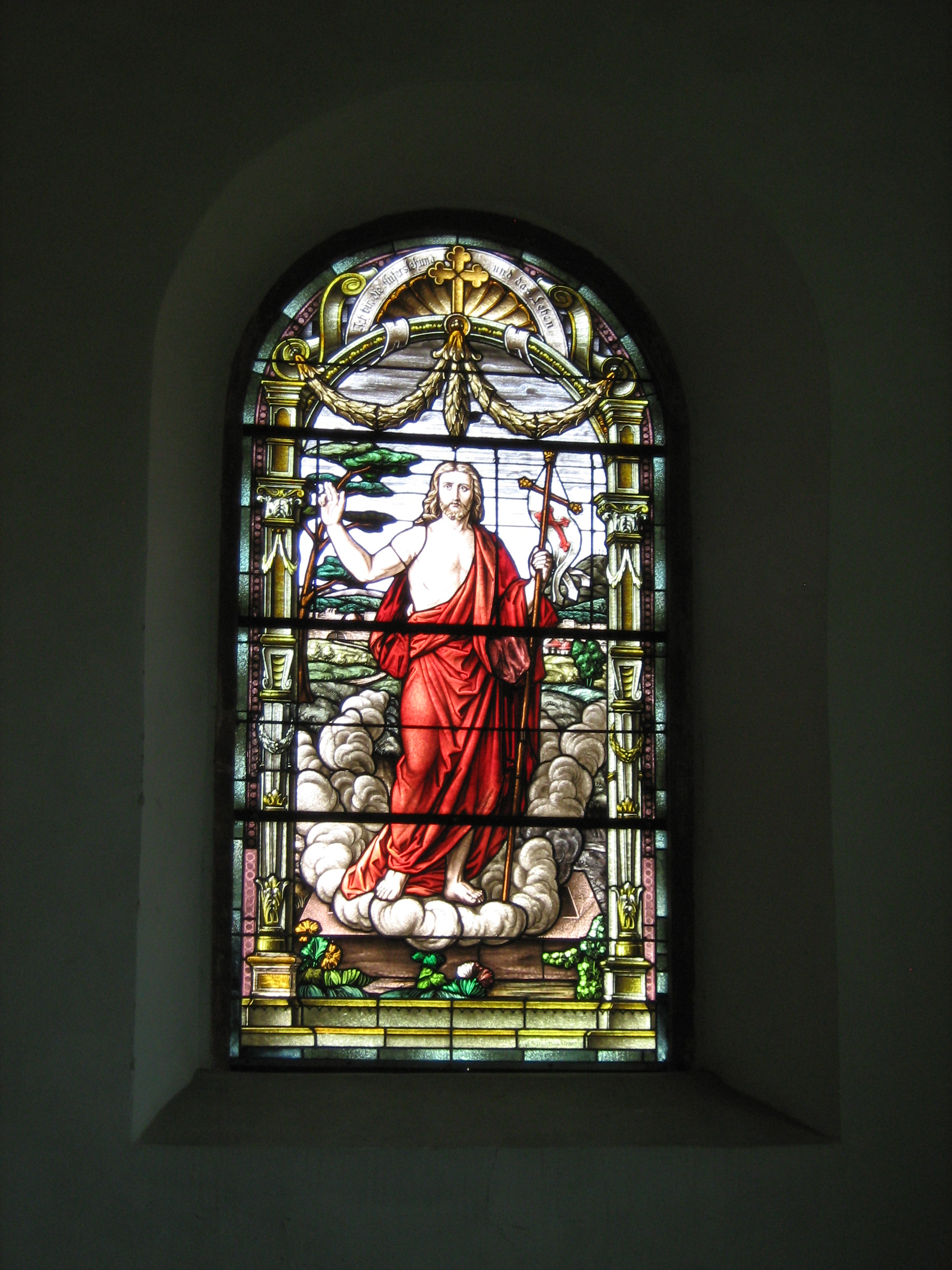
Vitrail du chœur.

##### Orgues
Sur les 7 000 orgues que compte la France, près d'un quart se trouve en Alsace-Moselle dont 770 instruments pour le seul Bas-Rhin. Alteckendorf ne déroge pas à ce fait culturel. En 1846, la maison Stiehr-Mockers installe deux instruments à Alteckendorf pour un coût de 1 500 Francs, un dans chacune des églises. Le matériel utilisé est d'occasion et provient d'un instrument, à l'origine, installé à Phalsbourg et réalisé en 1789 par le facteur Sébastien Kraemer. De cet instrument très délabré, 12 jeux d'orgue sont installés à Eckendorf et 19 à Altdorf. Les deux instruments nécessitent déjà une réparation en 1873 (à 315 Marks par le facteur H. Coulen). En 1898, le même problème se pose encore une fois. En 1899, pour un montant de 4 522 Marks, la maison des frères Link de Giengen an der Brenz (Wurtemberg) pose à Eckendorf un orgue à 13 jeux. Le buffet en sapin, de style néo-roman, est constitué de trois tourelles. En 1907, la même maison installe à Aldorf un orgue assez similaire au premier ; même taille, même structure, même prix (4 450 Marks) avec, là aussi, un buffet de style néo-roman à trois tourelles en sapin mais rehaussé de dorures. En 1917, les tuyaux métalliques sont réquisitionnés pour soutenir l'effort de guerre allemand, de même en 1943. Du fait de ces prélèvements et de l'usure normale, plusieurs rénovations et dépoussiérages ont été financés (1928, 1954, 1966, 1984, 1991, 1998),,.

#### Vestiges médiévaux
Au nord du village, à flanc de colline, subsistent les vestiges - un talus et un fossé - d'une petite enceinte fortifiée. Faute des sources écrites et de recherches archéologiques, on ne dispose pas de renseignements quant à l'ancienneté, aux propriétaires et au rôle de cette fortification. Son souvenir est conservé par le lieu-dit cadastral Auf der Burg « sur le château fort ».

### Pratiques linguistiques

#### Dialecte alsacien
Sur le plan culturel, la seconde moitié du XXe siècle se caractérise par la diffusion de la langue française dans le village et plus largement dans l'ensemble de la population alsacienne et mosellane. Selon le recensement de 1910, à peine 3,8 % de la population de la Basse Alsace est francophone. Depuis le traumatisme de l'occupation nazie de 1940-1945, la langue allemande et le dialecte alsacien sont en net recul. En 1946, les dialectophones représentent 90,8 % de la population alsacienne et encore 84,7 % en 1962. En 2002, l'INSEE estime que 39 % des adultes parlent encore l'alsacien. Dans ce contexte de recul, seul un tiers des enfants scolarisés dans les années 1980 sont encore dialectophones. À Alteckendorf, la municipalité a marqué l'attachement à la langue régionale par deux décisions symboliques ; en 2005, par l'apposition de plaques de rues bilingues français-alsacien et en 2014 par la mise en place de cours d'alsacien pour les jeunes enfants dans le cadre des activités extra-scolaires.
Dans les conversations en français d'Alsace, outre les spécificités de l'accent alsacien (non distinction entre le p et le b, le ch et le j, le d et le t), la syntaxe est fréquemment bousculée par celle de l'allemand. Parmi les autres tendances lourdes figurent l'inversion entre le prénom et le nom (Muller Michel), l'usage fréquent d'abréviations pour les noms de localités (Alteck', Schwin', Boux', Truch', Stras'), et l'emprunt de mots à la langue alsacienne (Bredele, Flammekueche, Kelsch, Stub, Messti).

#### Sobriquets
Témoins de l'antagonisme qui opposait, jadis, les différents villages, tous les Alsaciens sont affublés d'un ou plusieurs sobriquets. Amusants, insolites voire agressifs, ils sont le révélateur de l'imagination populaire. Une riche collection de sobriquets a été récoltée et publiée en 1927 par Hans Lienhart (1858-1928), natif de Duntzenheim :
- les habitants d'Altdorf se moquent de ceux d'Eckendorf en les nommant d'Briechler, ceux du marécage ;
- à Minversheim, le surnom est Sürmelichblotzer, les baratteurs de lait caillé ;
- à Ringendorf, on se moque d'Alteckendorf en disant du village : Alteckendorf im Nëwwelsdaal, Alteckendorf dans la vallée brumeuse ;
- Söïkewwel : auge à cochons ;
- Rambelli (signification inconnue).

### Personnalités liées à la commune
- Jacques Matter (1791-1864), né à Alteckendorf, fils de l'un des premiers maires de cette commune. Pédagogue, philosophe et historien. Ses dons pour les études ont été remarqués par le pasteur local de l'époque, Jean Frédéric Schneider[222].
- Thimothée Guillaume Roehrich, né le 16 juin 1802 (27 prairial an X) à Alteckendorf, décédé à Strasbourg le 26 juin 1860. Pasteur au temple Saint-Guillaume à Strasbourg, il a publié en quatre volumes une Histoire de la Réforme en Alsace. Fils du pasteur d'Alteckendorf, Jacques Christian Roehrich, en poste entre 1795 et 1802[223].

## Pour approfondir

#### Histoire et géographie
- (fr): Walter Bodmer, L'immigration suisse dans le comté de Hanau-Lichtenberg au XVIIe siècle, Strasbourg, Editions Heintz, 1930, 135 p. (lire en ligne).
- (fr): Georges Bischoff, La guerre des Paysans : L'Alsace et la révolution du Bundshuh 1493-1525, Strasbourg, La Nuée Bleue, 2010, 488 p. (ISBN 978-2-7165-0755-4)
- (fr): Jean-Michel Boehler, Une société rurale en milieu rhénan : La paysannerie de la plaine d'Alsace, Strasbourg, Presses Universitaires de Strasbourg, 1995, 2222 p. (ISBN 2-86820-139-3).
- (fr + de) Collectif et Alphonse Wollbrett (dir.), « La Guerre des Paysans 1525 », Pays d'Alsace, Saverne, SHASE, no 93,‎ 1975 (ISSN 0245-8411)
- (fr): Collectif et Alphonse Wollbrett (dir.), « Le canton de Bouxwiller », Pays d'Alsace, Saverne, SHASE, no 103bis,‎ 1978 (ISSN 0245-8411)
- (fr + de) Collectif et Henri Heintz (dir.), « Le comté de Hanau-Lichtenberg », Pays d'Alsace, Saverne, SHASE, nos 111-112,‎ 1980 (ISSN 0245-8411)
- (fr): Collectif, Histoire de l'Alsace rurale, Paris - Strasbourg, Librairie Istra, 1983, 512 p.
- (de + fr) Collectif, Alteckendorf, deux clochers, un village, Strasbourg, Editions Coprur, 1991, 224 p. (ISBN 2-903297-45-2).
- (fr + de) Jean Haubenestel, L'Oncle d'Amérique : Sur les traces des émigrés de la région de Saverne, 1999, 142 p. (ISBN 295097631X)
- (fr) A. Humm et A. Wollbrett, Villages disparus d'Alsace, Saverne, SHASE, 1962 (ISSN 0245-8411)
- (fr): Étienne Juillard, La vie rurale en Basse-Alsace, Strasbourg, Presses Universitaires de Strasbourg, 1953 (réimpr. 1992), 585 p. (ISBN 2-86820-816-9).
- (fr): Jean-Paul Kaminské, Alteckendorf (Oberaltdorf et Eckendorf) : Registres paroissiaux protestants. Table des Mariages (1658-1792), Strasbourg, Cercle Généalogique d'Alsace, 2003 (ISSN 0294-0167)
- (fr): Jean-Pierre Kintz, Strasbourg cité refuge, dans Regards sur l'histoire de l'Alsace XVIe : XXe siècle, Hommage de la F.S.H.A.A, Strasbourg, Imprimerie Scheuer à Drulingen, 2008, 578 p. (ISBN 978-2-913162-77-8 et 2-913162-77-0).
- (fr): Alain Klein, Dictionnaire des soldats du Premier Empire du Bas-Rhin, SEHRI, 2012 (lire en ligne)
- (de): Michel Matter, « Erlebnisse eines elsässischen Conscritsmaklers », dans Auguste Kassel, Conscrits, Musik und Tanz, Guebwiller, Alsatia Verlag, 1929, p. 29-61
- (fr): Normann Laybourn, L'émigration des Alsaciens et des Lorrains du XVIIIe au XIXe siècle, Strasbourg, APUS, 1986
- (fr): Claude Muller, « La région de Saverne vue par l'ingénieur militaire Guillin en 1702 (Deuxième partie) », Pays d'Alsace, SHASE, no 218,‎ 2007, p. 17-22 (ISSN 0245-8411)
- (fr): Paul A. Piémont, L'origine des frontières linguistiques en Occident : La politique militaire romaine, la mise en valeur du sol, les noms de localités, Strasbourg, 1981, 481 p.
- (la): Société historique du Palatinat, Traditiones possessionesque wizenburgenes, Spire, 1842, 390 p. (lire en ligne)
- (fr): Bernard Vogler, Histoire culturelle de l'Alsace : du Moyen âge à nos jours, les très riches heures d'une région frontière, Strasbourg, La Nuée Bleue, 1994, 576 p. (ISBN 2-7165-0273-0).

#### Religion
- (fr): René Bornert, Les monastères d'Alsace : Tome II/2 Abbayes de Bénédictins. Des origines à la Révolution française, Strasbourg, Éditions du Cygne, 2009, 681 p. (ISBN 978-2-7468-2219-1)
- (fr): Collectif, Protestants d'Alsace et de Moselle, lieux de mémoire et de vie, Ingersheim, SAEP, 2006, 317 p. (ISBN 2-7372-0812-2).
- (en): Katherine M. Faull, Moravian Women's Memors, Their related Lives, 1750-1820, Syracuse, New-York, USA, Syracuse University Press, 1997, 166 p. (ISBN 0-8156-0397-5).
- (fr): Claude Muller, « Les Baptistes en Alsace septentrionale », Pays d'Alsace, Saverne, SHASE, no 130,‎ 1985 (ISSN 0245-8411).
- (fr): Jean Wolff, « Les Schneider, pasteurs à Alteckendorf (1802-1855) - en trois parties », Pays d'Alsace, Saverne, SHASE, nos 216, 217, 218,‎ 2006-2007 (ISSN 0245-8411).
- (fr): Alphonse Wollbrett, « Historiens alsaciens de l'Alsace Bossue : T.G. Roehrich - J. Adam - F. Cuny », Pays d'Alsace, Saverne, SHASE, no 114,‎ 1981 (ISSN 0245-8411)

#### Internet
- (fr): Alsatia d'Alteckendorf, 2015 (lire en ligne).
- (fr): Alt'echos : Édition spéciale (no 23), décembre 2014, 24 p. (lire en ligne).
- (fr): INSEE, L'alsacien, deuxième langue régionale de France, 2002 (lire en ligne)
- (fr): Les Frissons de la danse, 2015 (lire en ligne).
- (fr): Préfecture d'Alsace, Atlas des paysages d'Alsace, 2013 (lire en ligne), « Portrait du Kochersberg ».
- (fr): Thierry Roser, Les rendez-vous du patrimoine : Alteckendorf (25/26), Hochfelden, Zorn TV, 2012 (écouter en ligne)reportage vidéo, durée : 15 min 03 s